# 法国
法蘭西共和國（法語：République française，發音：[ʁepyblik fʁɑ̃sɛːz] ⓘ），通稱法國（ [fʁɑ̃s] ⓘ），西歐雙首長制共和國家，首都巴黎，東鄰德國、比利時與義大利，西濱比斯開灣，西南接西班牙，北隔英吉利海峽與英國相望。法國行政區劃共分為18个大区，其中5個位於海外，領土總面積達64.3萬平方公里，是歐盟國土最遼闊的國家。法國本土氣候為海洋性气候，海外領土則氣候多樣，在全球各洋均擁有大量島嶼。
法國人的先祖高盧人自鐵器時代遷至今日法國定居，後來羅馬共和國於前51年併吞了該地區，形成獨特的高盧－羅馬文化。法蘭克人於5世紀在此建立了法蘭克王國，並逐步擴張至全西歐。987年，于格·卡佩即位為王，被後世視為法蘭西王國的開端。該王國成立之初是個強大但分權的封建王國，直到12世紀末期法王腓力二世開始集中王權，並在布汶戰役戰勝神聖羅馬帝國與安茹帝國的聯軍，逐漸成為全歐最強大的國家。14至15世紀，法國與英格蘭王國爆發百年戰爭，法國贏得勝利後封建制度開始瓦解，其文化與藝術因法國文藝復興迅速發展，並在大航海時代建立了全球殖民帝國。16世紀下半葉，法國內部因新舊教之爭爆發宗教戰爭。17世紀中期，法國贏得了三十年戰爭與法西战争，成為歐洲霸主。隨後約一百年裡，法國聞名於廣泛的軍事征伐與文化成就。18世紀中期法國在七年戰爭失利，其世界強權地位被英國取代，並且在支持美國獨立後爆發財政危機，導致1789年爆發的法國大革命，推翻了旧制度並頒布了《人權宣言》。
19世紀初，拿破崙·波拿巴稱帝，率領法軍多次擊敗反法同盟，法國本土面積達到頂峰。拿破崙戰爭結束後，法蘭西第一帝國解體，法國陷入了動盪的衰弱期，直到克里米亞戰爭後再度成為陸軍強權。1870年拿破崙三世退位，法蘭西第三共和國成立。之後，法國社會度過了一段經濟、文化、科學繁榮的美好年代。1914年，第一次世界大戰爆發，法國作為協約國的主力戰勝德意志帝國，但在戰爭中損失巨大。第二次世界大戰中，法國於1940年被軸心國佔領，戴高樂將軍隨後在海外組建「自由法國」政府，並於1944年解放本土。當前的法蘭西第五共和國由戴高樂於1958年成立，並與許多前殖民地保持經濟與軍事交流。
法國是人類發展指數極高的已開發國家，拥有先进的社会福利体系，以名義GDP為量度是世界第七大經濟體，其經濟海域為世界第一大。法國經濟以服務業為主，其次為工業和農業，拥有空中客车、液化空气集团、标致雪铁龙等工业巨头；國家也掌控了部份的經濟結構，並給予大量的財政支持。法國作為世界藝術、科學與哲學中心的地位維持了數百年之久，其在歷史上也是長時間的歐洲霸主，並被部分歷史學家視作17世紀中後期的世界第一強國。當今法國仍是世界強國之一，在軍事、經濟、文化、政治、科技、教育上均有全球性的顯著影響力。法國為國際公認的擁核國家，其企業軍火銷售金額位居世界第二。1945年以來法國即為聯合國安全理事會常任理事國。法國還是法語國家組織、七國集團、北大西洋公約組織成員國。

## 国名
中文的“法國”是“法兰西国”之简称，“法兰西”最早源於拉丁文中的“Francia”，意指“法蘭克人之國”，现今意大利语和西班牙语中仍称法国为Francia，而法国国名的英语France、德语Frankreich和荷兰语Frankrijk也拥有与Francia相同的词根。
“法蘭克”的由來，則有不同的理論：有指此衍生於原始日耳曼語“frank”（“自由”），因为罗马征服高卢后，只有法兰克人不用纳税；也有说法指其来源于意为“長矛”或“標槍”的一词，因為該民族所用之投擲斧名稱為。另外，根據捷克歷史學家戴维·甘斯所載，“法兰西”亦建基於一稱。此乃公元前61年、卡姆布里族（Sicambri）其中一任君王之名字，而此君王的主權一直延伸至萊茵河以西、遠至斯特拉斯堡及比利時之地。
在汉字文化圈中，法国的常用汉字表记有法兰西和佛蘭西两种形式。“法兰西”一词最早在清康熙五十八年（1719年）两广总督杨琳上报朝廷的奏折中出现；简称“法国”则始见于咸丰七年（1857年）由英国传教士伟烈亚力编辑的月刊《六合丛谈》。“佛兰西”一词最早见于雍正八年（1730年）陈伦炯《大西洋记》，道光二十四年（1844年）林则徐编译的《四洲志》亦使用“佛兰西”。汉语和越南语中使用“法兰西”（越南语：／）的表记，简称法国（越南语：／），而日语和朝鲜语中则沿用“佛蘭西”的表记（朝鲜语：／），简称佛国（日語：仏国；韩语：／）。第二次世界大战后的日语与韩语（大韓民國標準語）中，佛兰西的汉字表记形式不再广泛使用，而改用音译的形式，日语以片假名寫为，韩语（大韓民國標準語）为，但单字简称仍然广泛使用。在希伯来语中法国的名称为（Tzarfat）。毛利语称法国为Wīwī，源自法语的“Oui, oui”（是，是）。

## 歷史

### 古代至法蘭克王國

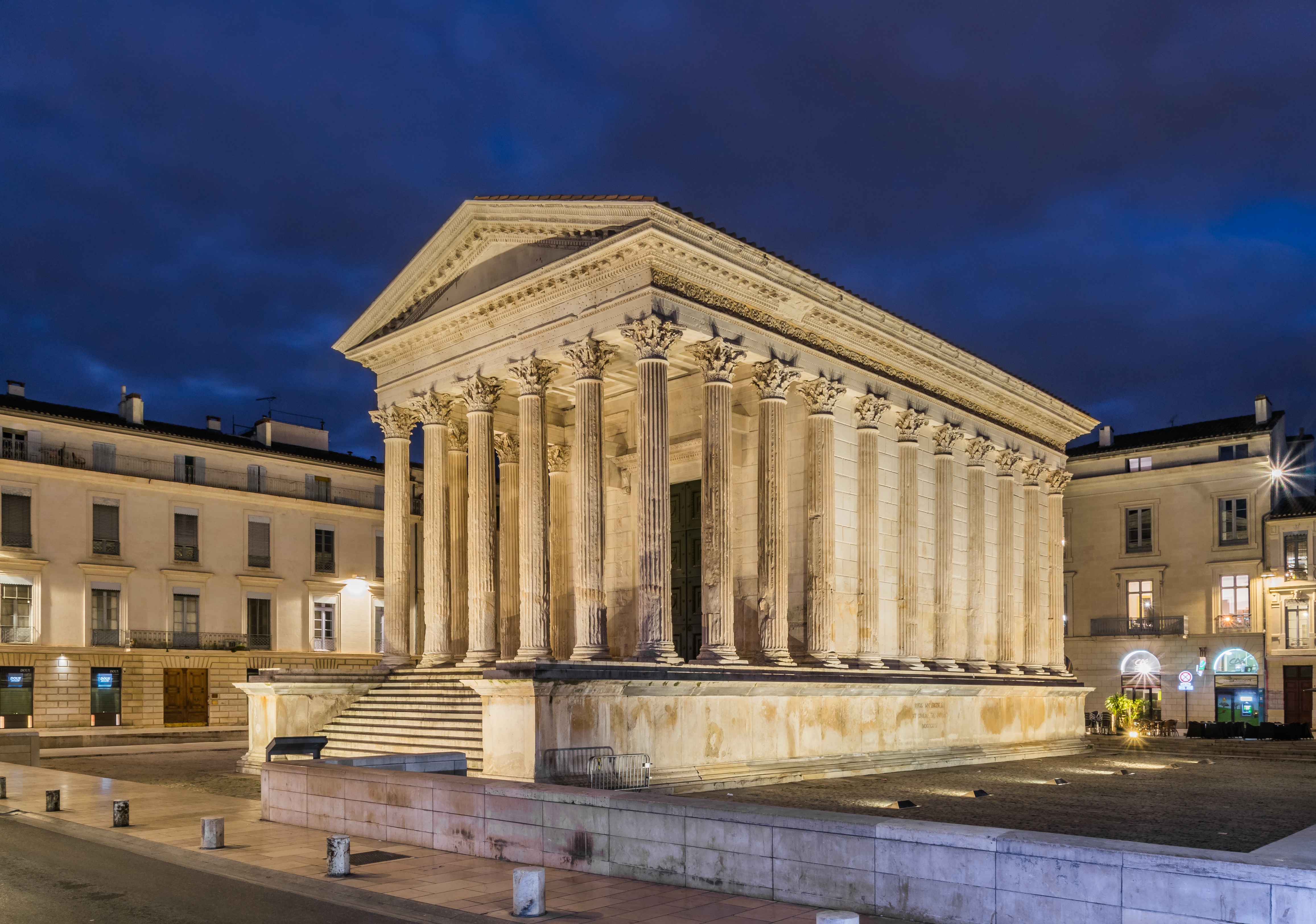
方形神殿是羅馬帝國於法國的著名建設之一

現今的法國地域早在史前時期就有人居住，法國境內大量發現了時間可追溯至舊石器時代中葉的尼安德塔人化石，以法國西南部一地出土的最具代表性，還在多爾多涅省與比利牛斯山發現史前人類製作的石洞壁画，在全國範圍內也找到數座新石器與紅銅時代文化遺址，如冶金、開採金、銅、鐵等技術的遺址，還有位於布列塔尼的卡纳克巨石林。鐵器時代則是以凱爾特人的哈尔施塔特文化遺址為代表。
前600年，古希臘人開始向黑海、地中海、亞得里亞海沿岸各地殖民，他們中來自伊奧尼亞的一支在西地中海岸建立马萨利亚殖民地，該城也因此成為法國最古老的城市──馬賽。與此同時，一些凱爾特人經陸地遷入法國，分布地域几近覆盖法国全境，成為後世所稱的高盧人。前390年，高卢酋长布伦努斯率军穿越阿尔卑斯山前往今意大利，在阿利亚河战役击败罗马军队，短暫控制罗马地区。前125年，罗马征服高卢南部，建立诺斯特拉行省。之後，尤利乌斯·凯撒征服高卢全境，且于前52年平息了酋长维钦托利的叛乱，此后奥古斯都将高卢分区建省。羅馬統治時間長達400年，期間建設了大量羅馬式城市，帶給法國諸多羅馬文化與建築，高卢人逐渐罗马化，汲取罗马文化习俗、并开始使用拉丁語。250年至280年，高卢边境地区屡遭蛮族侵袭。4世纪上半叶，这种状况有所改善，高卢地区迎来复兴和发展。5世纪起，蛮族对罗马掀起大规模入侵，罗马帝国陷入崩溃，欧洲民族大迁徙于此时开始。汪达尔、苏维汇和奄蔡等日耳曼部族穿越莱茵河，进入高卢、西班牙和其它曾属于罗马帝国的地区定居。
西羅馬帝國末期，軍事衰退，內部動亂，異族入侵。476年，皇帝罗慕路斯·奥古斯都被蛮族軍閥奧多亞塞廢黜，西羅馬帝國滅亡，西歐領土被各大勢力佔據。五世紀初，法蘭克人克洛維統一法蘭克人諸部，皈依基督教後定都巴黎，建立法蘭克王國。克洛維後代墨洛溫王朝先後對外用兵，勢力擴張到當代法國大部分地區，但7世紀以後王權式微，宫相查理·馬特成為法蘭克王國的統治者。751年，國王希爾德里克三世被查理·馬特之子矮子丕平廢黜，加洛林王朝取代墨洛溫王朝。之後，丕平之子查理曼對外征伐，控制今法德意地區，在800年於羅馬被教宗良三世加冕為帝。843年，查理曼的三位孫子洛泰尔、路易、查理簽署《凡爾登條約》，將帝國分為西、中、東法蘭克。當時西法蘭克諸侯林立，政局不穩，且王族迅速絕嗣。885年，東法蘭克國王胖子查理被推舉為西法蘭克國王，但由於施政不佳，其子未能繼承王位，巴黎圍城戰有功的厄德成為新國王。之後，西法蘭克在不同家族之間統治，直到法蘭克公爵于格·卡佩稱王，建立卡佩王朝為止。

### 卡佩王政至文藝復興

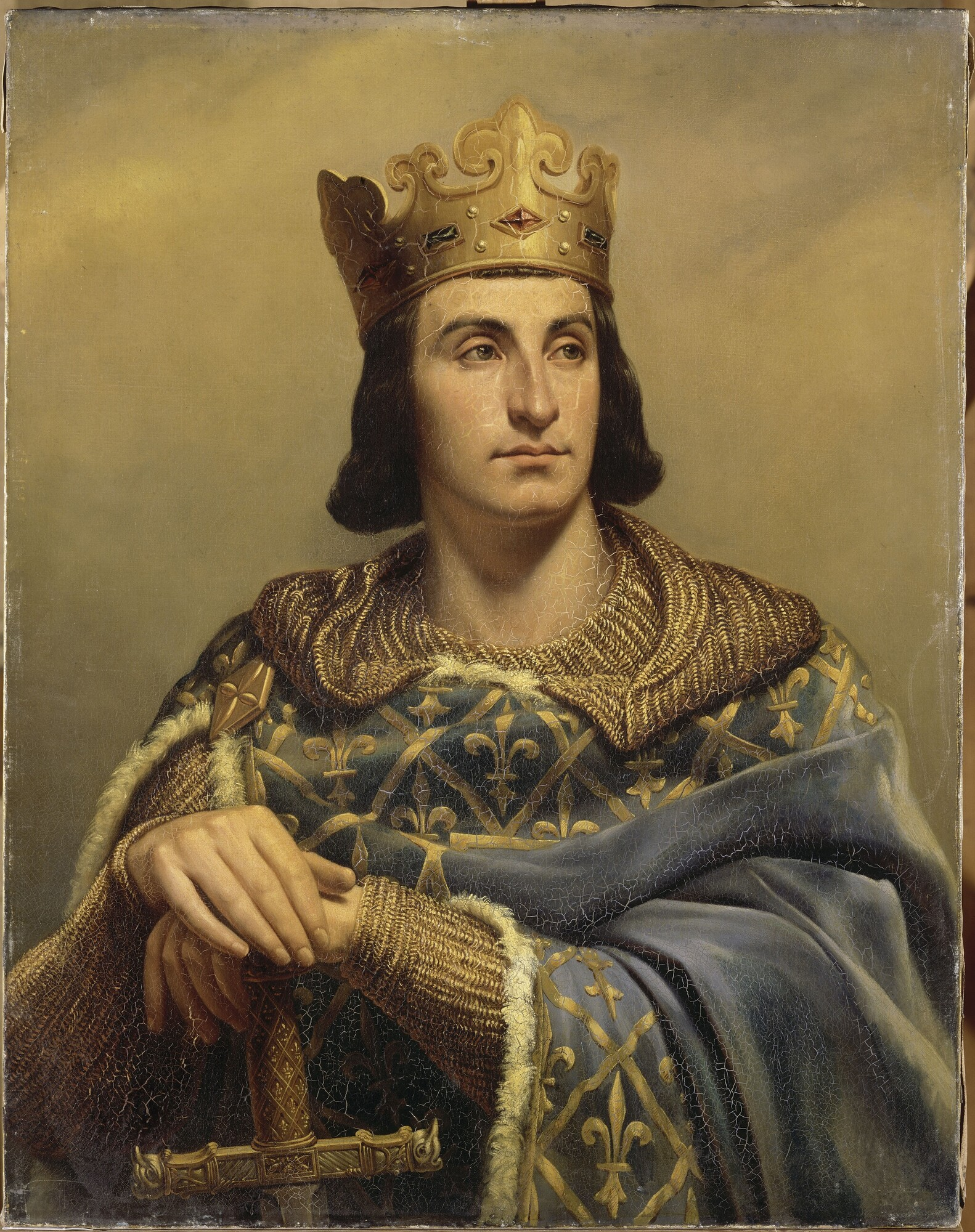
腓力二世任內勵精圖治，擴大王權統治範圍，被視作法國史上最傑出的君主之一

于格·卡佩稱王被後世史學家視為「法蘭西王國」的開端，但直到腓力二世統治以前，卡佩王朝的統治者都仍以「法蘭克國王」自居。卡佩王朝建立之初，面臨到加洛林王朝後期相同的困境，其治下的貴族越發獨立，王權衰微。1066年，法國诺曼底公爵威廉率軍跨海征服英格兰，法國文化開始影響不列顛群島。之後在11到13世紀，法國貴族十字军东征运动中扮演主力角色，以致阿拉伯人將十字軍稱為「法蘭克人」，法语也成為黎凡特地区十字軍國家的通用语。1180年，腓力二世登基。在他為時43年左右的統治期間，法國王室不僅取得诺曼底公国和佛兰德的統治權、在布汶戰役擊潰了神聖羅馬帝國與安茹帝國組成的聯軍。腓力二世使法國成為歐洲最強大的國家，並自稱「法蘭西國王」，而非先王們自稱的「法蘭克國王」。法國接下來在數位卡佩王朝君主的統治下愈發強大，此時期也成為法國歷史上的黃金時期之一。
1328年2月1日，法國國王查理四世去世，其堂兄腓力六世依據男性子嗣的繼承慣例於不久後繼承王位，此舉雖引起查理四世的外甥爱德华三世的不滿，但後者仍向前者稱臣，直到1330年代雙方因蘇格蘭問題與領土爭議發生齟齬，腓力六世沒收吉耶讷，愛德華三世才再次聲索法國王位，雙方爆發百年戰爭。戰爭前期英軍攻势凌厉，占领广阔的法兰西领土。但在第二階段，法軍在歷精圖治的查理五世和優秀將領盖克兰的指揮下收復故土，雙方進入停戰狀態。與此同時，黑死病也在此時肆虐西歐，横扫欧洲的黑死病大大削弱了法兰西的国力，其近半数人口死于这种致命的瘟疫。1415年，英王亨利五世率軍再次入侵，其子在之後被立為法王，但之後圣女贞德、让·德·迪努瓦、阿蒂爾·德·里奇蒙等人指揮法軍將英軍逐步趕出法國，最後在福爾米尼戰役與卡斯蒂永戰役取得決定性胜利。
15世纪法国兴起文艺复兴，创造了瞩目的文化成就。法语藉由《维莱科特雷法令》取代拉丁语成为法兰西的官方语言，随后又风靡于欧洲上层社会。文艺复兴时期，法兰西与他国的战争并未停歇，1494年至1559年法兰西围绕意大利地区同西班牙帝國與神圣罗马帝国发生多次武装冲突，史称意大利战争。宗教改革同样影响法国。在法兰西，雨格诺派是新教势力的代表，雨格诺派与天主教会的争斗引发宗教战争，这期间发生臭名昭著的圣巴多罗买大屠杀，数千名雨格诺派信徒丧命。

### 波旁王政

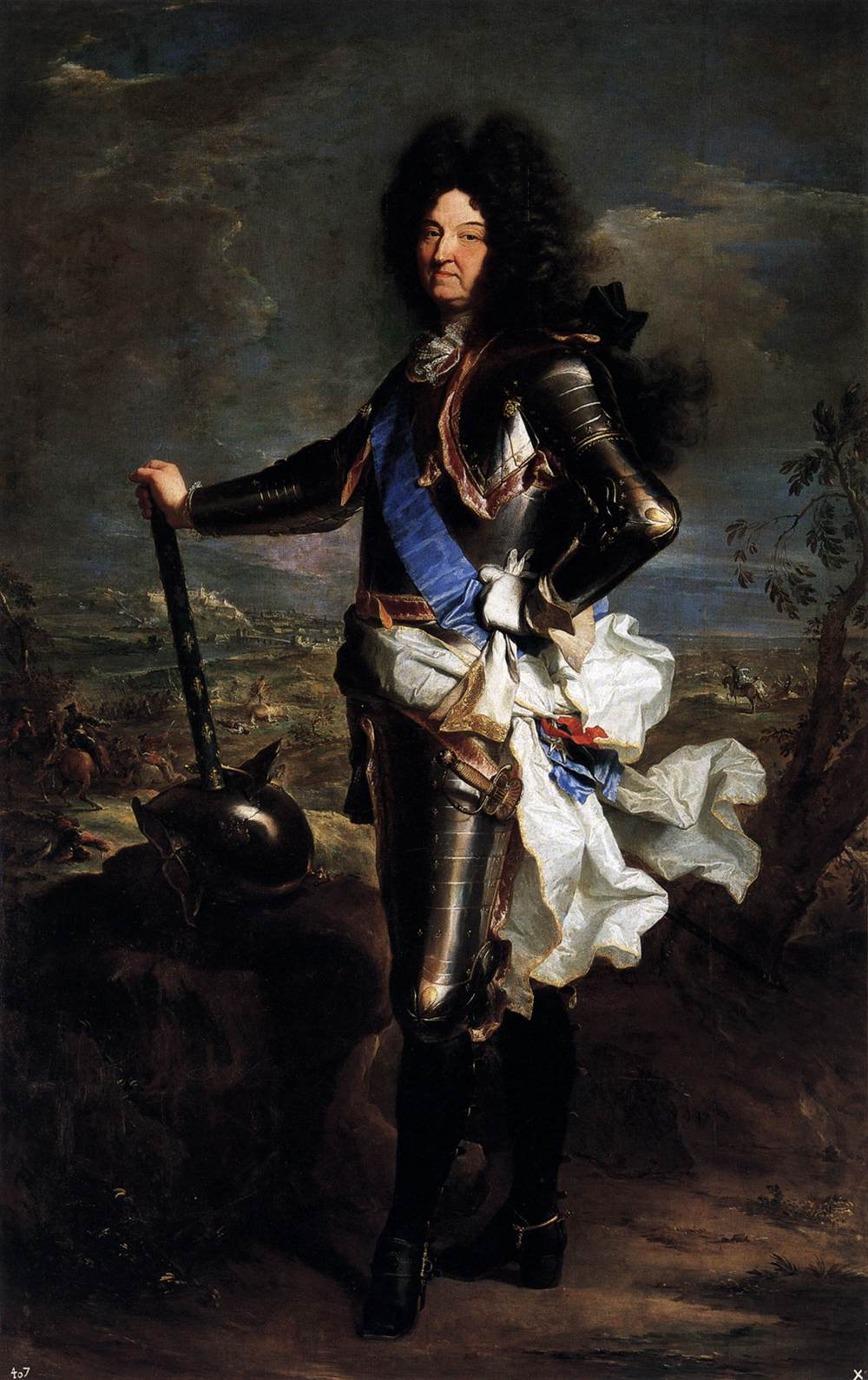
“太阳王”路易十四统治期间实行君主专制，自稱“朕即國家”。此时期法国成为欧洲的头号强国

1589年，卡佩王朝的後裔纳瓦拉国王亨利继承法国王位，称亨利四世，开启波旁王朝的统治。1598年亨利四世颁布《南特敕令》，肯定雨格诺派的合法性，宗教分裂的乱局一度终结。地理大发现后，新大陆亦出现法国探险家的身影，例如雅克·卡蒂埃和萨米埃尔·德尚普兰。根植于法国探险家的探索与皮毛贸易活动，法国殖民者在北美洲开拓广大的殖民地，是为新法兰西。路易十三统治时期，在宰相黎塞留主导下，法国国力日益强盛，在欧洲的影响力也空前加强，並加入了三十年戰爭取得最終的勝利。路易十三的继承者路易十四年幼时，法国由安妮王太后和马扎然摄政。此时段发生反对君主专制的投石党乱，而当时法国正与西班牙交战，法国一度面临内忧外患。投石党乱平息后，法兰西贵族势力不再对王权构成威胁，这为随后路易十四时期君主专制的空前加强打下基础。而在法國名將蒂雷納子爵率軍戰勝西班牙帝國後，法兰西王国的国力于路易十四统治期间达至巅峰，成為無可爭議的歐洲霸權。路易十四把大贵族集中在凡尔赛宫居住，将整个法国的官僚机构集中于他的周围，人治不可挑战。路易十四统治期间的法國，不僅是欧洲第一的人口大国，更是當時歐洲的陸軍、海軍霸權，在欧洲政治、经济和文化上的地位举足轻重。法语成为欧洲上层社会首崇的语言，在外交、科学和文学上皆为最为通用之语言，直至20世纪才渐为英语取代。法国在美洲、非洲和亚洲都拥有殖民地，称为法兰西第一殖民帝国。宗教方面，路易十四撕毁《南特敕令》，囚禁上千名雨格诺派信徒，维护天主教支配地位。
路易十四的曾孙路易十五继承了太阳王的王位，沿用其君主专制。法国的霸主地位在路易十四统治后期的西班牙王位繼承戰爭开始动摇，法國宰相弗勒里休養生息，成功使得法國於波兰王位继承战争後再度成為歐洲第一強國。但法国在七年战争（1754年－1763年）中战败，失去在美洲和印度的广大殖民地。不过，法国在欧洲的领地不减反增，洛林和科西嘉岛分别在1766年和1770年成为法国的一部分。此時法國龐大的稅務問題開始加劇，財政嚴重入不敷出，他死后15年，法国即爆发反对君主制的大革命。路易十六是路易十五之孙，他以大量资金與派遣艦隊支持美国独立，酿成财政危机，为大革命埋下祸根。路易十六统治时期，启蒙思潮兴起，法国科学家也创造有科学成就——1778年安托万·拉瓦锡发现氧气；1783年孟格菲兄弟发明载人热气球。法国探险家路易·安托万·布干维尔和拉彼鲁兹伯爵参与全球航行与地理勘探。启蒙思潮宣扬理性主义，主张将理性主义作为统治合法性和权威性的来源和判断标准，这动摇了法国君主专制的思想根基。

### 大革命與拿破崙

1789年7月14日，法国革命者攻占巴士底狱

为寻求解决财政问题，法王路易十六于1789年5月召开三级会议，但会议很快陷入僵局。第三等级平民的代表对于自身权利不满，自行组织国民议会，公开反对王权权威。数日内局势紧张，巴黎陷入暴动。7月14日，愤怒的示威者攻占了法国王权的象征巴士底狱。7月14日被视作法国大革命爆发的标志，这一天随后被定为法国国庆日。8月26日，《人权宣言》颁布，这是法国大革命的纲领性文件。法国试图据此确立基本的人权。宣言强调“自由、财产、安全和反抗压迫是天赋不可剥夺的人权”，肯定言论自由以及司法公正。它呼吁废止王室与贵族的特权，主张人人生而自由平等。1791年6月20日，路易十六出逃，打破了民众对于君主立宪的幻想。尽管路易十六随后同意签署新宪法实行君主立宪，多数民众自此开始倾向废除君主制、建立共和国。然而废除君主或是削弱王权的尝试均遭到欧洲其他国家的反对，奥地利和普鲁士国王发表《皮尔尼茨宣言》以警告革命者不要进一步侵犯路易十六的权力。1792年4月20日，法国对奥地利宣战，法国大革命战争爆发。战争期间法国国内暴乱接连不断，8月10日，民众攻占杜伊勒里宫，拘禁国王、王后，九月屠杀随后发生。9月22日，法兰西第一共和国成立。1793年，路易十六被判叛国，走上了断头台。

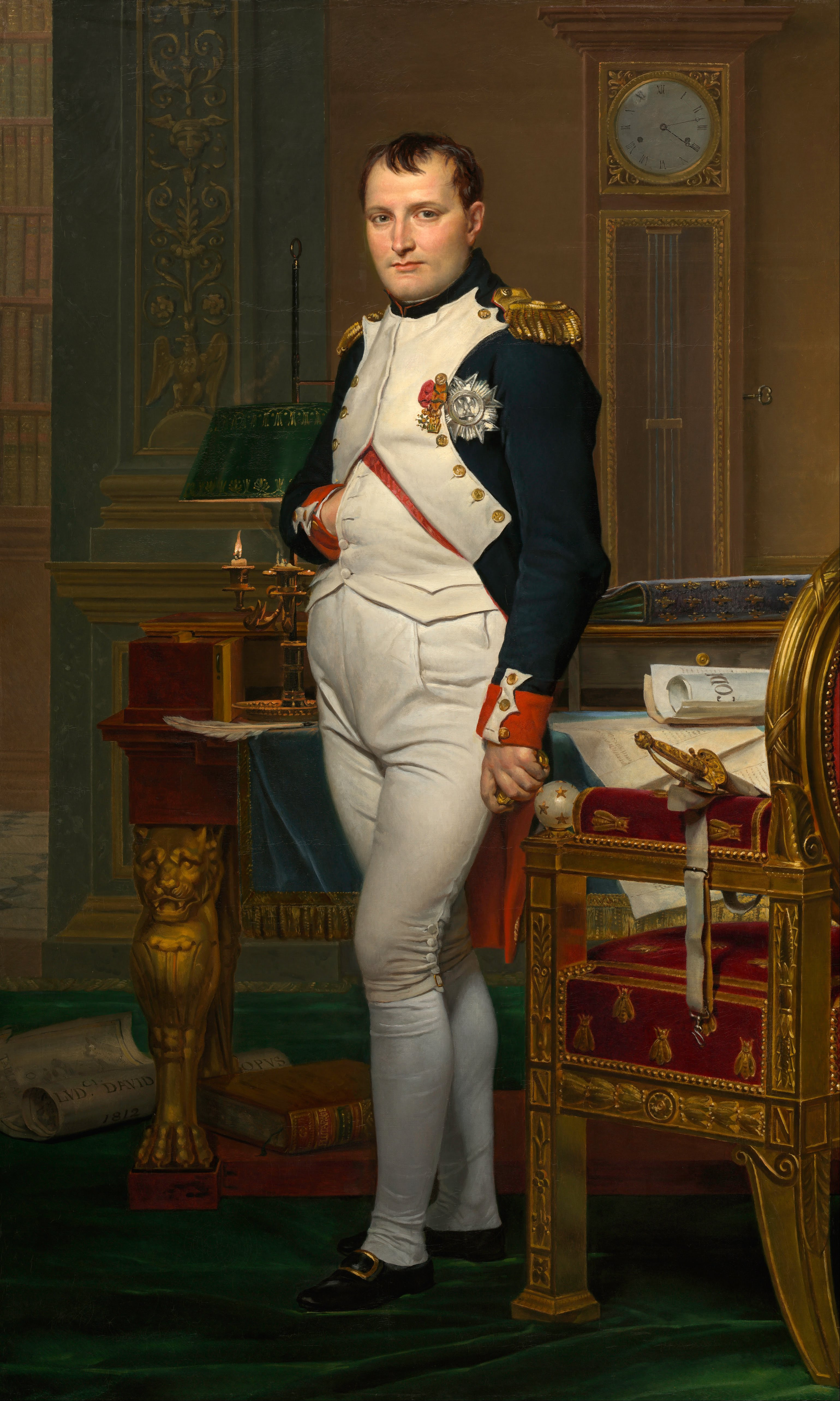
1804年称帝的拿破仑·波拿巴。他通过一连串的军事征服，建立庞大的帝国，传播了法国的革命理念和法治思想

新生的共和国面临内忧外患——欧洲列强不断施加压力，国内反革命暴亂不断。1792年4月20日，法國對哈布斯堡君主國統治者弗朗茨二世宣戰，大革命戰爭爆發。戰爭初期法軍的表現不佳，聯軍看似很快能贏得這場戰爭，但在瓦爾密戰役後局勢轉變，法軍開始在各個戰線出擊，征服了比利時、萊茵蘭、薩伏依等地區。1793年，法國對荷蘭、英國、西班牙宣戰，但此時局勢再次對法國不利。同年9月，罗伯斯庇尔建立专政统治，称为雅各宾专政。1793年至1794年，有16,000至40,000人被处决；法国西部，“蓝党”（Bleus，革命支持者）与“白党”（Blancs，君主制支持者）的冲突不断。而後法軍頒布總體戰令，到1795年年初不僅再次征服比利時，還佔領荷蘭與萊茵河左岸，同年普魯士、荷蘭、西班牙退出戰爭。1796年，三個法國軍團向奧地利本土進攻，僅有拿破崙·波拿巴的義大利軍團擊敗敵軍，向維也納進軍迫使奧地利人休戰，在1797年10月17日簽訂《坎波福爾米奧條約》。
法國控制西歐與南歐後將目光轉向埃及，在1798年派出部隊征服埃及。同年新的反法同盟被組建起來，東歐強權俄羅斯也加入對法戰爭。法軍在戰爭初期征服那不勒斯後，就在各個戰線不斷挫敗，但隨著俄軍在蘇黎世的慘敗與聯軍在荷蘭的失利，法國避免了被入侵的絕境。1799年11月，自埃及歸國的拿破崙發動霧月政變成為第一執政，在隔年6月的馬倫戈戰役取得勝利，重新控制北義大利。德意志地區的法軍也在12月2日贏得霍恩林登戰役，第二次反法同盟失利。1801年2月9日，法奧雙方簽訂《呂內維爾條約》；1802年3月25日，法國與英國簽訂《亞眠和約》，法國大革命戰爭結束。
1804年，拿破崙加冕為帝。1805年，拿破崙先在烏爾姆戰役殲滅奧軍大部，再在奧斯特里茨戰役擊敗俄奧聯軍，大破第三次反法同盟。1806年，拿破崙在耶拿戰役擊敗普軍攻佔柏林，然後在波蘭地區與俄軍鏖戰，於1807年夏在弗里德蘭戰役大破俄軍。1808年，拿破崙率軍入侵西班牙。1809年，拿破崙再次攻佔維也納，然後在瓦格拉姆戰役擊敗奧軍主力。1812年，拿破崙因「大陆封锁」問題對俄宣戰，然因俄軍焦土戰略與補給問題敗，帝國根基動搖。之後，聯軍組建第六次反法同盟發動反攻，拿破崙屢勝卻難掩頹勢，於1814年退位。1815年拿破崙歸國，但在滑鐵盧戰役後再次被流放，於1821年在聖赫勒拿島病逝。

### 政權更迭
拿破崙退位後，波旁王朝復辟。1830年，波旁王朝再度被推翻，七月王朝建立。1848年，欧洲掀起革命浪潮，七月王朝未能幸免，被二月革命推翻，随后第二共和国建立。第二共和国政府重启第一共和时期的改革，再次废除奴隶制，并推行普选。1852年总统路易-拿破仑·波拿巴（拿破仑之侄）称帝成为“拿破仑三世”，建立法兰西第二帝国。拿破仑三世希望提升国际地位，参与和主導多场战争，如克里米亚战争、法墨战争、第二次意大利独立战争。在意大利，法国吞并原属撒丁王国的萨伏依和尼斯，得到领土利益。1870年普法战争法国战败，御驾亲征的拿破仑三世黯然下台。新建的共和政府挫败巴黎的无产阶级公社起事，建立较为稳定的共和政权，史称第三共和。此时期欧洲步入新帝国主义时期，法国也参与欧洲列强在全球范围内对于殖民地和势力范围的争夺。19世纪至20世纪，法国夺得幅员辽阔的殖民地（尤其在非洲），建立领土遍布全球的殖民帝国，仅次于大英帝国。在20世纪20年代至30年代，法国的领土面积达到1,300万平方公里，占世界总陆地面积的8.6%。在19世纪与20世纪之交，法国国内和国际局势趋于稳定，经济获得长足发展，科学技术和文化事业也日臻成熟，乐观主义成为社会的一种现象。这段时期被称为“美好年代”（Belle Époque）。1905年法国通过法案完成政教分离。

### 第一次世界大戰

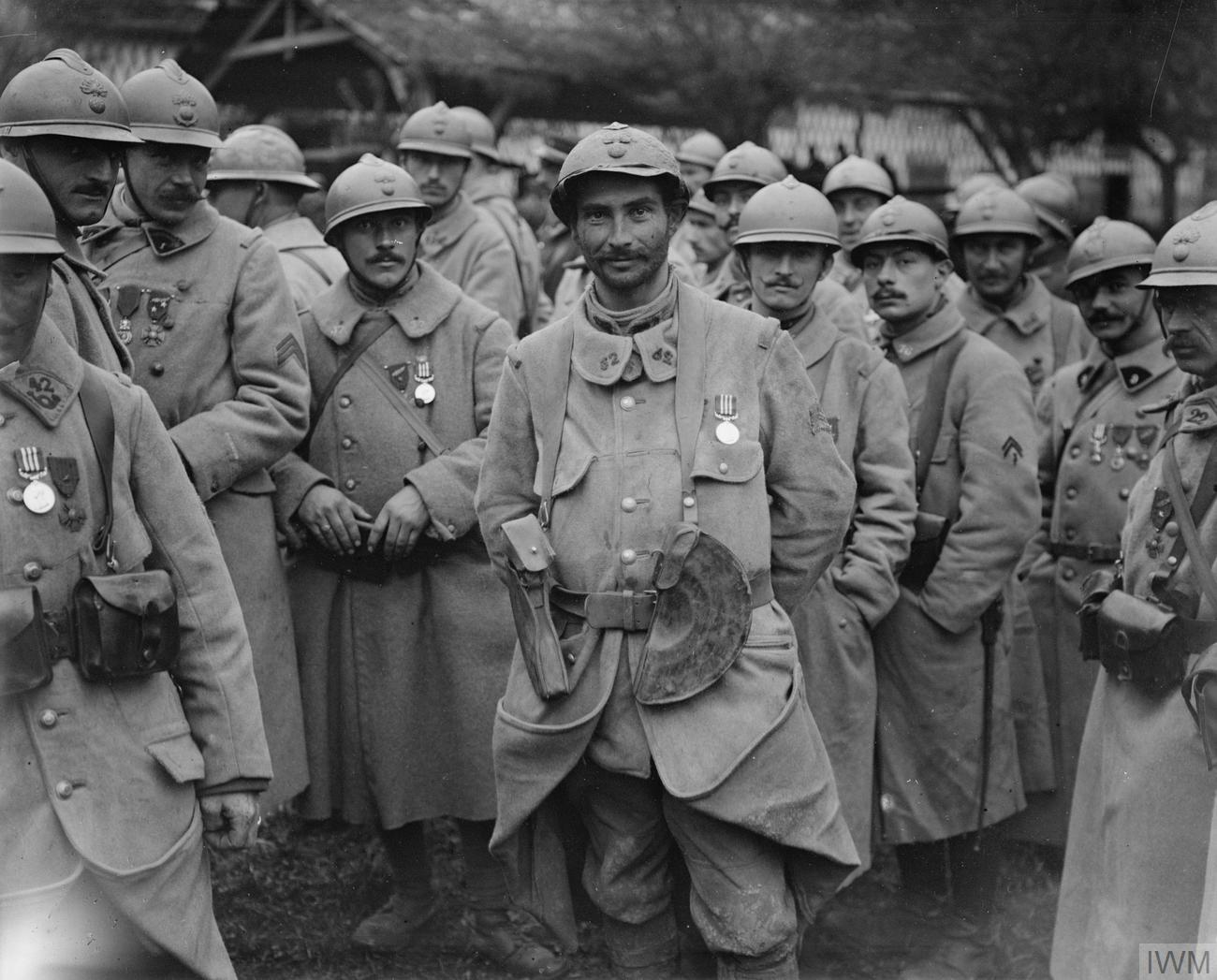
第一次世界大战中的法軍士兵

1914年8月，第一次世界大戰爆發，德意志帝國駐法大使威廉·馮·舍恩遞交對法宣戰書，德軍開始實行戰略進攻計畫「施里芬計畫」，經低地地區入侵法國。戰爭初期，德軍攻勢凌厲，直到在第一次馬恩河戰役被法軍擊敗。之後，雙方經歷一系列的運動戰後，開始挖掘戰壕轉變成對峙的塹壕戰。1915年，法軍對德軍陣線發動一系列成效不彰的攻勢，損耗不少法軍的有生力量。1916年2月，德軍對凡爾登進攻，雙方對主要要塞發動多次來回爭奪。7月，法國與英國發動索姆河攻勢。1916年末，凡爾登戰役與索姆河戰役結束。1917年，法國又發動一次大型攻勢，但被德軍良好的防禦擊敗。1918年初，德軍發動皇帝會戰，兵鋒直指巴黎，但被法軍在第二次馬恩河戰役擊敗。下半年，法國元帥福煦發動百日攻勢，第一次世界大戰結束。法國作為協約國的主力部隊，以惨痛的代价赢得胜利。124万名法军士兵丧命，占法国总人口的4%，其中在1912年至1915年间征召的士兵有27%－30%的死亡率。

### 戰間期至第二次世界大戰

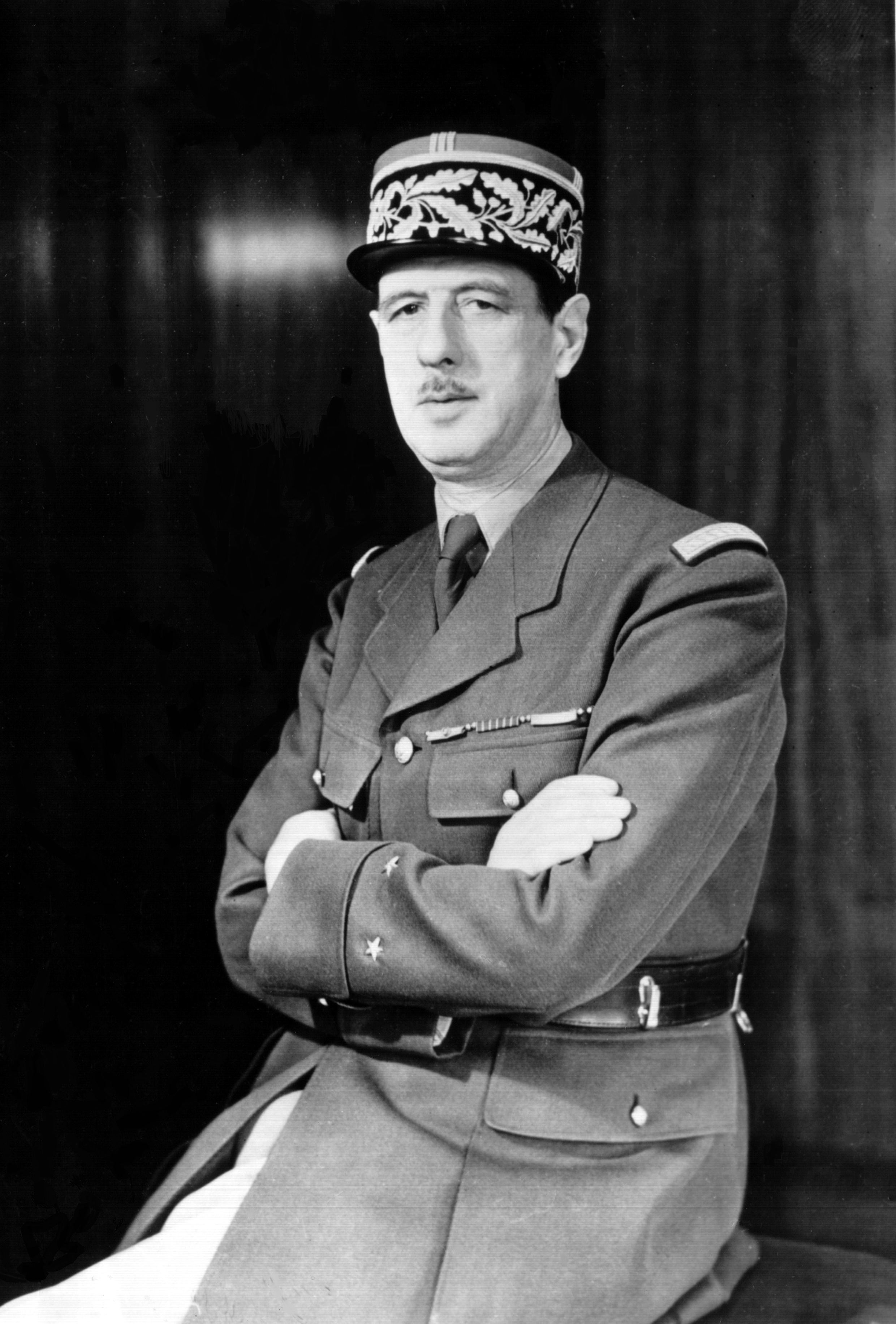
夏尔·戴高乐曾任自由法国领袖與法国总统

战间期法国左翼政治联盟人民阵线曾赢得立法选举，得以在全国推行多项改革，包括年假、八小时工作制和妇女参政等。
1940年5月10日上午4時35分，德國啟動「黃色方案」，其空降兵與陸軍開始入侵低地三國。法國陸軍參謀長莫里斯·甘末林收到比利時求援後，實施「D計劃」，下令主力部隊第一集團軍前移至比利時代勒河一線。吉罗將軍率第七軍團按「布雷達變體計劃」推進至布雷达，試圖與荷蘭軍會合。然而因為德軍空降兵的阻撓，荷軍只能北徹阿姆斯特丹，吉羅遂也南下向安特卫普推進。與此同時，比軍因埃本-埃美爾要塞被迅速攻陷而撤出阿尔贝运河，導致法軍來不及建立代勒河防線，只能獨自對抗德軍前鋒。5月12日至14日，法國第一軍團在阿尼戰役阻擊德軍，後於15日又在讓布盧戰役擊退後者，守住代勒河防線。阿登高地方面，由於法國第二軍團司令夏尔·安齐热的疏忽，德軍突破法軍虛弱的陣線，渡過默兹河朝法國腹地進攻。5月16日，比利時的法軍部隊得令撤回法國。
5月20日，德軍就包圍了法國北部、比利時及荷蘭南部的盟軍，因此盟軍在26日展開撤離行動。6月4日，德軍消滅北法地區的法軍主力部隊後，啟動第二階段作戰「紅色方案」，開始南下進攻法國腹地。僅管法軍在「紅色方案」時期打的遠比「黃色方案」時期頑強，造成的德軍傷亡也大於之前，然索姆河防線與埃纳河防線仍被德軍擊破，行將瓦解的政府開始撤出巴黎。6月14日，德軍佔領巴黎，法国被迫于6月22日和德國簽署停戰協定，又稱「第二次貢比涅停戰」。1940年7月10日，國會决定将權力移交給老元帅菲利普·貝當，法国本土被德国划分为北方的军事管辖区和南方的自由地区，其中自由地区由贝当政府统治，政府设在维希，故名“维希政权”，正式國名為法蘭西國（l'État français），受德国控制，實施了一連串壓制言論自由的舉措；除了政治層面以外，亦加强国家对经济、宗教与社會等各层面的管控。法国的国家格言更从“自由、平等、博愛”被置換成了“勞動、家庭、祖國”（Travail, Famille, Patrie）。夏尔·戴高乐领导自由法国运动继续抵抗，并在伦敦设立有流亡政府。自1942年至1944年，大约160,000名法国公民（其中有约75,000名犹太人）被送往在德国和波兰的灭绝营和集中营。1944年6月6日，盟军在诺曼底登陆，而自由法國8月發動龍騎兵行動解放南法。翌年法国解放，戴高乐成立法兰西共和国临时政府接管法国本土，继续与德国交战，并着手清算通敌者。临时政府亦推行了一些改革，包括给予女性选举权和建立社会保障系统等。

### 解放到現代法國
战后临时政府实施新宪法，建立法兰西第四共和国，同时法国是1949年建立的北大西洋公约组织的创始成员。在印度支那半岛，法军试图恢复殖民统治，但在最終於第一次印度支那戰爭中失利，败给越南独立同盟会。在阿尔及利亚，法国亦陷入反殖民战争泥潭。法国国内政局受阿尔及利亚危机影响，冲突不断，关于是否继续控制这个有超过100万欧洲人定居的北非本土省的争议，使内战险些上演。
1958年，法國政局动荡，內閣更換頻繁，加上阿爾及利亞獨立戰爭拖累国力受损。当年5月，部分軍官在阿爾及爾發起五月十三日政變，5月25日在法國南部也發生反政府暴亂，迫使時任總統勒內·科蒂任命當時已下野的戴高樂擔任總理。10月5日，戴高樂宣告建立法兰西第五共和国。11月進行國民議會選擧，以戴高樂為首的保衛新共和聯盟取勝。欠缺稳定性的第四共和国宪法被新宪法取代，扩大了总统的权力，首任总统即是二战期间的英雄戴高乐。戴高乐政府试图终止反殖民战争，以保证国家的统一。1962年法国签署《埃维昂协定》结束战争，阿尔及利亚获得独立。余下的法国殖民地，被称为海外省和海外领地。法國在戰後的1945年至1975年经济出现快速增长、建立高度发达的社会福利体系，称为黄金三十年。在美苏冷战的国际背景下，戴高乐实行“民族独立”的政策，他主导法国退出北约的军事一体化组织，着手执行核计划，使法国最终拥有世界第三大核武贮备量。为团结欧洲国家以与美苏抗衡，他与西德签署《爱丽舍条约》，恢复双方的合作关系，推动法德和解。1968年法国爆发五月风暴学生运动，社会反响巨大。这次运动被看作是法国由保守道德思想（如宗教、权威尊重和爱国主义）转向自由道德思想（世俗主义、个人主义、性革命）的分水岭。尽管乱局被政府平息，但此次运动表现出的政府与部分民众的隔阂，使得政府失去部分民心。1969年，戴高乐关于削弱参议院权力的修宪案公投失败，宣布辞去总统职务。

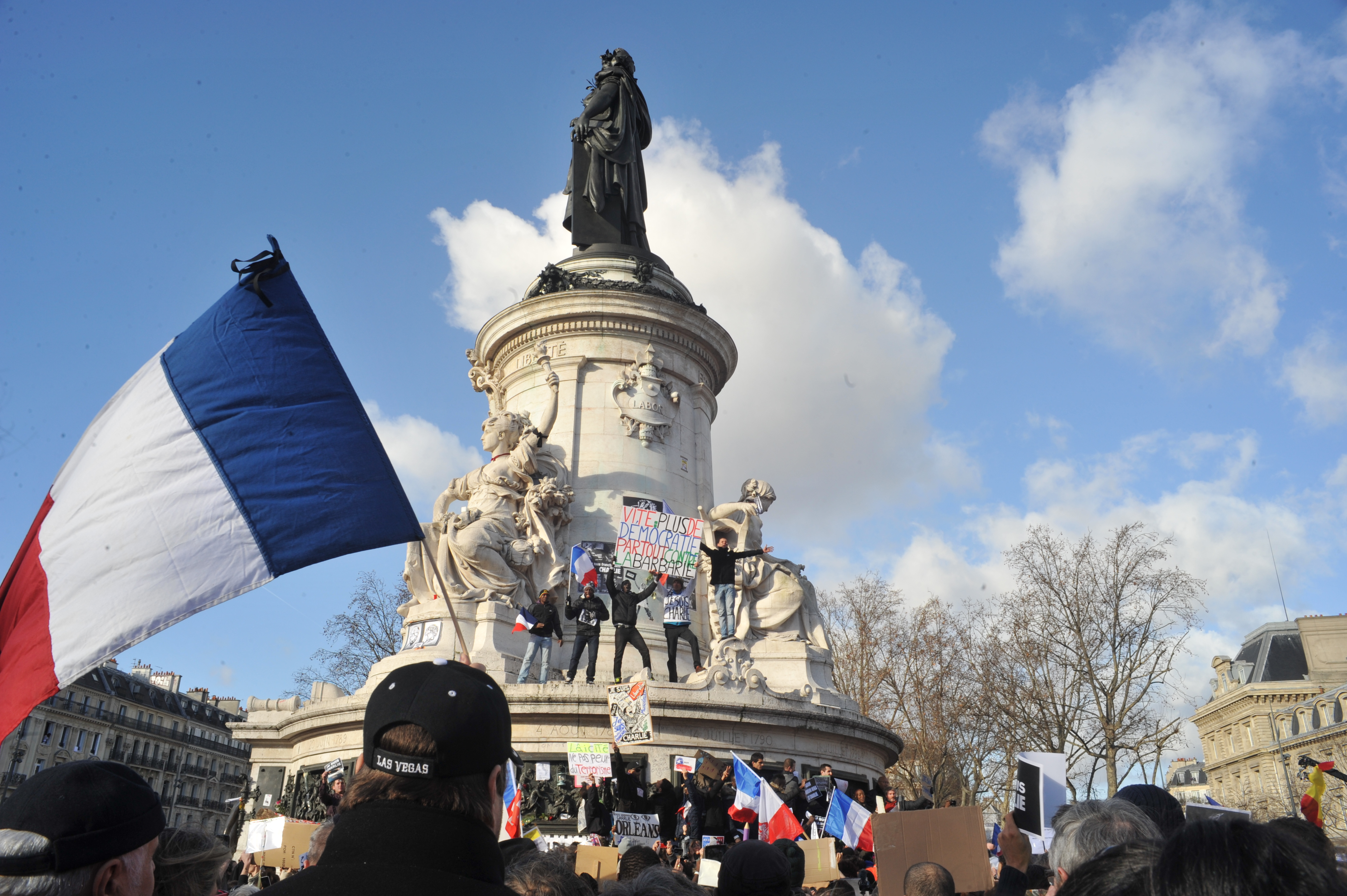
2015年巴黎共和国广场的共和游行

在后戴高乐时代，法国虽仍是世界上最为发达的经济体之一，但面临着多项经济问题，有着高失业率和高公共债务。在20世纪与21世纪之交，法国站在欧洲一体化发展的最前沿。1992年法国签署《马斯特里赫特条约》，1999年参与建立欧元区，2007年又签署《里斯本条约》。法国的注意力也重新转向北约，参与大部分与北约成员国相关的军事行动。
自19世纪起，便有大量移民定居法国。最初他们大多数是来自欧洲天主教国家的男性外籍工人，失业时多数亦会选择回国。20世纪70年代，法国面临经济危机、开始放宽移民政策，给予移民永久定居权，遂迎来新移民（大多数来自非洲马格里布地区）。放开移民亦导致社会问题，数十万穆斯林享受公共住房补贴的同时，拥有着高失业率，这个现象在大城市最为明显。法国放弃同化政策，不再强制要求移民遵守法国传统价值观以及文化规范。政府允许移民保留他们自己的文化习俗，仅需融入社会。
21世纪初恐怖主义兴起，法国亦遭到波及，面临恐怖袭击威胁。2015年1月的查理周刊总部枪击案引发法国历史上最大规模的爱国游行，有超过440万人参加，即2015年共和游行。2015年11月巴黎再遭恐怖袭击，造成137人死亡。这次袭击事件是二战以来法国领土上伤亡人数最多的事件，也是馬德里三一一連環爆炸案以来欧盟国家伤亡最为惨重的袭击事件。2016年法国国庆日，尼斯遭到恐怖袭击，85人死亡、202人受伤。法國自2015年11月13日遭受恐怖攻擊以來，因為斷續發生的恐怖攻擊而數次延長緊急狀態，最新的一次延長預計延長至2017年11月1日。

## 地理

### 领土地形

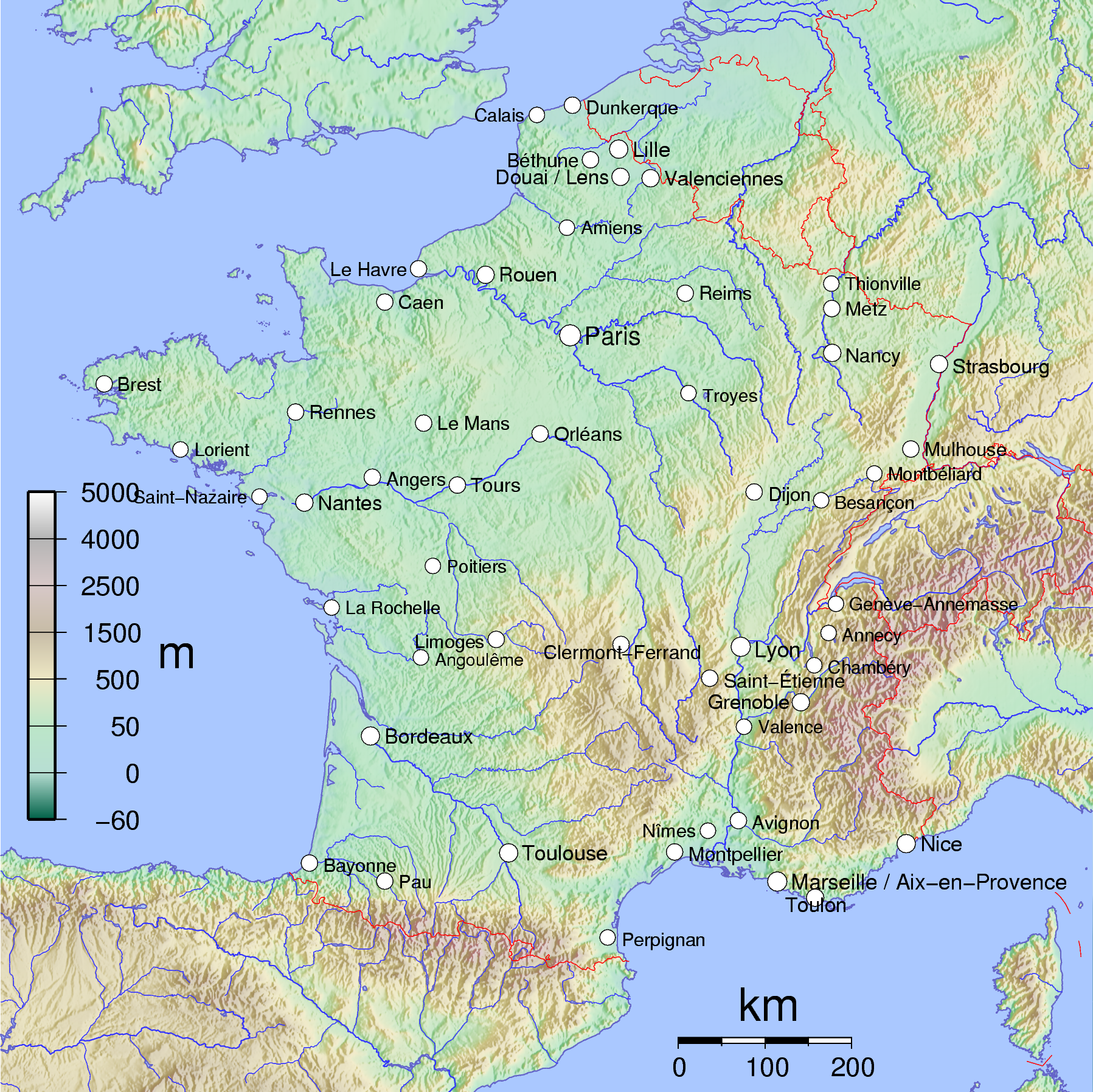
法国本土地形图，显示人口数超过100,000的城市

法国专属经济区面积大小位居世界第一名

法国的欧洲部分称为法国本土，位于欧洲大陆西端41°至51°N、6°W至10°E之间，南北东西均横跨约1000公里，领土形状呈六边形，属于温带。法国本土北达北海，西北及英吉利海峡，西抵大西洋，南至地中海，与东北部的比利时和卢森堡、东部的德国与瑞士、东南的意大利和摩纳哥以及西南的西班牙和安道尔接壤。法国南部和东部的国境线分布的山峰山脉有比利牛斯山脉、阿尔卑斯山脉和侏罗山，河流有莱茵河。在地中海上，辖有科西嘉岛和众多海岸群岛。
法国在世界范围内拥有众多海外省和海外领地，这些领土之间的行政区划等级和管辖形式有所不同，它们分别位于：
- 南美洲：法属圭亚那
- 大西洋：圣皮埃尔和密克隆以及安的列斯群岛的瓜德罗普、马提尼克、圣马丁以及圣巴泰勒米
- 太平洋：法属波利尼西亚、新喀里多尼亞、瓦利斯和富图纳以及克利珀顿岛
- 印度洋：留尼旺、法属印度洋诸岛、克罗泽群岛、凯尔盖朗群岛、圣保罗岛以及阿姆斯特丹岛
- 南极洲：阿黛利地（争议）

其中，法属圭亚那与巴西和苏里南接壤，法属圣马丁与荷属圣马丁接壤。
法国的欧洲领土面积为551,500平方（212,935平方英里），为欧盟成员国中最大。法国国土（包括海外领地，不包括阿黛利地）的总面积为643,801平方（248,573平方英里），占世界陆地总面积的0.45%。凭借分布于全球范围的海外领地，法国拥有11,691,000平方（4,513,920平方英里）的专属经济区，位居世界第一。
法国国土地形种类多样，在西北部有沿海平原，在东南和西南部分别有阿尔卑斯山脉和比利牛斯山脉，中南部则是中央高原。位于法国和意大利边境的勃朗峰海拔4,810.45（15,782英尺），是欧洲海拔最高的山峰。法国的大部分地区形成于不同的断块活动分期，其中阿摩里卡丘陵、中央高原、莫尔旺山、孚日山脉、阿登山脉和科西嘉岛形成于古生代的华力西造山运动。阿尔卑斯山脉、比利牛斯山脉和侏罗山则显得年轻一些，侵蚀形式更少。法国60%的城市具有地震风险，但近年来地震带保持稳定。几大地块将法国分为数个沉积盆地，包括西南部的阿基坦盆地和北部肥沃的巴黎盆地。法国的沿海沿河地区风景各异，如蔚蓝海岸的山地、阿尔巴特海岸止于断崖的高原，索洛涅地区的森林湿地以及朗格多克的宽阔平原。
法国境内河流众多，纵横交错。法国的河流系统主要由四大河流组成，即卢瓦尔河、塞纳河、加龙河和罗讷河，流域覆盖62%的土地。莱茵河与默兹河有时也被纳入法国的河流系统，但它们在法国并不如在欧洲重要。其中，罗讷河于卡马格注入地中海，将中央高原与阿尔卑斯山脉隔开。巴黎的塞纳河左岸涵盖塞纳河畔一个整体的扇形区域，在巴黎市区内如果乘船由塞纳河顺流而下，船首左侧所展现的，即是塞纳河左岸风光。塞纳河左岸是巴黎建市初期的见证人，它的腹地集中巴黎创立初期的历史遗迹。

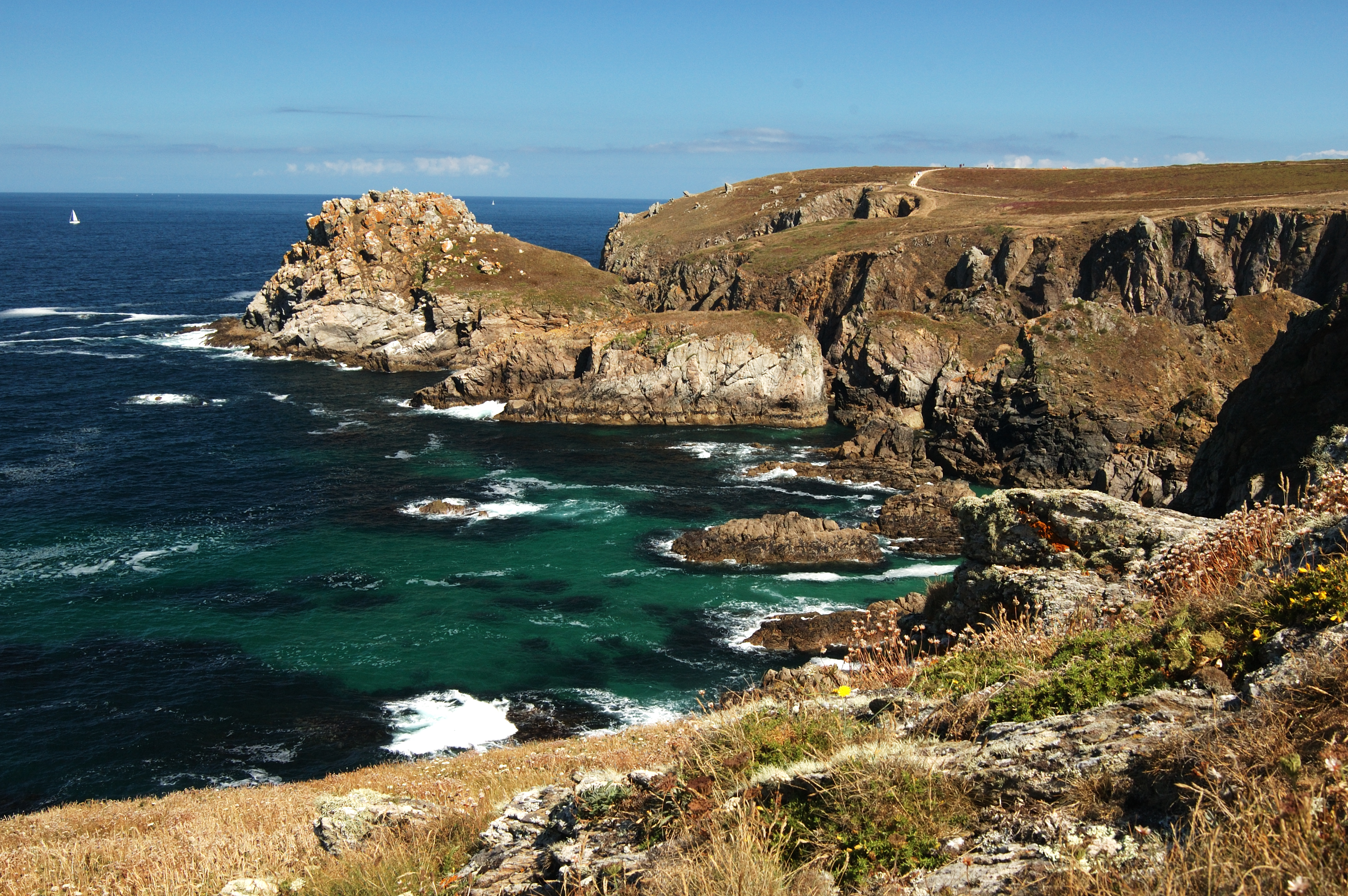
布列塔尼极西之角（英语：pointe du Van）
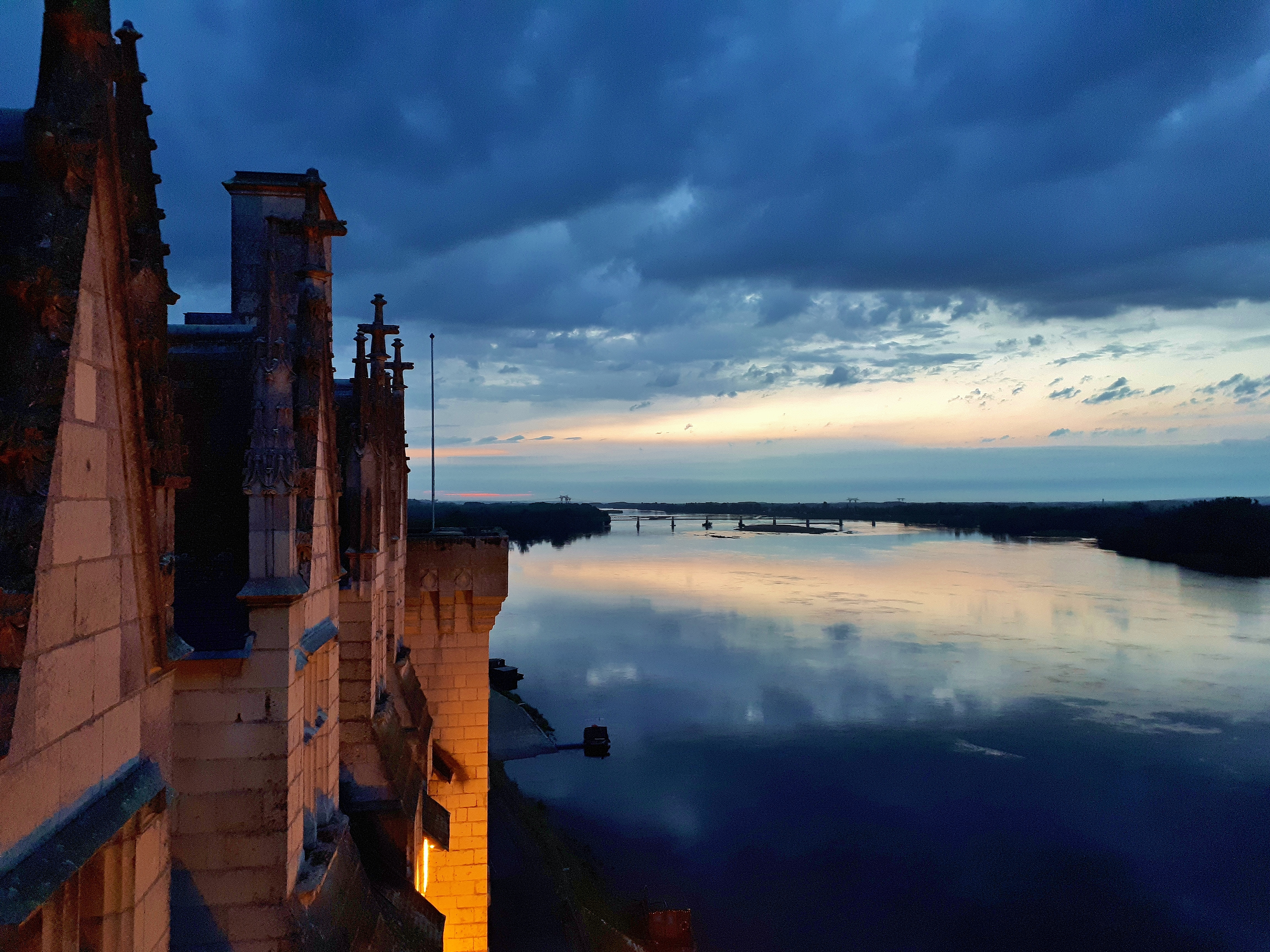
卢瓦尔河谷的蒙索罗
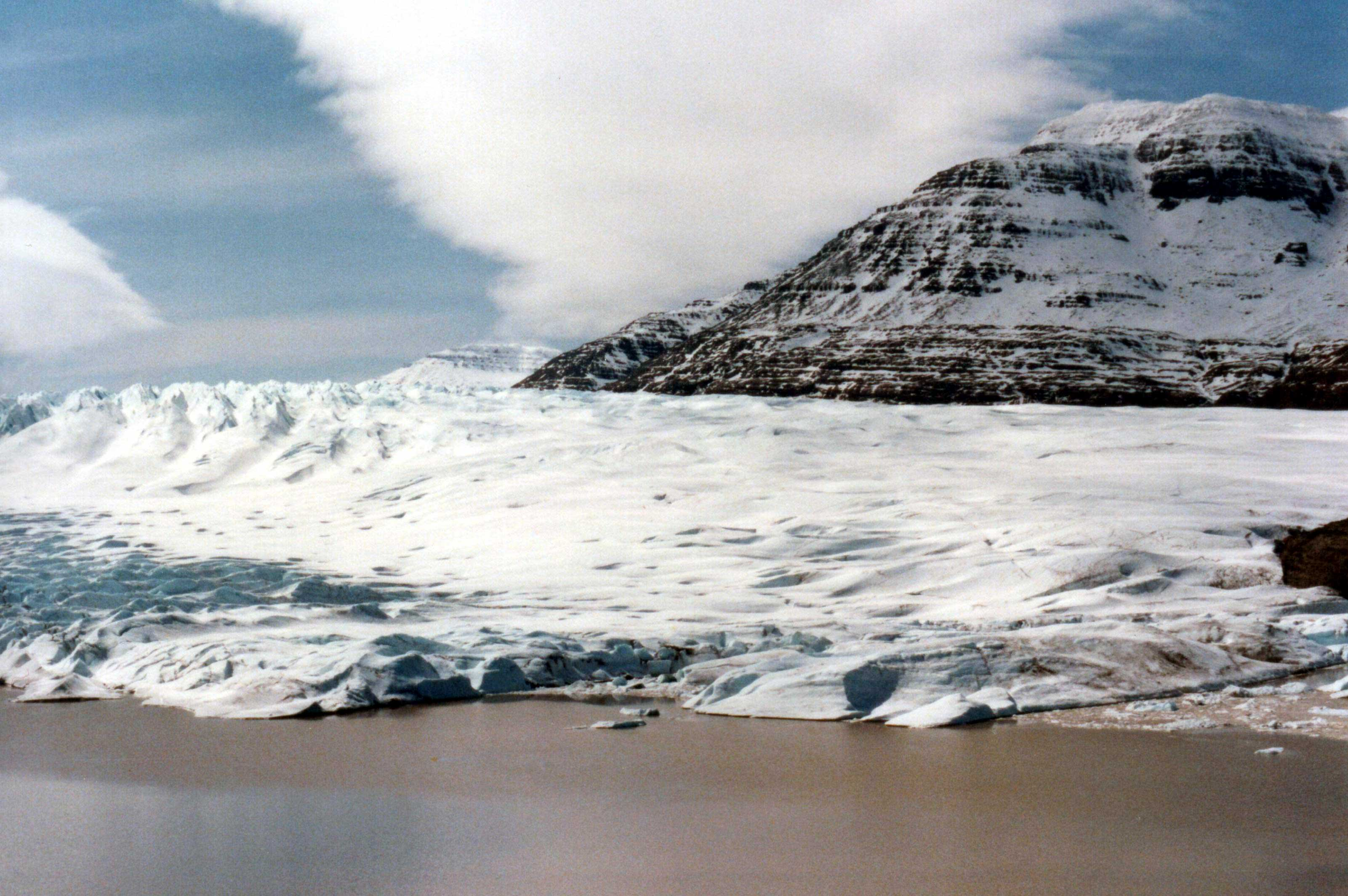
凯尔盖朗群岛冰川
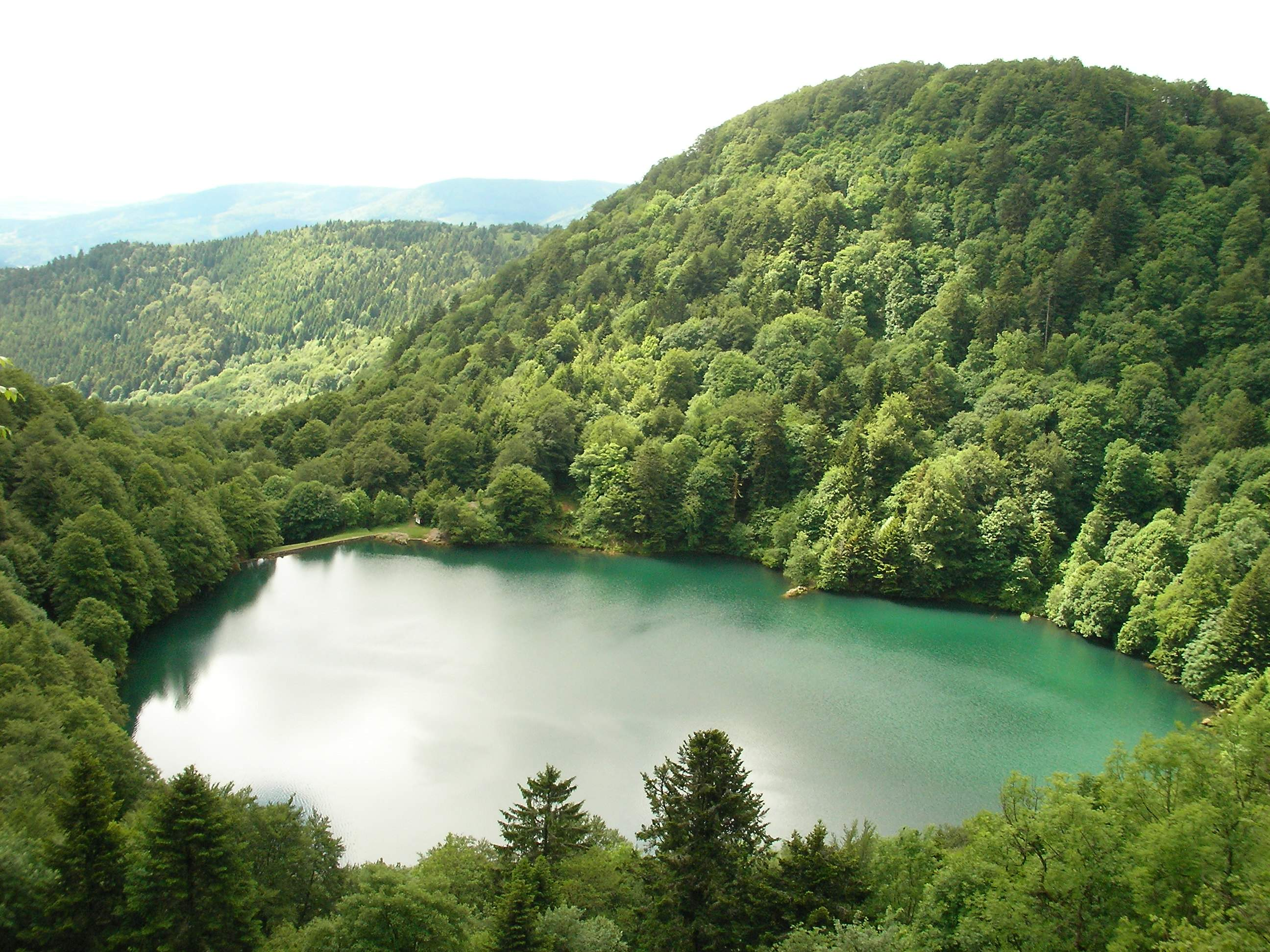
阿尔萨斯孚日山脉佩尔什湖（英语：Lac des Perches）
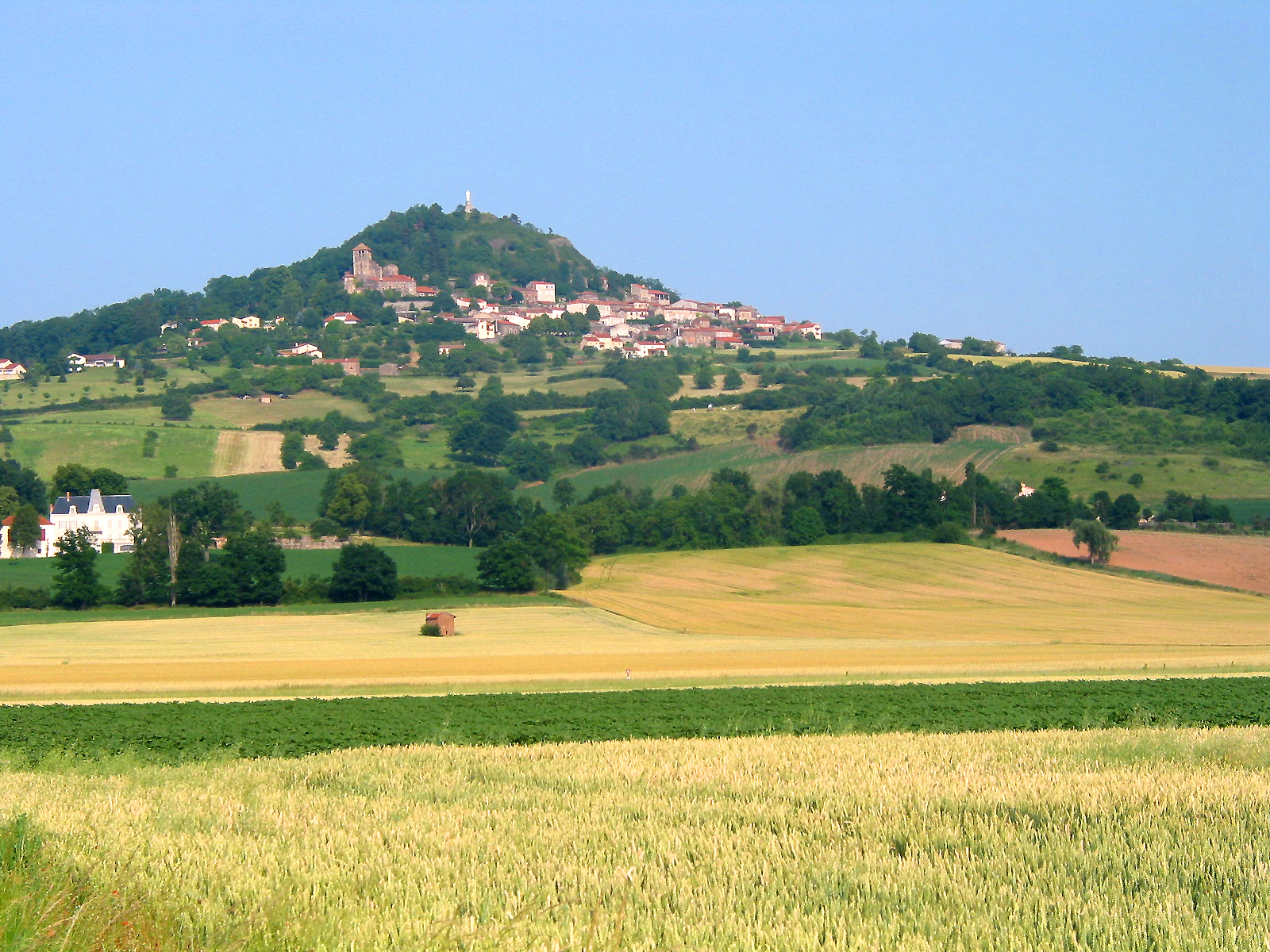
法国中央高原上的于松镇
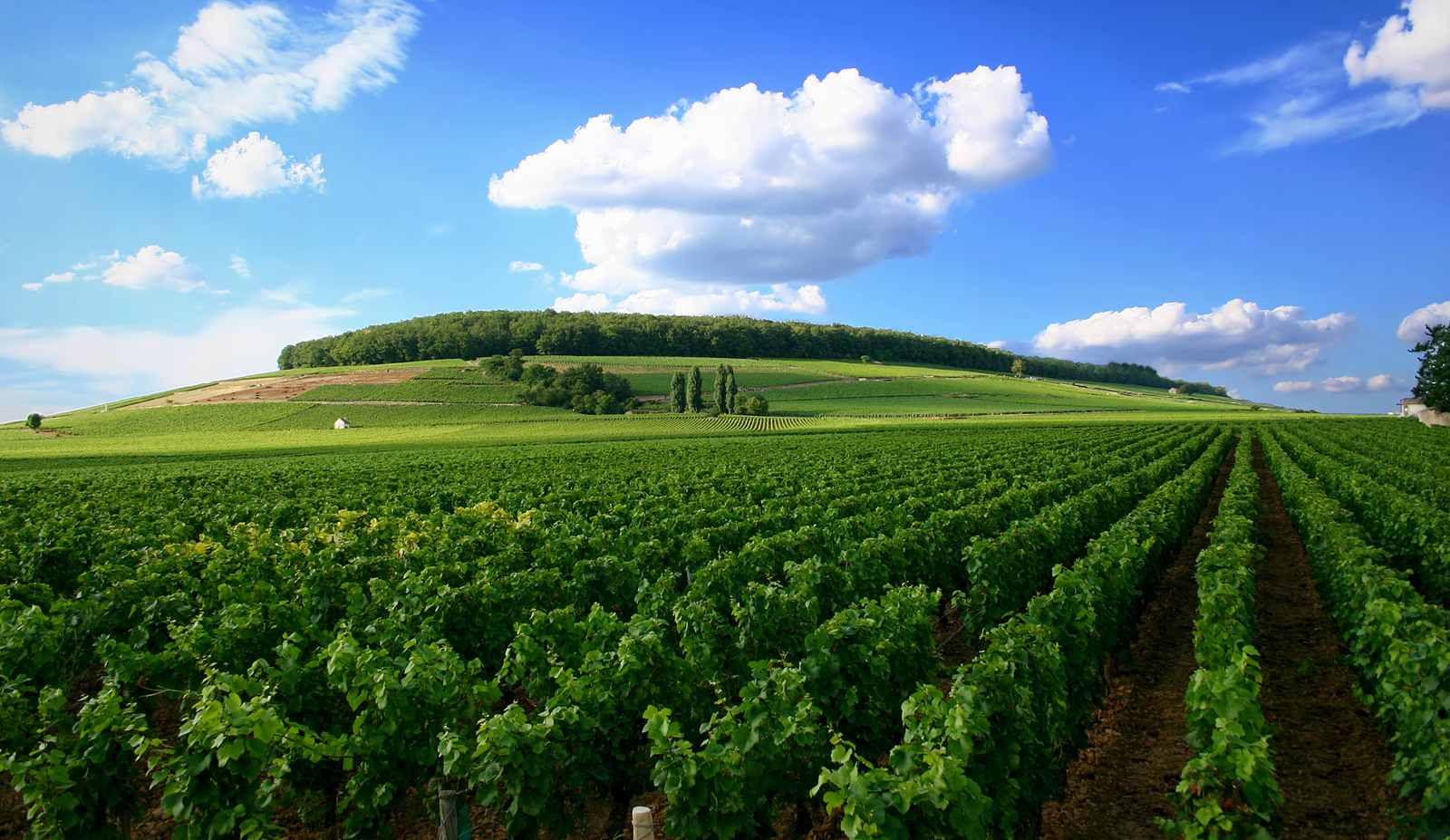
勃艮第尼伊丘产区的葡萄园
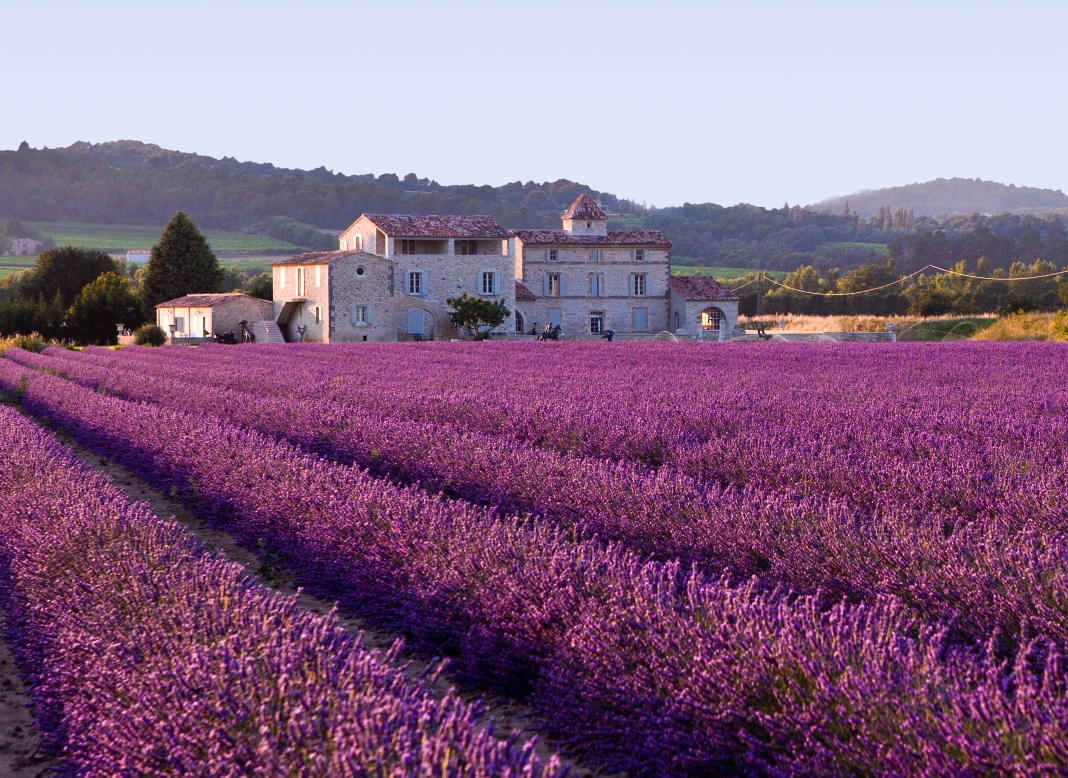
普罗旺斯的薰衣草园
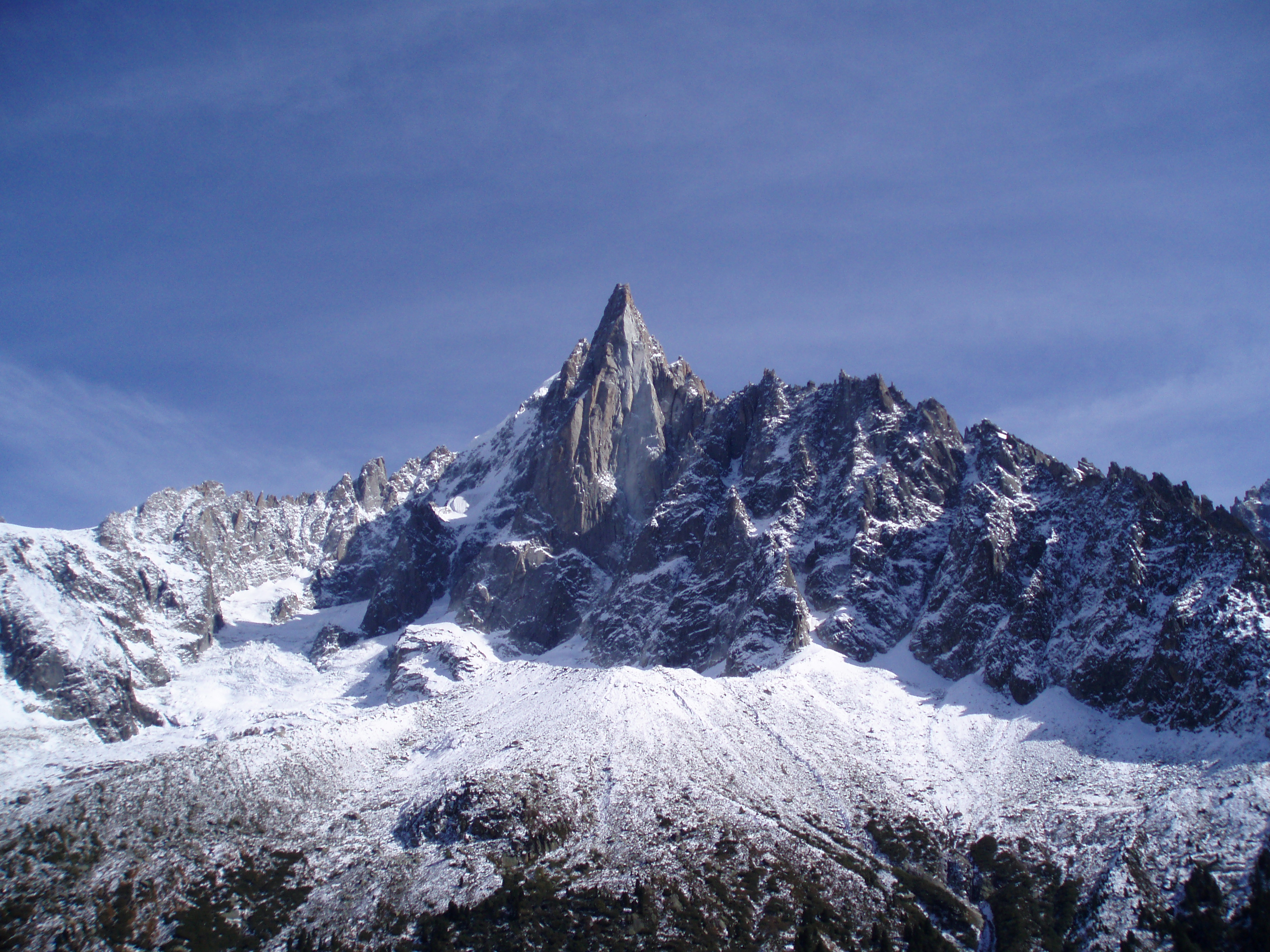
阿尔卑斯山的高山气候地貌
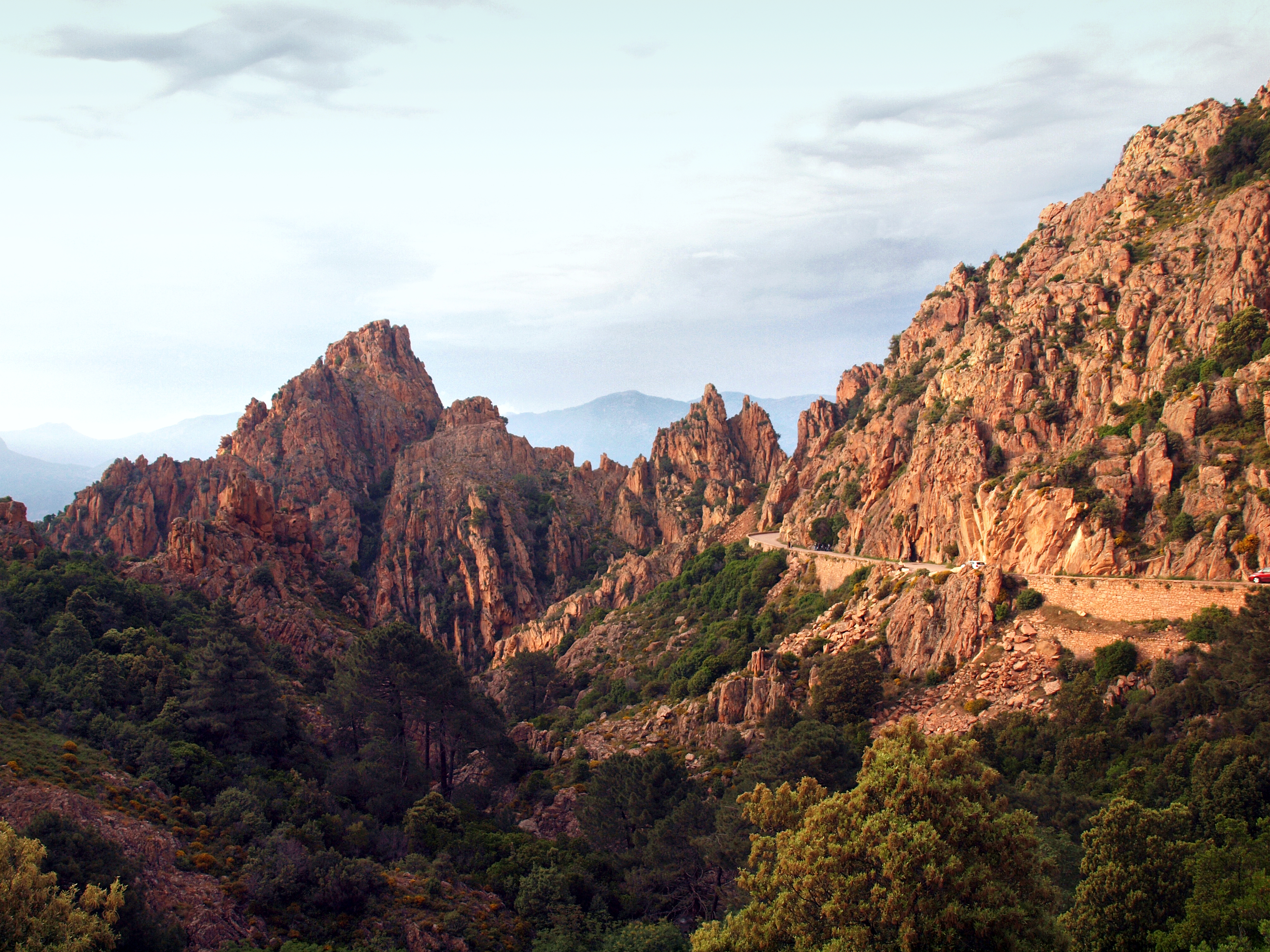
科西嘉岛的半干旱气候地貌
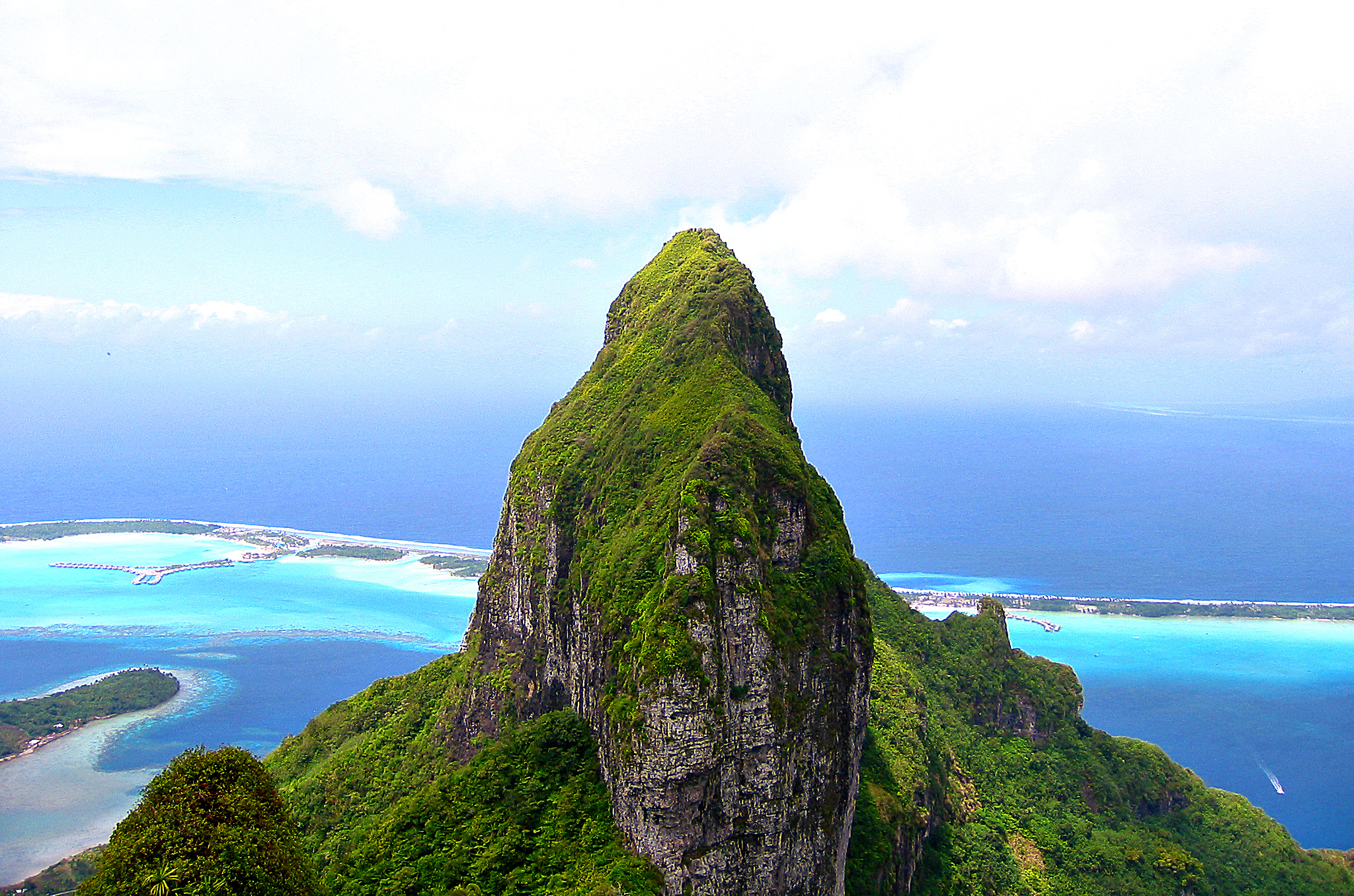
法属波利尼西亚的热带气候地貌

### 气候生态

法国气候分区示意图（柯本气候分类法）

根据柯本气候分类法，法国本土大部分的平原地区（科西嘉岛除外）属于海洋性气候，冬温夏凉，常年有雨，南部的平原或丘陵地区属于地中海式气候，夏干冬雨。月平均气温：1月西部及南部约4－7°C，东部及北部约1－3°C；7月北部及西部约16－18°C，南部及东部约21－24°C。年降水量600－800毫米，山区达1500毫米以上。气候类型细节如下：
- 法国大部分沿海地区属于海洋性气候，其中西部北起佛兰德、南至巴斯克的沿海地带最为显著；偏南面地区因纬度原因更加温暖；西北面较南部凉爽，平均风力强度较大。
- 偏内陆地区仍属于海洋性气候，但与沿海地区有所区别，称为“半海洋性气候”。例如在巴黎与山中盆地地区的季节天气变化较强，秋冬季降雨较少。此气候区是强海洋性气候区与大陆性气候区的过渡地带。
  - 中部和北部平原地区的海洋性气候与巴黎盆地地区的海洋性气候变体相似，因此有时被称为“巴黎气候”（parisien）。
  - 北部和东部地区偏大陆性气候，夏季炎热多雨，冬季寒冷干燥。
- 法国南部的地中海沿岸地区（如罗讷河下游谷地）属于地中海式气候。
- 阿尔卑斯山脉、比利牛斯山脉、孚日山脉、侏罗山和中央高原地区属于高山气候。
- 法国大部分海外领地属于热带气候，全年高温多雨，法属圭亚那属于热带性更为显著的熱帶雨林氣候；而圣皮埃尔和密克隆以及法属南部和南极领地则属于副极地气候，全年寒冷干燥。

法国国内的国家公园（红）、法国地区公园列表（绿）与海洋公园（蓝）位置示意图

法国于1971年设立环境部，是世界上最早设立环境部的国家。虽然法国是世界上工业化程度最高的国家之一，但是其二氧化碳排放量较其它发展中国家少，位列世界第19位。这与1973年石油危机后法国大力发展低污染的核电技术不无关系，现今法国总发电量的75%来自核能。与其它欧盟成员国相同，法国同意削减温室气体排放量，定于2020年削减1990年水平的20%，相比之下，美国仅计划削减1990年水平的4%。法国的人均二氧化碳排放量也保持在较低水平，低于人口众多的中国（2009年数据）。2009年，法国曾计划征收17欧元/吨的碳税，这将为法国政府提供每年大约40亿欧元的收入，但该计划最终因经济效益原因流产。
法国28%的国土为森林所覆盖，而其中一些富多样化的森林拥有超过140个树种。法国拥有9个国家公园和46个自然公园，而政府定于在2020年将20%的专属经济区建为海洋保护区。法国政府亦在一些景致美丽的村落设立地区自然公园（parc naturel régional），以保证当地经济的可持续发展、保护自然环境和文化遗产不受破坏，同时也促进自然科学层面上生态研究和公共教育的发展。截至2019年，这样的地区公园有54座。
在2016年美耶鲁大学与哥伦比亚大学发布的环境绩效指数列表中，法国以88.20的分数位列世界第10位。

### 行政区划
法国的一级行政区为大区（région），全国共有18个大区（包括科西嘉），其中5个是海外大区（DOM）；过去本土大区共有21个，2014年经投票后合并部分大区成为13个本土大区。大区又被分为101个省（département），按照字母顺序编号，用于邮政编码（亦曾用于车牌号码）。在101个省中，有5个海外省（与海外大区重叠），其与本土省享有相同的地位。101个省又被分为335个区（arrondissement），区又被分为2,054个县（canton），县被分为36,658个市镇（commune），由选举产生的市议会治理。人口最多的三个市镇（巴黎、马赛、里昂）又划分为45个市区。大区、省与市镇被称为领土集体（collectivité territoriale），拥有本地议会和行政长官；区与选区则没有这样的设定。1940年以前，区也属于领土集体，拥有议会，这被维希政权暂停，1946年被第四共和正式废止。
法国拥有瓜德罗普、法属圭亚那、马提尼克、留尼汪、馬約特5个海外大区，法属波利尼西亚、圣巴泰勒米、法属圣马丁、圣皮埃尔和密克隆、瓦利斯和富图纳、新喀里多尼亞5个定义各异的海外集體（COM），法属南部领地1个海外领地，以及1个由政府直接管理的克利珀顿岛。海外地区为法兰西共和国的一部分，但并非欧盟的一部分（圣巴泰勒米除外）。法属波利尼西亚、新喀里多尼亚和瓦利斯和富图纳组成太平洋集体，统一使用太平洋法郎，与欧元之间采取固定汇率；其它海外地区现使用欧元。
法国是一个单一制国家，上述的任何部分都不握有主权。
| 大区（含海外大区）                                       | 首府       | 面积/km2 | 人口       |
| -------------------------------------------------------- | ---------- | -------- | ---------- |
| 大东部（Grand Est）                                      | 斯特拉斯堡 | 57,433   | 5,552,388  |
| 奥弗涅-罗讷-阿尔卑斯（Auvergne-Rhône-Alpes）             | 里昂       | 69,711   | 7,757,595  |
| 勃艮第-弗朗什-孔泰（Bourgogne-Franche-Comté）            | 第戎       | 47,784   | 2,816,814  |
| 布列塔尼（Bretagne）                                     | 雷恩       | 27,208   | 3,273,343  |
| 中央-卢瓦尔河谷（Centre-Val de Loire）                   | 奥尔良     | 39,151   | 2,570,546  |
| 科西嘉（Corse）                                          | 阿雅克肖   | 8,680    | 320,208    |
| 上法兰西（Hauts-de-France）                              | 里尔       | 31,813   | 5,973,098  |
| 法兰西岛（Île-de-France）                                | 巴黎       | 12,012   | 11,959,807 |
| 诺曼底（Normandie）                                      | 魯昂       | 29,906   | 3,568,476  |
| 新阿基坦（Nouvelle-Aquitaine）                           | 波尔多     | 84,061   | 5,808,594  |
| 奥克西塔尼（Occitanie）                                  | 图卢兹     | 72,724   | 5,626,858  |
| 卢瓦尔河地区（Pays de la Loire）                         | 南特       | 32,082   | 3,553,353  |
| 普罗旺斯-阿尔卑斯-蔚蓝海岸（Provence-Alpes-Côte d'Azur） | 马赛       | 31,400   | 4,935,576  |
| 瓜德罗普（Guadeloupe）                                   | 巴斯特尔   | 1,628    | 403,750    |
| 圭亚那（Guyane）                                         | 卡宴       | 83,534   | 239,450    |
| 马提尼克（Martinique）                                   | 法兰西堡   | 1,128    | 386,486    |
| 留尼汪（La Réunion）                                     | 圣但尼     | 2,511    | 844,994    |
| 马约特（Mayotte）                                        | 马穆楚     | 374      | 212,645    |

## 政治
法兰西共和国是实行半总统制的单一制共和国，具有悠久的民主传统。法兰西第五共和国宪法于1958年9月28日由法国民众全体公民投票通过，决定第五共和国的国家政体运作方式。此后宪法经历多次修订，它大幅度地增强行政机关与议会的关系。所有行政机关共有两位领袖，一是共和国总统，二是总理。
总统是法国的国家元首，拥有任免总理，主持内阁会议和颁布法律的权力，同时也是国家军队的最高司令，由普选直接产生，经过两轮投票，获过半数支持的候选人当选总统。总统任期原本为七年，2000年9月24日法国全民公投之后确立总统任期由七年缩短为五年，并最多可连任二次。总统主持内阁会议，颁布法律；总统亦是三军统帅。另外，根据宪法第16条，在面临重大危机时，总统拥有采取非常措施的权力，例如宣布国家进入紧急状态或启动全国动员令等，并有权解散国民议会。目前的总统为埃马纽埃尔·马克龙，是法兰西共和国的第二十五任总统，于2017年5月14日正式上任。
总理是法国的政府首脑。总理系由国民议会席次过半党派（或联盟）组成的联合政府推举而出，由总统任命。根据法国宪法第8条，有权任命政府内阁其他成员。根据宪法第20和21条，在总理的领导下，政府决定并主管国家的政策；领导政府的运作，保证法律的实施；政府向议会负责，并对议会的议事日程有很大的影响力。过去总统和总理曾经分别隶属不同而互相对立的政党，当总统所属政党在国会占过半，总统所委任的总理就是总统所属政党，变成由总统主政，总理负责组阁。相反，当在野党在国会过半的话，那么总统需任命在野党所推举的人为总理，由总理主政，总理的权力较大，形成“左右共治”的局面，这个情况在1986年至1988年、1993年至1995年，以及1997年至2002年出现过，但自从总统任期缩短至5年后，由于和国民议会选举同年举行，出现“左右共治”局面的概率微乎其微。
法国议会是两院制机构，由国民议会（下院）和参议院（上院）组成。国民议会是国家的最高立法机关，总共有577名议员，每名议员代表单一的选区。议会成员由民众直接选举产生，任期5年。议会的多数派能够左右政府的决策。议会可以通过不信任案，或者拒绝政府的施政纲领而迫使政府向总统提出集体辞职，但无权弹劾总统。参议院总共有348名参议员（在2010年席次由321席增至348席），参议员由一个选举机构（取决于各地方议会的提名）选举产生，任期为6年，自2008年9月起每3年重新选举二分之一的参议员；参议院被视为法国地方势力在议会内的代表，参议院的立法职能受到限制；当两院意见不同时，国民议会拥有最后裁决权。政府对于议会议程的安排具有很大影响。

### 法律
法国法律制度属于欧陆法系，是成文法律，不容许法官制定法律，法官只能够根据法条来诠释法律（在某些领域的司法解释数量使得一些法律类似于遵循判决先例）。法国法律的基本法治精神仍然跟从《法国民法典》。根据《人权宣言》，只有危害社会的行为才会被禁止。前法国翻案法院首席法官居伊·卡尼韦曾关于监狱管理事务写道：“自由是准则，对于自由的束缚是例外；任何对自由的束缚必须被依法进行，也必须遵循必要性原则与比例原则”——即法律只有在必要时、不会造成额外麻烦时，才能出台禁律禁令，才能“束缚自由”。

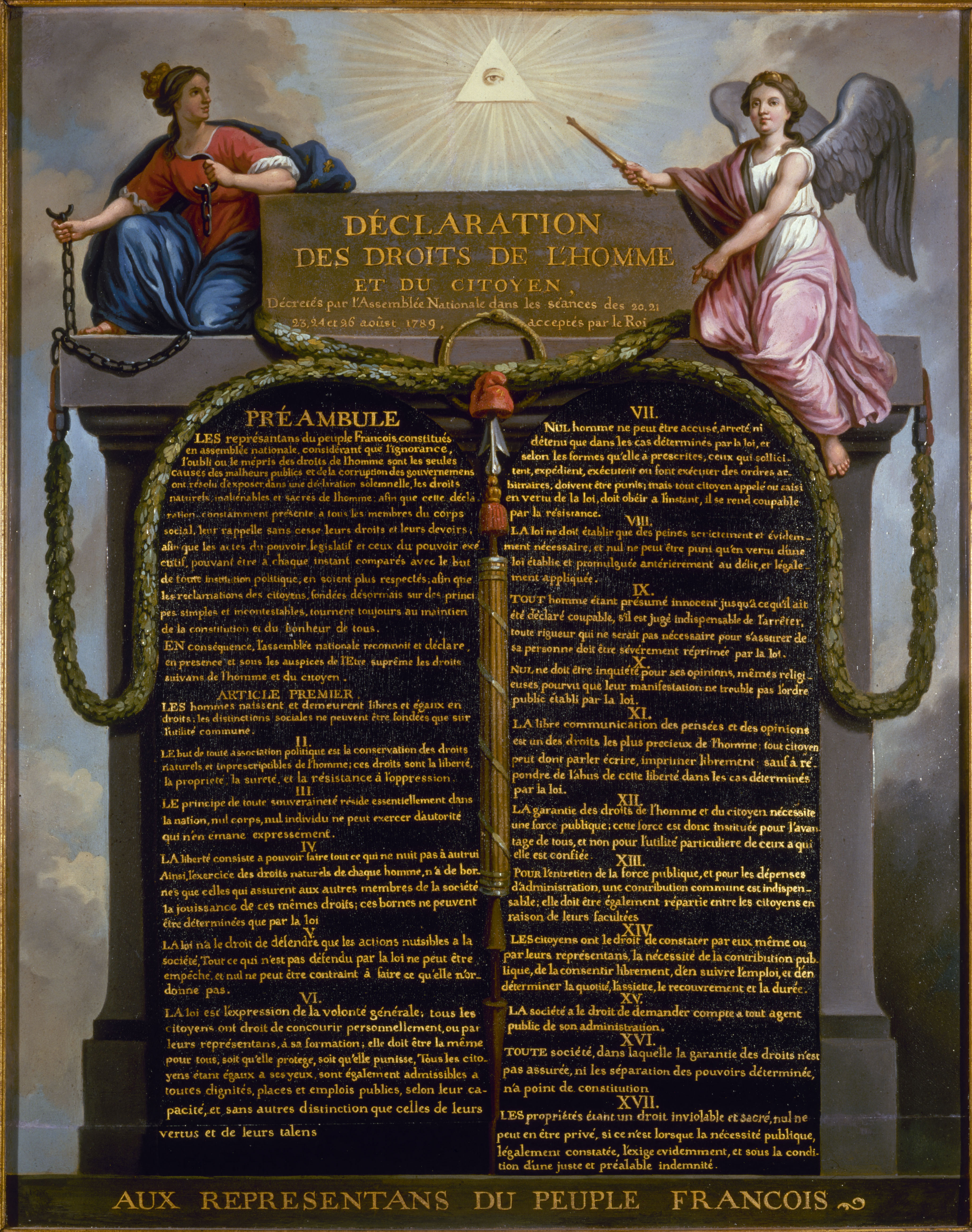
现今法国法律必须遵循的原则源自1789年的《人权宣言》

法国的法律体系分为两大主要领域——私法与公法。前者包括民法与刑法，后者包括行政法和宪法。只有《法兰西共和国官方公报》上出版的条款才拥有法律效力。其中，刑法遵循不溯及既往原则，追溯法令被禁止。就行政法而言，法国的行政法与一些国家行政法从属于民法的情形不同，是与其它法律完全分开且独立的。法国拥有两套相互独立的法院系统，即行政法院系统和普通法院系统，两者并行运转。两个法院系统有各自管辖的诉讼案件并能够作出最终的判决。行政法院系统，由行政法院、上诉行政法院和最高行政法院所组成，而普通法院系统则由基层法院（初审法庭、大审法庭、轻罪法院、重罪法院、商事法院、劳资调解委员会等）、上诉法院和翻案法院组成。为了解决两个法院系统在管辖范围上的争议，法国还设立权限争议法庭。
法国政府并未制定有宗教性质的法律，也并未将宗教当作发布禁令的动机或是目的，但对于宗教信仰自由的态度复杂。根据1789年《人权宣言》，信仰自由是宪法赋予公民的权利。自1905年政教分离法案实施以来，政府尽量避免宗教势力和因素对于决策的干预，但是近年来政府对于新兴宗教的态度违反宗教自由的准则——1995年起许多新兴信仰被议会认定为邪教；2004年法律禁止在学校穿戴宗教象征物；2010年法律禁止在公共场合佩戴伊斯兰面纱。一些人因此抱怨遭到歧视，造成不满，亦有相关组织如国际特赦组织和人权观察对上述法案提出了批评，但这些争议法案仍得到大多数人支持。
法国的法律体系中，并无性悖軌法（1791年废除）或是亵渎法之类明文条例，但是“反道德”（contraires aux bonnes mœurs）和“扰乱公共秩序”（trouble à l'ordre public）的字眼曾常被用于限制街头卖淫和同性恋的公众表达，直至近年来LGBT平权运动在法国得到肯定。1999年，法国同性结合通过民事互助契约的登记成为可能；2013年5月，同性婚姻与LGBT收养完成合法化。法国于1881年便制定关于禁止歧视性言论的法案，但近年来，相关法案因侵犯言论自由的理由而遭到质疑和争议。法国法律中亦有反对反犹主义以及种族主义的条款，如1990年的《盖索法》禁止了对于犹太人大屠杀的否认。

### 外交

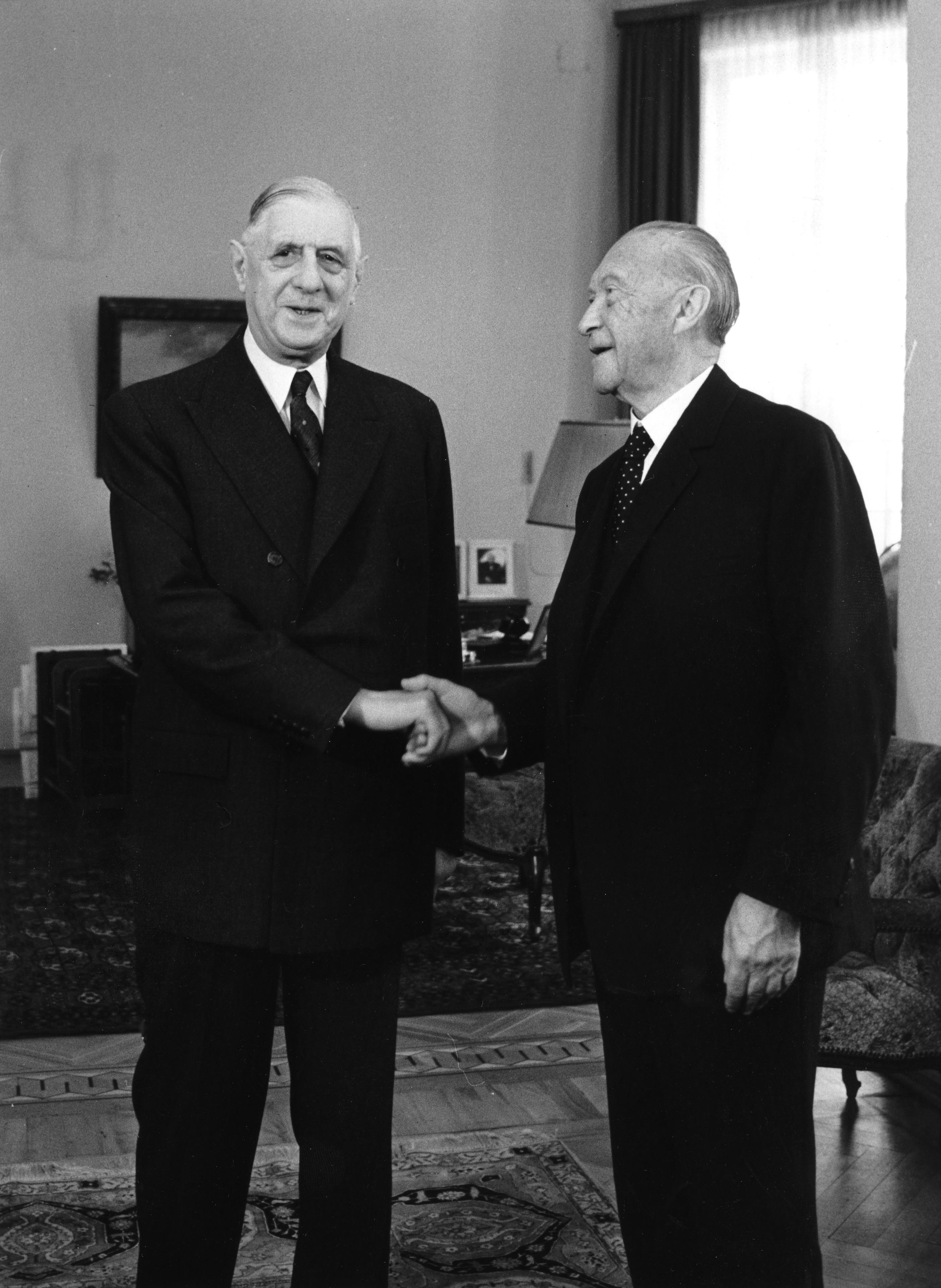
1963年，总统夏爾·戴高樂与西德总理康拉德·阿登纳握手

法国是联合国的创始会员国，亦为联合国安全理事会常任理事国之一，拥有一票否决权。法国是八国集团、世界贸易组织、太平洋共同体、法语圈国际组织以及印度洋委员会的正式成员，亦是加勒比国家联盟的联系成员国。作为国际关系的重要枢纽，法国拥有全世界第二大的外交网络，驻外机构数量仅次于美国。法国是经济合作与发展组织、联合国教科文组织、国际刑警组织、国际度量衡局以及法语圈国际组织的总部所在地。
战后法国的外交战略受其欧盟成员身份影响很大。法国是欧洲各共同体的六大创始成员国之一，自20世纪60年代以来法国一直致力于与西德发展友好的外交关系。法德关系的升温是欧洲走向联合的一个重要驱动因素。在20世纪60年代，法国试图将英国排除于欧洲联合计划之外，但是英法之间的历史联系密不可分，使得意图无法实现。法英关系非常亲密：历史上，双方曾在1904年签订有“挚诚协定”结成英法协约；近年来英法合作频繁，2010年签订有重要的《兰开斯特府条约》，加强双方的军事防务合作。

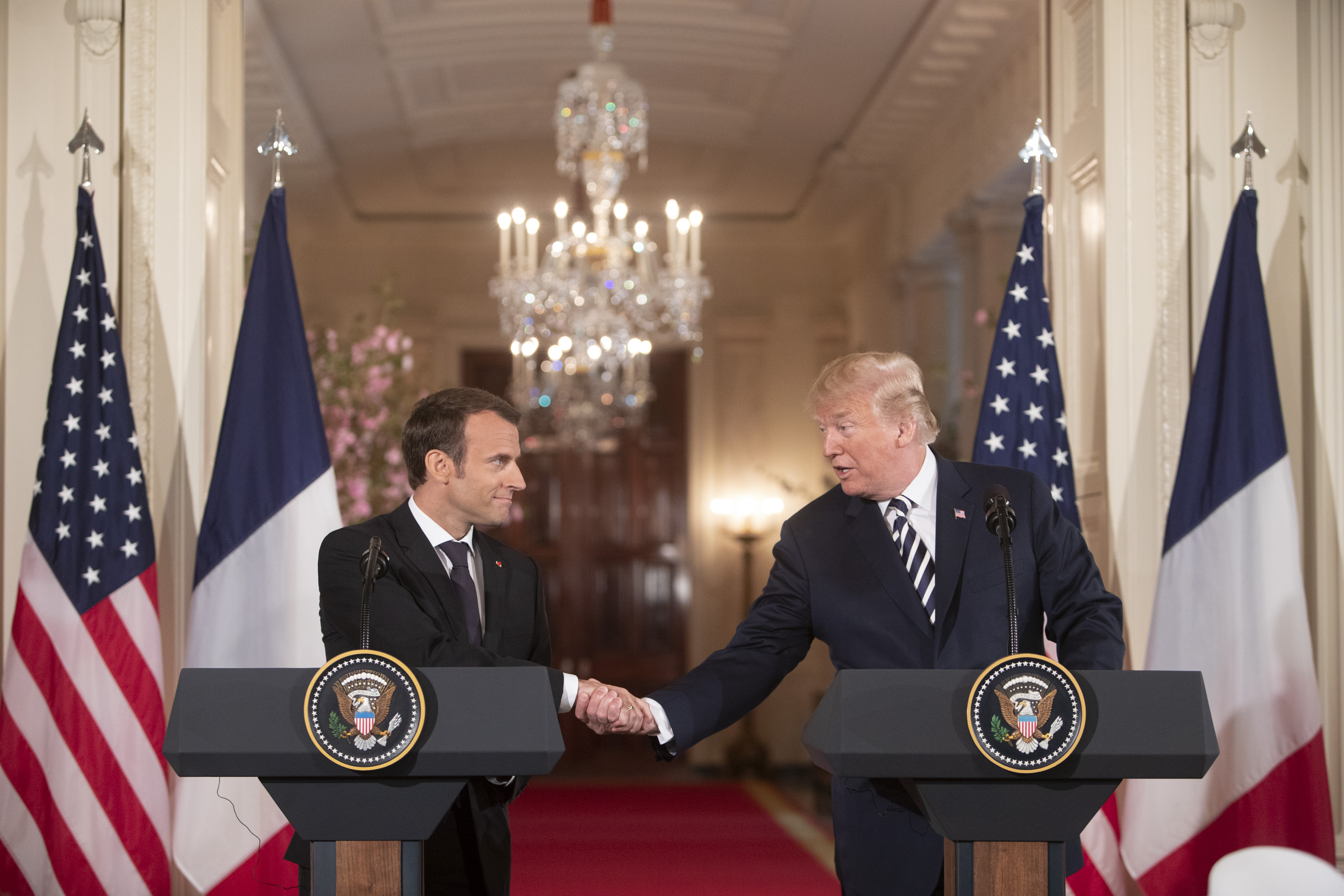
2018年，总统马克龙与美国总统唐納·川普

早在1547年，法国就创立了世界上最早的外交部门制度，在1589年，四位法国国务大臣的职位变得专门化，其中一位便是外交大臣。
法国是北大西洋公约组织的成员。戴高乐总统任期奉行独立的外交政策，退出北约的军事指挥机构，并驱逐法国境内北约部队。法国强烈反对2003年多国部队武装干涉伊拉克，法美关系及法英关系一度紧张。萨科齐总统任期又奉行亲美政策（被国内左派及部分右派批评），于2009年重返北约军事组织。
20世纪90年代早期，法国曾因为在法属波利尼西亚实行地下核试验而受到国际批评。此外，法国在部分前法属殖民地国家保持有强大的政治和经济影响力，曾向科特迪瓦和乍得发放物资支援及出兵维和。2013年，法国出兵介入马里北部冲突，协助马里政府与阿扎瓦德民族解放运动、伊斯兰卫士和西非圣战统一运动等武装组织作战。
2015年，法国是世界第五大发展援助支出国，位于美国、英国、德国和日本之后。发展援助支出占法国GDP的0.37%，比率排名世界第十一。法国的发展援助由法国开发署管理运作，主要投资于撒哈拉以南非洲的人道主义支援，目标为帮助目标地区“发展基础设施、卫生保健及教育事业，协助实行适合的经济政策，巩固民主法治”。

### 军事

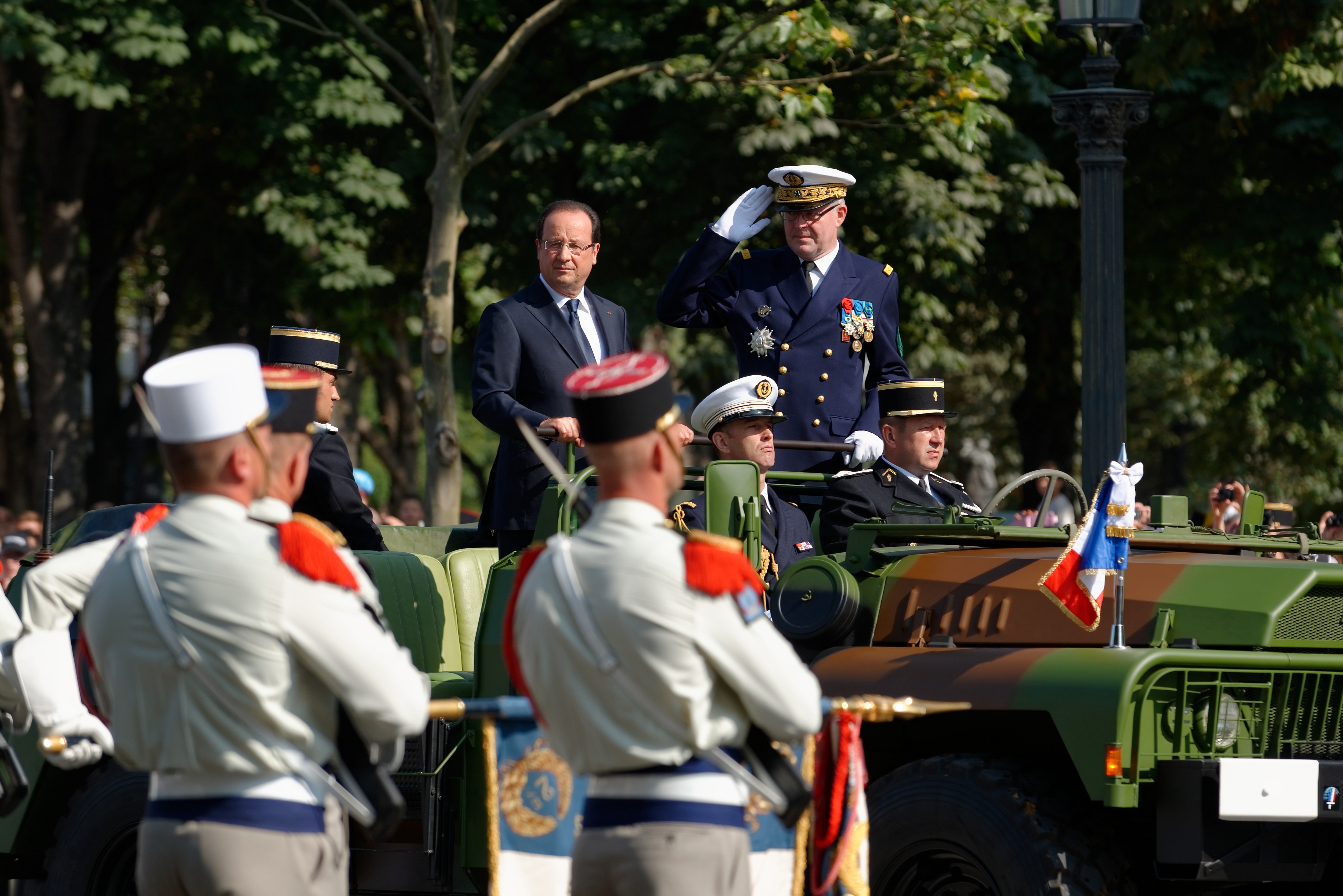
法国总统奥朗德与国防部参谋长爱德华·吉约检阅2013年巴士底日阅兵受阅部队。每年7月14日法国都会于巴黎举行巴士底日阅兵，这是欧洲最古老的例行军事游行之一

法国武装力量（Forces armées françaises）的最高统帅为法国总统，由法国陆军（Armée de Terre）、法国海军（Marine Nationale）、法国空军（Armée de l'Air）和国家宪兵（Gendarmerie nationale）组成。2014年，法国武装力量共有约22万名常备军人，位列世界第24位。法国军事发展历史悠久，对欧洲历史甚至世界历史都有多次关键影响。法国2022年常备军费開銷为536亿美元，占国内生产总值1.9%，世界排行第八。法国是联合国安全理事会常任理事国之一，亦是北约组织特许成员国，冷战时期和诸多北约国家都进行过国内和国外的联合行动。在北约以外，法国于非洲、中东和巴尔干半岛积极或消极地参与有各种单方或多方维和行动，也时常扮演领导角色。1997年以来，法国从未实施过征兵。
由于国家宪兵的警察职能因素，其事实上由内政部管辖，而非国防部；国家宪兵干预队（Groupe d'Intervention de la Gendarmerie Nationale，GIGN）属国家宪兵编制，当国家宪兵履行军事任务时作为特种部队出现。此外，国家宪兵的下属单位还有机动宪兵，负责维护公共秩序；共和国卫队，负责政府机构的警卫工作；海上宪兵队，负责海岸警卫。就情报单位而言，对外安全总局是隶属于国防部的对外情报机构；对内安全总局则是隶属于内政部和国家警察总局的对内情报机构。法国外籍兵团是隶属于法国陆军的一支特殊部队，于1830年建立，主要由来自140多个国家、意愿效力法军的外籍人员组成，其服役满五年后可申请法国国籍。

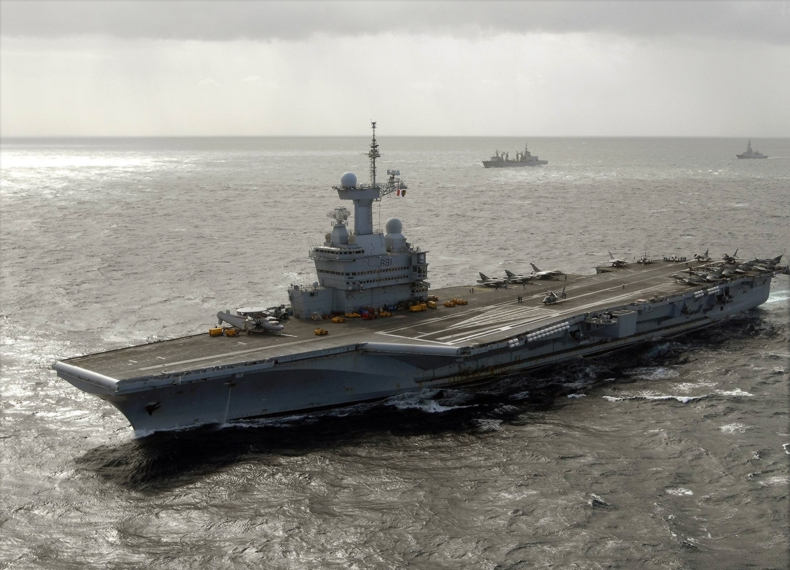
戴高乐号航空母舰，法国海军的旗舰

法国是擁核國家，拥有世界第四大核武贮备量，签署有《全面禁止核试验条约》和《不扩散核武器条约》。曾經擁有核三位一體打擊能力。法国现有核力量包括4艘搭载潜射弹道导弹的凯旋级核潜艇，以及大约60枚搭载有核弹头的ASMP中距空对地导弹。其中，约50枚用于武装空军的幻影2000N，10枚用于武装海军的超級軍旗攻擊機（SEM）。这两种机种皆可作为戴高乐号航空母舰的舰载机，而可搭载ASMP-A型导弹的阵风战斗机将逐渐取代幻影2000N和SEM的核打击机地位。
法国拥有规模庞大的军事工业，其中以航空制造业为代表。阵风战斗机和飞鱼反舰导弹即为其杰作。法国亦是欧洲武器联合开发计划的主要参与者，尽管其退出台风战斗机的设计计划，法国仍然是虎式直升机、欧洲多用途巡防舰、神经元无人作战飞机和空中巴士A400M等开发计划的主要贡献者之一。除上述武器之外，著名的法国制武器还有FAMAS突擊步槍、PAMAS-G1手枪、勒克萊爾主戰坦克、VBCI裝步戰車、西北風級兩棲突擊艦、叙弗朗級潛艦等。法国是世界上主要的军火销售商，法制武器于发展中国家市场中广受欢迎，主要集中于导弹、军舰和航天设备。2022年，法国军工出口额达270亿欧元，其中出口至阿联酋占到至少160亿欧元，达索集团、泰雷兹集团、賽峰集團是法国主要的军工企业。

### 财政
法国政府的财政状况并不乐观。2012年，法国政府债务水平达到1.8万亿欧元，相当于GDP的90%。同年，信用评级机构警告法国政府的债务水平危及其AAA的信用评级，增加信用评级下调和借贷成本上升的风险。据欧盟的相关要求，法国必须将国债限制在经济产出的60%（或是根据该上限自结构上下调比率），且公共赤字不能超过GDP的3%。
自20世纪70年代以来，法国政府长期存在财政赤字。弗朗索瓦·奥朗德总统反对财政紧缩措施，上任后宣称要在2017年消除政府的财政赤字。在奥朗德所属的社会党于2012年国会选举大获全胜后，新任政府得以修改宪法，以实行财政改革。新政府取消对富人的减税免税政策，并将最大累进税率提高到75%，带来100多万欧元的收入。政府恢复此前裁减的6万个公共教育岗位，并调整租金的涨幅。政府亦为穷人建立额外的公共住房。此外，公民的退休年龄被延长至60岁，工龄满42年的可领取全额退休金。法国政府债券的利率下降30%，达到纪录最低点，较德国政府债券利率低50个基点。

## 经济

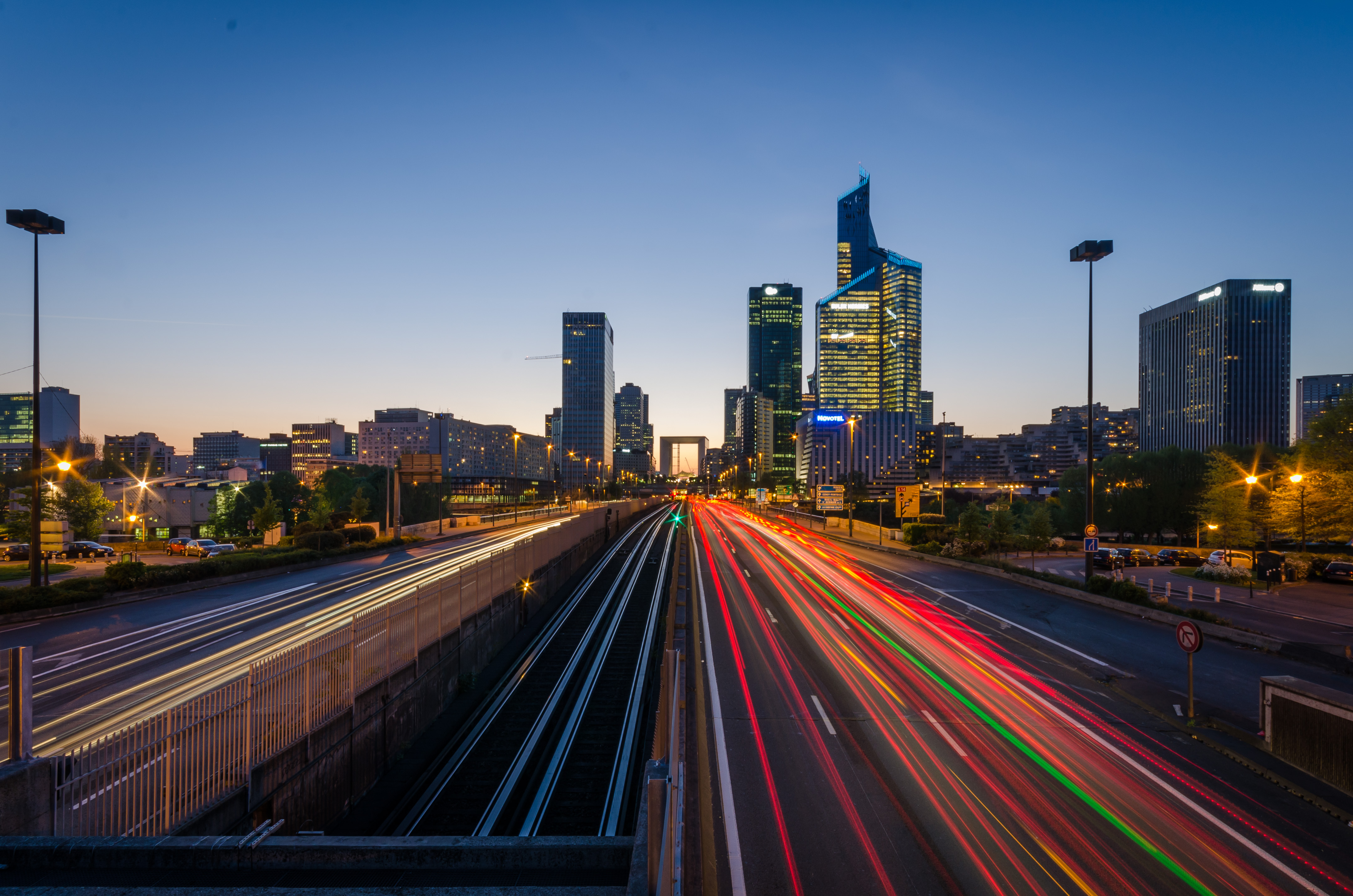
巴黎拉德芳斯为欧洲最大的城市商务区

法国按其GDP为全球第七大经济体。法国属于欧元区和欧盟单一市场的一部分，2002年，欧元代替法郎成为国家的官方货币。2015年财富世界500强榜单中，有31家法国企业。根据世界贸易组织的统计，2009年，法国是世界第六大制成品出口国以及第四大进口国。2008年，法国获得1180亿美元的外商直接投资，位居经济合作与发展组织成员国中的第三位，次于卢森堡和美国；同年法国企业对外投资2200亿美元，位居经济合作与发展组织成员国中的第二位，仅次于美国。法国人享有高水平的生活质量，教育水平和较长的预期寿命。
法国经济是结合现代化的资本主义经济以及政府干预的混合经济，政府在各个行业的主要版块仍有重要影响；在铁路、电力、航空和电信领域，政府握有主要控制权。这使得法国经济有较强的国家资本主义色彩。从20世纪90年代初开始，法国政府就一直在逐渐放宽对这些版块的控管，并正在缓慢地释出在法国电信、法国航空以及保险、金融、国防企业的控股份额。
金融服务业、银行业和保险业是法国经济的重要组成部分。巴黎证券交易所（La Bourse de Paris）历史悠久，于1724年由路易十五设立，为欧洲第二大证券交易所，仅次于伦敦证券交易所。2000年3月，巴黎、布鲁塞尔和阿姆斯特丹三家证券交易所合并为泛欧交易所，提供全欧洲交易服务。2007年，泛欧交易所与纽约证券交易所合并为纽约泛欧证券交易所，成为世界最大的证券交易所。在世界保险业和银行业中，法国企业具有重要的地位。法国巴黎银行、法国农业信贷银行分别为世界第一大和第六大银行（根据资产排名，2010年统计），法国兴业银行2009年的总资产排名世界第八；安盛则是世界上最大的保险公司。

### 农业

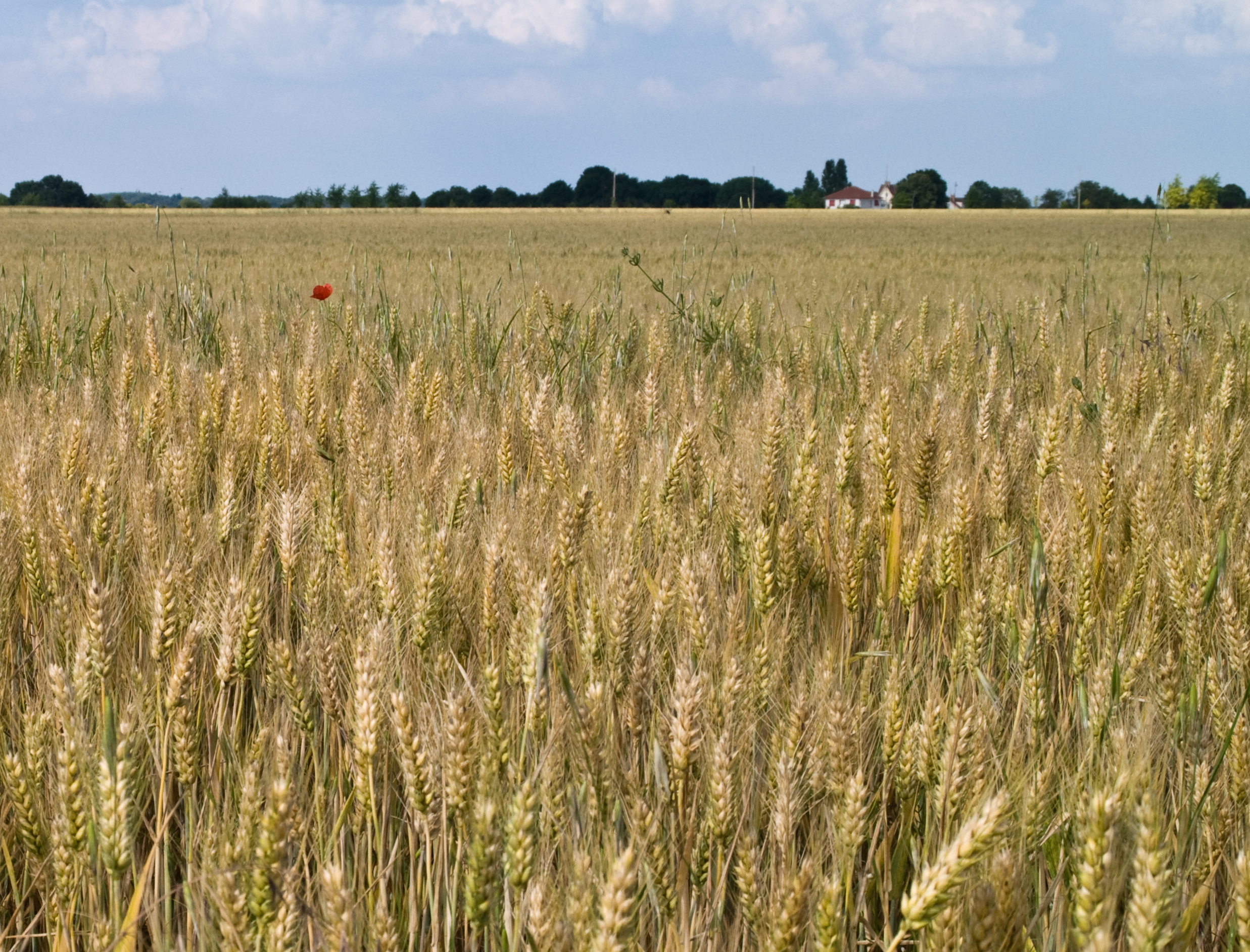
法兰西岛大区的一处小麦田

法国农业人口占总人口的3.8%，农产品行业产值占法国2005年GDP的4.2%。肥沃的田土、先进的技术以及欧盟补贴使法国成为欧洲领先的农业生产国，其农业生产量占欧洲总量的20%，是世界第三大农产品出口国。小麦、家禽、乳制品、牛肉、猪肉和国际认证加工食品是法国主要的农业出口品。牛奶及乳品、猪肉、家禽，以及苹果的生产都集中在西部地区。牛肉产自法国中部，而葡萄酒的生产则分布于法国中部和南部地区。法国畜牧业在第二次世界大战后发展较快。20世纪80年代初，畜牧业和种植业的产值比重大致保持在55%和45%左右。另外，农场平均规模不断扩大，根据1980年度农业普查，平均规模已经超过25公顷。这些大农场主要分布在巴黎盆地。畜牧业集中在诺曼底、布列塔尼和法国中央高原。中央高原以养牛业为主，布列塔尼以养猪为主，西北部则以养羊为主。当地养禽业较普遍，鹅肝就是有名的出口食品。在酒品方面，桃红葡萄酒主要供应国内消费，而法国产香槟酒和波尔多葡萄酒则世界闻名，亦是重要的出口品。达能集团是著名的法国乳制品加工商。法国农业依赖来自欧盟的补贴，为欧盟内反对降低补贴的主要国家。近年来，欧盟对于法国农业的补贴有所下降，但2007年仍达到80亿美元。

### 工业

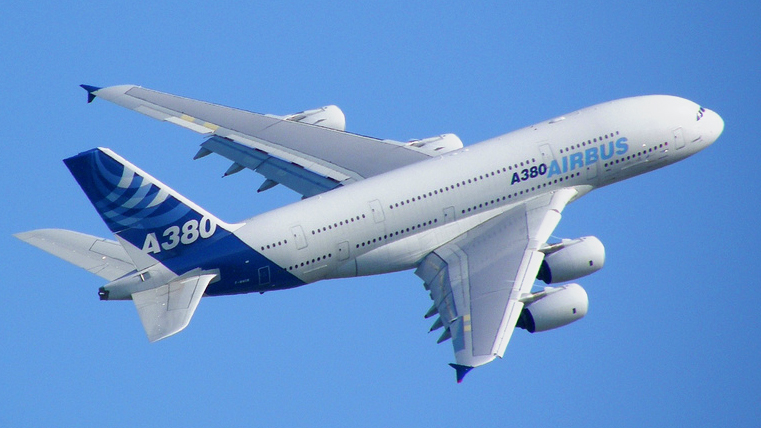
空中客车A380客机是全球载客量最高的客机

法国是七国集团的成员，是世界上工业最发达的国家之一，工业产值约占GDP的11.2%，传统工业区域集中在巴黎盆地。法国的核电设备能力、民用航空技术和石油工业技术仅次于美国，居世界第二位；钢铁和纺织工业也具有较高地位。主要工业部门有汽车飞机制造、电子电器工业、化学工业和纺织工业等。其中航空工业极具实力，欧洲的空中客车集团总部位于法国图卢兹，为欧洲航空工业的领航企业之一；达梭航太是军用飞行器制造业的主要企业；法国亦拥有自有航天发射中心——圭亚那太空中心。此外，道达尔石油公司是石油巨头之一，标致雪铁龙集团是欧洲第二大汽车制造商，米其林则是世界第二大轮胎及橡膠製品製造商。奢侈品和化妆品制造业是法国工业的特殊组成部分，为世界瞩目的工业部门，主要的生产商有爱马仕、路易威登、香奈儿、迪奥、伊夫圣洛朗和欧莱雅。法国的研究与发展经费高达国内生产总值（GDP）的2.26%，在经济合作与发展组织（OECD）国家中排名第四。

### 服务业
服务业近年来发展较快，现为法国经济最为重要的部门，2014年法国服务业人口占总就业人口的76.9%。法国连锁式经营企业发达，扩展到零售、房地产、金融保險、旅馆、运输、娱乐业等多种行业。著名的跨国服务业企业有家乐福、欧尚、卡西诺和雅高等。

### 旅游业
法国是世界上最受欢迎的旅游目的地，2012年有8300万名游客赴法旅游，其中并不包括停驻时间少于24小时的游客，例如计划赴西班牙和意大利旅游但将法国作为中转站的北欧游客。在旅游收入方面，法国则排名世界第三，这主要是因为游客的停留时间较短。法国拥有37个联合国教科文组织认定的世界文化遗产，同时拥有文化氛围浓厚的城市、海滩和海岸度假胜地、滑雪度假村以及景色优美而宁静的农村地区。“法国最美丽的村庄”组织致力于对适宜生态旅游的村庄进行评级，而法国亦由文化及通信部评选出200多座景色怡人的花园，给予“法国非凡花园”称号，便于给予生态保护。此外，法国圣雅各伯朝圣之路和露德圣母朝圣地是重要的宗教性旅游目的地，每年皆可吸引众多基督教朝觐者。

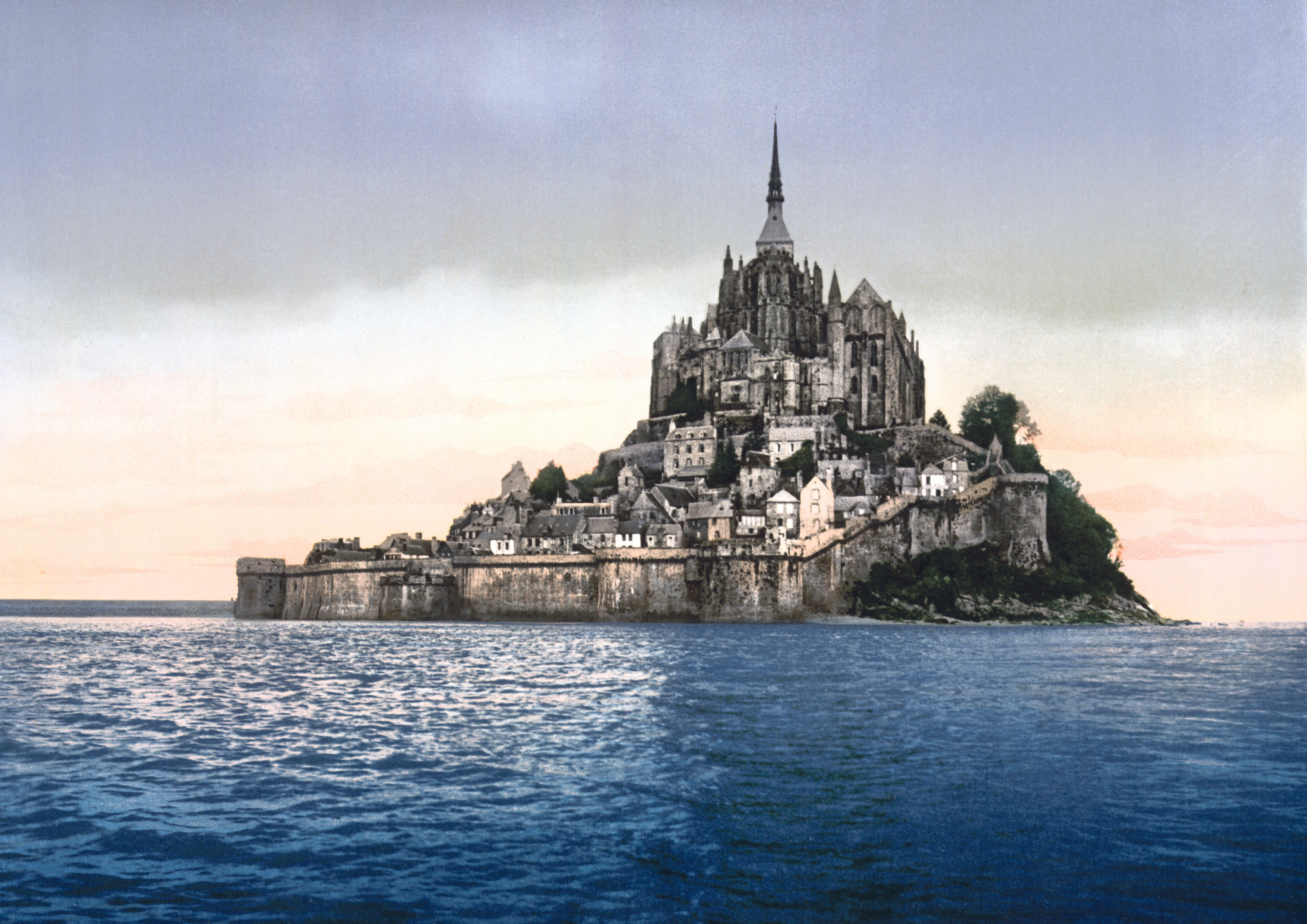
圣米歇尔山是法国最受欢迎的旅游景点之一，为联合国教科文组织认定的世界文化遗产

法国（尤其是巴黎）拥有众多世界知名的博物馆，其中，卢浮宫是世界上游览人数第二多的艺术博物馆，仅次于中国故宫博物院。奥赛博物馆和蓬皮杜中心亦为著名的法国博物馆，前者主要收集印象派艺术作品，后者主要收集当代艺术作品。巴黎迪士尼乐园度假区是欧洲最受欢迎的主题公园，2009年有1500万名游客游览度假区的迪士尼乐园和华特迪士尼影城。
蔚蓝海岸（Côte d'Azur）每年大约接待1000万名游客，为法国第二大旅游目的地，仅次于首都巴黎所在的法兰西岛大区，每年世界50%的豪华游艇集结于此。蔚蓝海岸每年大约有300天的日照时长和115（71英里）的海岸和海滩，18处高尔夫球场、14处滑雪度假村以及大约3,000家餐厅。卢瓦尔河流域是法国的另外一个主要旅游目的地，被称为“法国的花园”和“法语的摇篮”，以其高质量的建筑遗产著称，拥有众多法式城堡（châteaux）。著名的城堡有昂布瓦斯城堡、香波尔城堡、于塞城堡、维朗德里城堡、舍农索城堡和蒙索罗城堡。
根据2003年的统计排名，法国最受欢迎的旅游景点（按年游客多寡排序）有埃菲尔铁塔（620万）、卢浮宫（570万）、凡尔赛宫（280万）、奥赛博物馆（210万）、巴黎凯旋门（120万）、蓬皮杜中心（120万）、圣米歇尔山（100万）、香波尔城堡（71万）、圣礼拜堂（68万）、上国王堡城堡（55万）、多姆山（50万）、畢加索博物館（44万）和卡尔卡松（36万）。

### 能源

卡特农核电站

2012年，法国的发电量达到559 TW·h（国际能源署统计），位列世界第8位。法国电力公司是法国主要的发电及供电公司，也是世界上规模最大的电力供应商之一，2003年其发电量占欧盟总电量的22%。法国主要藉由核能发电，其在核科技上投资巨大。法国总发电量的75%来自全国59座核电站（2012年数据），比率为世界最高。得益于核能发电的广泛应用，法国是八国集团中温室气体排放量最少的国家。此外，法国的水能和地热资源的开发利用较为充分，国内的水电发电所有埃居宗水坝、苏尔桑湖和武格朗湖。2014年，法国19.5%的电力由可再生能源提供，其中13.8%来自水力、3.5%来自风力、1.2%来自太阳能、1.0%来自其它能源。
法国本土的主要矿产为铁矿，蕴藏量约10亿吨，但品質低、不利开采。非鐵金属蕴藏量少。近年来，法国面临资源枯竭、矿场关闭的问题（尤以煤矿为甚），矿产资源依赖进口。

### 交通
截至2008年，法国铁路总长29,473（18,314英里），为欧洲第二长，仅次于德国。法国的铁路运输由法国国家铁路（SNCF）运作，拥有大力士高速列车、欧洲之星和法国高速列车（TGV）三种高速列车，其中TGV列车达到320每小時（199英里每小時）的速度（商务），欧洲之星线路则通过英法海底隧道与英国相连。除安道尔外，法国与所有邻国都设有跨国铁路。市内轨道交通方面，除公共汽车运输外，法国的地铁（主要于巴黎、里昂、里尔、马赛、图卢兹、雷恩等）与有轨电车（主要于南特、斯特拉斯堡、波尔多、格勒诺布尔、蒙彼利埃等）建设同样完备。

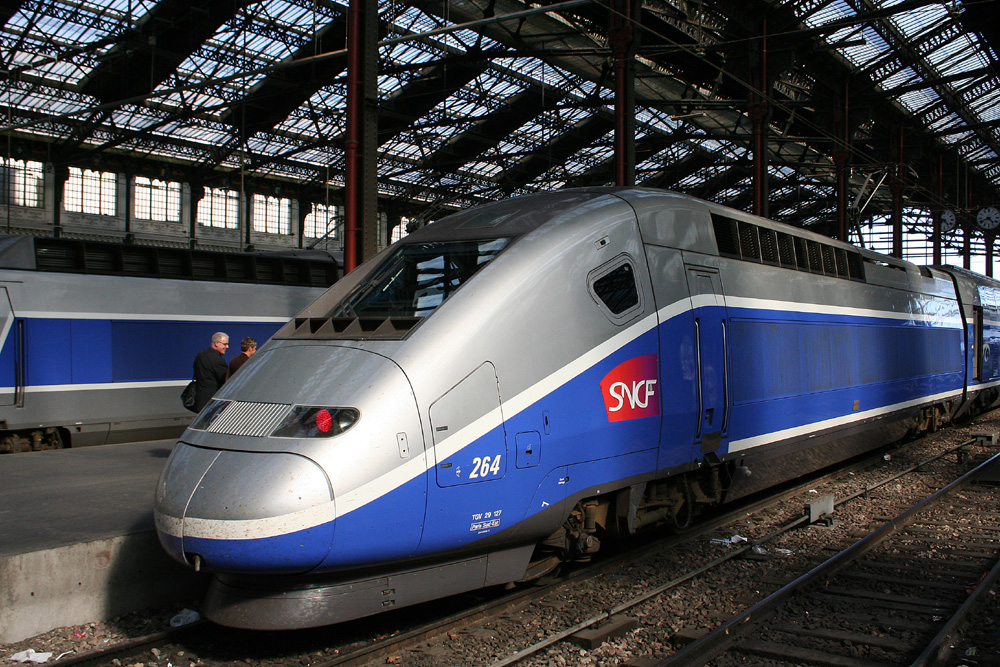
一列法國國鐵TGV Duplex列車。 TGV列车可以达到320 km/h的最大速度

法国国内有大约1,027,183（638,262英里）长的可用公路，为欧洲之最。巴黎是国家道路网的中心，周边地区布满了密集的道路与高速公路网，与全国几乎所有运输网点相连接。跨国公路方面，法国公路网与邻国比利时、卢森堡、德国、瑞士、意大利、西班牙、安道尔和摩纳哥相连，运作跨国运输。虽然法国不设年注册费或路税，但大部分私有高速公路为收费通过（一些大型市镇的周边地区除外）。法国的汽车市场基本为国内品牌控制，例如雷诺（2003年售出车辆占法国总售出车辆的27%）、标致（20.1%）和雪铁龙（13.5%）。在2004年，法国超过75%售出的汽车装有柴油引擎，远多于汽油引擎和液化石油气引擎。世界上最高的桥梁米约高架桥位于法国，除此以外，法国亦建有许多重要桥梁，例如诺曼底大桥。
法国国内有464家机场，其中巴黎近郊的夏尔·戴高乐机场最为繁忙、规模最大，运作着繁重的民用运输与商务运输事务，同时也是全世界几乎所有主要城市与巴黎的联系点。法国航空是法国的国家航空公司，除此之外亦有数个私有公司运作国内国际的旅行服务。
法国国内拥有10座主要港口，其中马赛港规模最大，其亦是地中海规模最大的港口。法国国内的水路航线长12,261（7,619英里），其中包括通过加龙河沟通地中海与大西洋的米迪运河。

## 科技

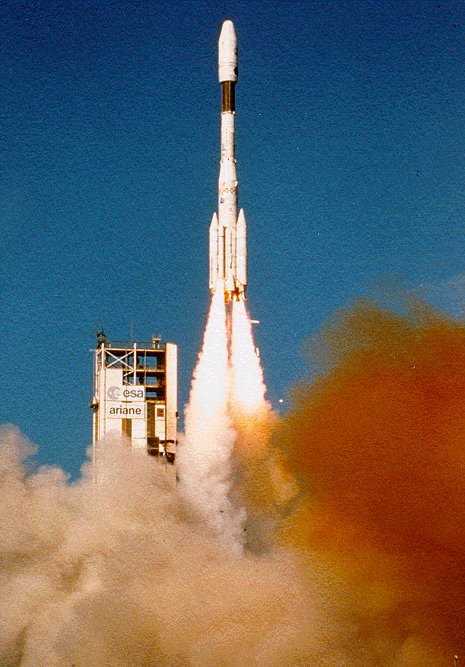
亞利安4號運載火箭的发射。法国现为欧洲空间局的主要贡献者

自中世纪起，法国就是世界科技发展的重要贡献方。11世纪初，罗马教宗西尔维斯特二世（法国人，本名热尔贝·德奥里亚克）在北欧与西欧重新引入算盘、环形球仪、阿拉伯数字和钟表。12世纪中期成立的巴黎大学现今仍是西方世界最为重要的高等学府之一。17世纪，勒内·笛卡尔创立解析几何，将当时完全分开的代数和几何学联系到一起；布莱兹·帕斯卡是概率学和流体力学的奠基人。此二人都是当时席卷欧洲的科学革命的重要人物。为激励和保护法国人的科学研究精神，17世纪，路易十四设立法国科学院，这是世界上最早的科学学院之一，处在17至18世纪欧洲科技发展的最前沿。
启蒙时代法国的科技成就非凡，布丰和拉瓦锡的著作和理论分别对于近代生态学和化学有着深远影响。狄德罗和达朗贝尔主编《百科全书》，它是历史上第一部致力于普及科学和艺术知识的综合性百科全书。19世纪，工业革命开展，法国科技界硕果累累，重要人物包括：菲涅耳，近代光学的奠基人；卡诺，为热力学的研究提供了理论基础；巴斯德，微生物学的先驱。巴黎埃菲尔铁塔上所刻的72个姓名，其中绝大部分都是法国的杰出科学家。
20世纪著名的法国科学家有：数学家兼物理学家庞加莱；物理学家贝克勒尔、郎之万、德布罗意、皮埃尔·居里和玛丽·居里；其中居里夫妇对于放射学的贡献卓著；病毒学家吕克·蒙塔尼耶，人类免疫缺陷病毒的发现者之一。1998年9月23日，一支由世界各国科学家组成的研究团队在里昂成功实现手移植，这其中包括法国医生让-米歇尔·迪贝尔纳，他成功地实行世界首例双手移植手术。2001年9月7日雅克·马雷斯科团队成功实现世界首例远距外科手术，即林德伯格手术。2005年11月27日贝尔纳·德沃谢勒实现了脸部移植。
法国是世界上第四个拥有核武器的国家，现拥有世界第三大核武贮备量，而且在民用核技术领域具有领先地位。法国于1965年通过钻石A型运载火箭发射其第一颗人造卫星阿斯泰利克斯号，成为世界上第三个能够完全自行发射人造卫星的国家。法国现为欧洲空间局的主要贡献者（参见法国国家空间研究中心）。空中客车集团总部位于法国图卢兹，主要负责民用、军用飞行器以及通信系统、导弹、宇宙火箭、直升机、卫星和相关仪器的设计研发。1970年，法国国有铁路公司法国国家铁路推出法国高速列车（TGV），2007年4月3日以574.8公里的时速创造轮轨列车的最快纪录。如今法国TGV网络同样负责西欧的铁路运输。
截至2022年，法国有72人获得过诺贝尔奖（其中物理学奖15人、化学奖12人、生理学或医学奖13人），16人获得过菲尔兹奖。

## 人口

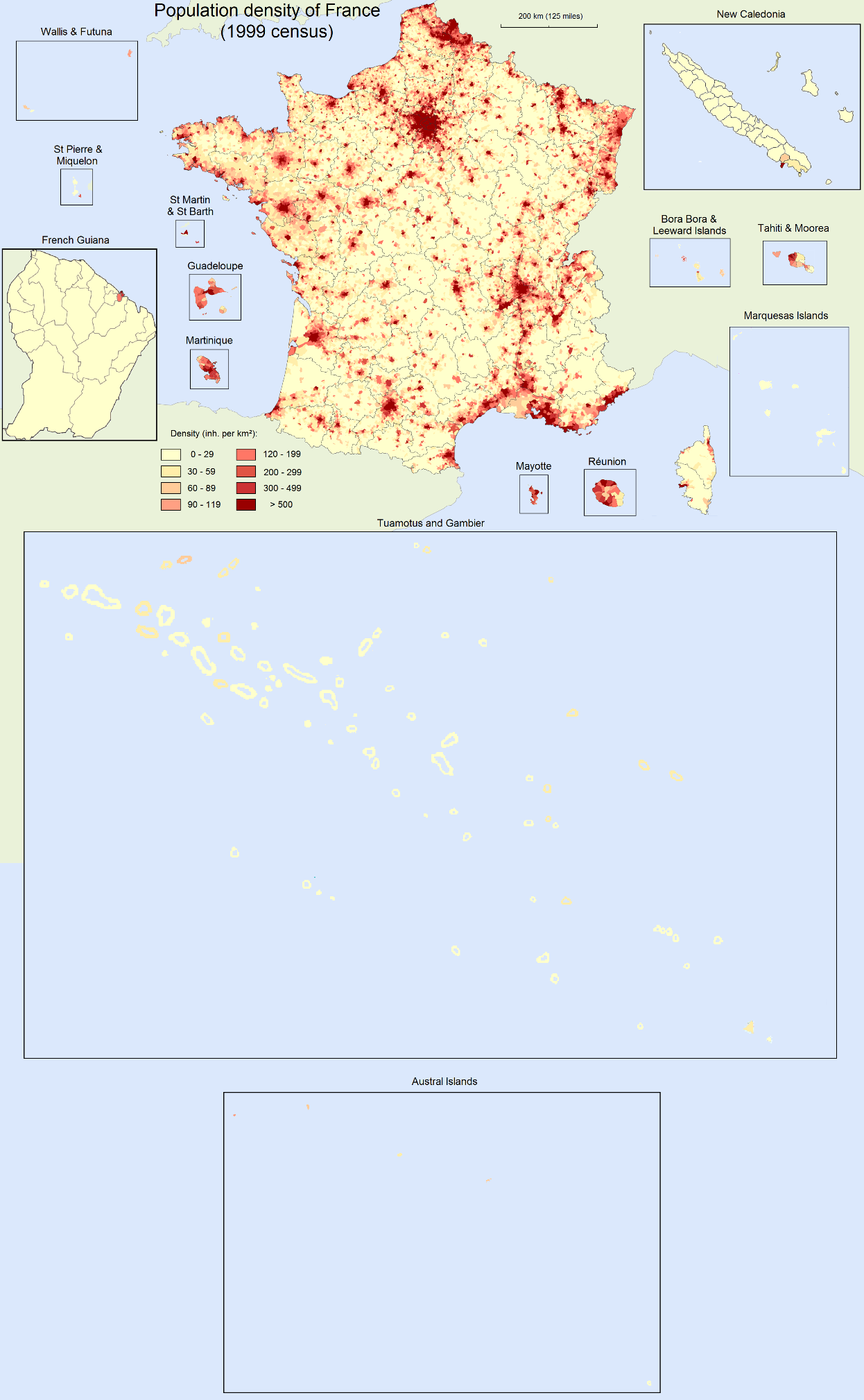
1999年人口普查的各地區人口密度圖

法國於2016年1月估計人口約有6,660萬人，若不包括海外领地和海外地区则为6,450萬人。法國人口數量位居世界第20，並居歐洲第三位。
法國人口增長相較於其他发达国家，尤其是歐洲國家相對特殊，擁有較高的出生率及自然增加率。法國於2006年的自然增長人口幾乎與歐盟相同，該年自然增長約30萬人，為1973年嬰兒潮結束以來的新高，並將总和生育率由1994年的1.7提高到2010年的2.0。
法國自2006年至2011年人口年均增長率為0.6%，移民人口生育率為人口增長的主要因素，於2010年，法國本土27%的新生兒中至少有父母一方為外國出生，並有24%新生兒的父母至少一方出生於歐洲以外地區。

### 民族
绝大多数法国人的先祖为凯尔特人（高卢人），同时具有拉丁（罗马）及日耳曼（法兰克）血统，他们被称为法兰西人，占全国总人口九成以上。国内的其他民族有阿尔萨斯人、巴斯克人、布列塔尼人、加泰罗尼亚人、科西嘉人、弗拉芒人和奥克人等。根据法国法律，大规模统计民族与血统资料是被禁止的。这项法律源自1789年的大革命，在1958年宪法中被重申。
20世纪起法国迎来大规模的移民，这使得法国社会趋向多元化。仅自1921年至1935年间，法国便迎来110万净移民；在20世纪60年代，阿尔及利亚战争又导致大约160万“黑脚”（北非法裔居民）回国，而一些西班牙、葡萄牙、北非及西非人也趁此移民至法国。智库蒙田研究所2004年估计法国本土有5,100万欧裔（占总人口85%）、600万北非裔（占总人口10%）、200万非裔（黑人，占总人口3.3%）以及100万亚裔（1.7%）。2008年，法国国家统计与经济研究所和法国人口学研究所联合进行一项题为“轨迹与来源”的调查，表明法国有大约500万意大利裔、300万至600万北非裔、250万非裔（黑人）以及20万土耳其裔。在法国，数量较多的其他欧裔居民大多为西班牙人、葡萄牙人、罗姆人、波兰人和希腊人。
现今法国仍是主要的移民目的地之一，每年大约接收20万合法移民；法国亦是西欧重要的难民接收国及庇护寻求地，2005年大约有5万名难民或庇护寻求者。根据法国国家统计与经济研究所2008年的估计，法国国内第一代移民总数为500万，占总人口8%；第二代及后代移民约650万，占人口的11%，因此从目前来看，法国大约五分之一的人口为移民（其中约有400万北非裔）。2008年，法国新授予137,000人以公民身份，他们大多来自摩洛哥、阿爾及利亞和土耳其。2014年，法国国家统计与经济研究所又发表研究称，自2009年至2012年间，由于同时期的经济危机，法国的西班牙、葡萄牙以及意大利移民数量增加一倍，例如西班牙移民从5300人增长到11,000人，大约增加107%。在国内23万外国人中，大约有8%葡萄牙人、5%英国人、5%西班牙人、4%意大利人、4%德国人、3%罗马尼亚人和3%比利时人。而由于欧盟允许成员国公民的自由流动，法国近年来亦受到东欧移民潮较大影响，迫使其对东欧移民设置限制。移民正在成为法国的争议政治问题之一。

### 主要城市
法国是高度城市化的国家，主要大城市如下：
| 法国最大城市排名 2010年人口普查 | 法国最大城市排名 2010年人口普查 | 法国最大城市排名 2010年人口普查 | 法国最大城市排名 2010年人口普查 | 法国最大城市排名 2010年人口普查 | 法国最大城市排名 2010年人口普查 | 法国最大城市排名 2010年人口普查 | 法国最大城市排名 2010年人口普查 | 法国最大城市排名 2010年人口普查 | 法国最大城市排名 2010年人口普查 |
|                                 | 排名                            | 名称                            | 大区                            | 人口                            | 排名                            | 名称                            | 大区                            | 人口                            |                                 |
| ------------------------------- | ------------------------------- | ------------------------------- | ------------------------------- | ------------------------------- | ------------------------------- | ------------------------------- | ------------------------------- | ------------------------------- | ------------------------------- |
| 巴黎 馬賽                       | 1                               | 巴黎                            | 法蘭西島                        | 2,243,833                       | 11                              | 雷恩                            | 布列塔尼                        | 207,178                         | 里昂 圖盧茲                     |
| 巴黎 馬賽                       | 2                               | 馬賽                            | 普羅旺斯-阿爾卑斯-蔚藍海岸      | 850,726                         | 12                              | 兰斯                            | 大东部                          | 179,992                         | 里昂 圖盧茲                     |
| 巴黎 馬賽                       | 3                               | 里昂                            | 奧弗涅-羅納-阿爾卑斯            | 484,344                         | 13                              | 勒阿弗爾                        | 诺曼底                          | 175,497                         | 里昂 圖盧茲                     |
| 巴黎 馬賽                       | 4                               | 圖盧茲                          | 欧西坦尼亚                      | 441,802                         | 14                              | 聖艾蒂安                        | 奧弗涅-羅納-阿爾卑斯            | 171,260                         | 里昂 圖盧茲                     |
| 巴黎 馬賽                       | 5                               | 尼斯                            | 普羅旺斯-阿爾卑斯-蔚藍海岸      | 343,304                         | 15                              | 土倫                            | 普羅旺斯-阿爾卑斯-蔚藍海岸      | 164,532                         | 里昂 圖盧茲                     |
| 巴黎 馬賽                       | 6                               | 南特                            | 羅亞爾河地區                    | 284,970                         | 16                              | 格勒諾布爾                      | 奧弗涅-羅納-阿爾卑斯            | 155,637                         | 里昂 圖盧茲                     |
| 巴黎 馬賽                       | 7                               | 史特拉斯堡                      | 大东部                          | 271,782                         | 17                              | 第戎                            | 勃艮第-弗朗什-孔泰              | 151,212                         | 里昂 圖盧茲                     |
| 巴黎 馬賽                       | 8                               | 蒙彼利埃                        | 欧西坦尼亚                      | 257,351                         | 18                              | 昂熱                            | 羅亞爾河地區                    | 147,571                         | 里昂 圖盧茲                     |
| 巴黎 馬賽                       | 9                               | 波爾多                          | 新阿基坦                        | 239,157                         | 19                              | 维勒班                          | 奧弗涅-羅納-阿爾卑斯            | 145,150                         | 里昂 圖盧茲                     |
| 巴黎 馬賽                       | 10                              | 里爾                            | 上法兰西                        | 227,560                         | 20                              | 圣但尼                          | 留尼汪                          | 145,022                         | 里昂 圖盧茲                     |

### 语言
根据法国宪法第二条，法国的官方语言是法语，属于罗曼语族，由拉丁语演化而来。自1635年起，法兰西学术院就是法语的权威机构，但其并无立法权力。除法语外，法国国内有77种地方语言，其中8种分布于法国本土，69种分布于海外领地。法国政府并未规定私人出版物的语言文字，但是法国法律要求在商业和工作场合中使用法语。除在本国推行法语相关措施外，法国政府亦建立法语圈国际组织等国际机构，以提高法语在欧洲乃至全世界的地位。据估计，全世界大约有2.2亿人会讲法语，其中包括母语使用者和第二语言使用者。
自17世纪至20世纪中期，法语是欧洲流行语言，多用于外交及国际事务，也是欧洲上层社会和知识分子的通用语。但在当时，法语并不是大部分法国人的母语：根据1794年亨利·格雷瓜尔所作的统计，全国2,500万人中，只有300万人的母语为法语，余下人群的母语各异（有阿尔萨斯语、布列塔尼语和奥克语）。由于法国教育的普及（法语是惟一的教学语言）、城市化的推进以及大众传媒的兴起，法语得以取代其他语言，在全国的方方面面被广泛使用，这个语言一体化的进程到20世纪最终完成。随着英國在世界範圍的擴張與美國的崛起，法语的外交通用语地位为英语所取代。
即使英語取代法語的外交通用語地位，但是法語的單字與文法比英語嚴謹與清晰，許多國際組織或外交文件等等，有英語版，有時候會附上法語版。當英語版出現翻譯、單字或文法有疑慮，則以法語版為主。法語至今也是許多國際組織的官方語言，例如聯合國、世界貿易組織、世界衛生組織和國際足球聯合會等等。
由于17世纪至20世纪法国在全球范围内的殖民扩张，法语在美洲、非洲、波利尼西亚、东南亚和加勒比海等地区得到传播，许多前殖民地将法语作为官方语言。如今法语是除英语之外学习人数最多的外语，法语使用者的数量也处在增长之中，特别是在非洲的部分国家。去殖民地化后，法语在非洲的部分地区保留通用语的地位，在法属波利尼西亚和西印度群岛则出现以法语为基础的混合语和混杂语言。而在黎凡特、印度和东南亚的法国前殖民地，法语的使用则较为少见。

### 宗教
法国是世俗国家，宗教信仰自由是宪法赋予公民的权利。法国目前的宗教政策植根于历史上的法国式世俗主义（Laïcité，严格实行政教分离，保证公共生活的世俗性）思想。
天主教在法国占主要地位达一千多年之久。在法国47,000座宗教建筑物中，94%为天主教建筑。法国大革命后，伴随着去基督化运动，天主教会失去先前在君主制国家的崇高地位。19世纪法国政局动荡，政治制度摇摆不定，天主教会的地位也来回改变。1905年政教分离法案的实施彻底终止天主教会和其它宗教团体的特权（隨軍神職人員团体和阿尔萨斯-洛林地区除外），而只认可不宣扬宗教信条、不干扰决策的“宗教组织”。而山达基、家庭国际、统一教和太阳圣殿教等信仰则被政府认定为邪教（sectes，贬义词），在法律中不具有宗教的地位。
关于法国国内的宗教信仰情况，不同的调查给出了不同的数字。根据1965年的调查，81%的法国人认为自己信仰天主教，而在2009年的一项调查中这个比率降为64%；1952年有27%的法国人每周参与一次弥撒（或更多），但在2006年，这个比率仅为5%。调查还显示，法国国内有3%的人口信仰新教，自先前调查中有所增加；5%的人口信仰其它宗教，而28%的人口没有宗教信仰。福音派新教或是目前法国发展最为迅速的宗教。根据2007年1月的另一项民意调查，法国有51%的人口信仰天主教，31%的人口坚持无神论或不可知论（另一调查显示这一比率为27%）只有5%的法国人定期前往教堂（在天主教人口中占10%），10%的人口信仰其他宗教或无确定信仰，4%的人口为穆斯林，3%的人口信仰新教，佛教和犹太教则各有1%的信徒。2009年政治逻辑学专家皮埃尔·布雷雄的独立估计认为，法国的天主教人口比率已跌至42%，而无神论者或不可知论者的比率升至50%。2012年的歐洲晴雨表则显示，总共60%的法国人信仰基督教（50%为天主教信徒，8%为新教信徒，其余2%信仰其它教派），20%的人口无信仰或为无神论者，13%的人口为不可知论者，6%的人口为穆斯林。
法国的穆斯林群体近年来增长较快，但不同的估计人数之间相差很大。2003年，法国内政部估计的人数是500至600万（8－10%）。在法國監獄服刑的囚犯估計有約70%是穆斯林。根据世界犹太人大会发布的数字，法国国内大约有60万名犹太教信徒，为欧洲最多。
因法国国内发生的包括薩繆爾·帕蒂謀殺案在内的多起穆斯林主导的恐怖袭击事件，时任法国总统的马克龙为打击极端宗教分子，要求法国国内的穆斯林群体采用其制定的“共和国价值宪章”（charter of republican values），该宪章要求穆斯林反对种族主义和反犹太主义，否定伊斯兰教具有政治目的，强调性別平等原则，谴责女性割礼、强迫婚姻；2021年1月17日，法国穆斯林信仰委员会（CFCM）主席穆罕默德·穆萨维发布声明称同意采用该宪章。

### 医疗卫生
法国的医疗保健系统由政府支持的国民卫生保险资助，实施全民医保。2000年世界卫生组织对于各国医保系统的调查评估显示，法国医保系统为“几近最佳的整体医疗保健”。在1997年世界卫生组织的医保系统排名中，法国排名世界首位。2011年，法国将GDP的11.6%（人均4,086美元）用于医疗保健，这个比率高于欧洲平均水平，但稍低于美国，而大约77%的医疗支出皆为政府资助的机构所支持。
在法国，癌症、艾滋病和囊肿性纤维化等慢性病（affections de longues durées）病人可得到免费治疗。法国男性的平均寿命为78岁，女性平均寿命为85岁，是欧盟内国民最为长寿的国家之一。
根据统计，每1000名法国居民中，有3.22名医生；2008年，法国人均医疗保健支出为4,719美元。截至2007年，大约140,000名法国居民（占总人口0.4%）患有艾滋病。
尽管在西方印象中，法国人与其他发达国家国民相比身材较为苗条，但事实上近年来，法国与其他富裕国家一样，面临着肥胖人群持续扩大的威胁。而肥胖已经被当局定位主要公共健康问题之一，但法国仍在发达国家中保有较低的肥胖率，远低于美国（20世纪70年代两国肥胖率大致相等），同时也是欧洲国家中肥胖率最低的国家之一。经过政府近年来的工作，不同于其他国家儿童持续升高的肥胖率，法国儿童的肥胖率正在降低。

### 教育
19世纪80年代，茹费理颁布费里法创立近代教育制度，规定教育的免费性、世俗性和强制性，被视为法国近代教育制度之父。但在1802年，拿破仑便创建高中教育（lycée）。2011年国际学生能力评估计划评定法国的教育水平位居世界第25位，接近经合组织成员国平均水平。法国教育制度可以分为三个阶段：初等教育（enseignement primaire）、中等教育（enseignement secondaire）和高等教育（enseignement supérieur），初等教育和中等教育以教育部主管、免费且世俗的公立学校占优势，而高等教育则兼有公立和私立成分。法国要求6岁至16岁的公民必须接受强制性教育（最初费里法规定为6至13岁，后有所上调）。初等及中等教育公立学校教师的培训及薪酬，以及教学方案的选择由国家及其下属的地方政府主管。
初等教育包括两个阶段。幼儿学校（Maternelle）并非强制，面向3至6岁的儿童，进行启蒙教育、社会教育以及简单的语言和数字教学。小学（École élémentaire）面向6至11岁的儿童，由一两位教师讲授许多不同的学科，例如法语、数学、自然科学、历史和地理（后两门很少分开）。中等教育亦分为两个阶段，初中（collège，4年制）及高中（lycée，3年制）。初中阶段，通过日常考核评分、以及最后一年的学习考核，合格者将会获得国家升学文凭（Diplôme national du brevet），得以升入高中学习。高中（lycée）完成后需要进行业士文凭考试，成功取得高中文凭后，可以到高等院校就读。
高等院校分为大学校（grande école）和大学（université）。大学校比大学享有更高的声誉，是法国菁英份子的摇篮，其选择程序也较具竞争性。著名的大学校有巴黎政治学院、巴黎高等師範學校、巴黎高等商业研究学院、巴黎综合理工学院、国立巴黎高等矿业学校和国家行政学院。大学校培养有众多高等公务员、首席执行官和政治人士，被认为有精英主义色彩。高等教育由国家资助，学费较低，自150欧元至700欧元不等（因学校和年级而异），所以一名学生要获得硕士学位（耗时5年），需要花费750到3,500欧元。公立工程学校的学费相对较高，大约为700欧元/年，但是私立工程学校的最高年学费可达到7,000欧元。而一些私立或是半私立的商学院的年学费，最多可达到15,000欧元。20岁以下学生的医疗保险是免费的。

## 文化
13世纪以来，法国都是世界文化中心之一。法国拥有众多世界闻名的文學家及艺术家，并且因其深厚的文化传统而闻名于世。法国文化富有多元性，具有浓厚的哥特式艺术和天主教式融合的风格。现代法国文化则不断涌现和产生出新的文化融合来，造就出今天的法兰西文化；而这自然就与古代古典的法兰克文化相对地显得大相径庭。法国对文化严肃以待，作家、艺术家、服饰设计师以及知识分子等，在法国社会上都有崇高的地位。1959年成立的法国文化部致力于保护文化遗产、发展旅游观光、给予艺术补贴、举办节日庆典及文化活动和保护并提升法国文化在世界的地位。
法国大革命被视为法国人的集体回忆，大大地影响法国人的价值观念。法国宪法第1条所定义的法国的国家象征，即国旗红白蓝三色旗、国歌《马赛曲》，格言“自由、平等、博爱”，以及民间的国家拟人化象征玛丽安娜、公共假日巴士底日，都源自于大革命。法国的另一个国家象征是高卢雄鸡，源自于拉丁文词汇Gallus所具有的多义“公鸡”和“高卢人”。无论是王室还是革命者，都将高卢雄鸡当作是法国的不二象征，高卢雄鸡的形象经常出现于邮票与硬币上。
法国全国历史建筑及文化地点众多，使得法国成为世界上旅游参观者最多的国家。法国国内大约有1,200家博物馆，每年招待有5,000多万名游客。一些重要的文化景点受到政府保护，如國家古蹟中心负责85处文物古迹的保护。在43,180处历史建筑物中，包括众多法式城堡（châteaux）、天主堂、花园、纪念碑和纪念馆。
法国文化在全球具有积极的影响。根据2008年的国家品牌指数，法国的名望位居世界第二，仅次于德国。而2010年BBC的一项基于28国29,977个回执的调查得出，49%的受调查者对于法国文化影响的看法是积极的，而19%的受调查者具有消极的看法，余下持中立观点。根据2011年的一项调查，法国具有最高程度的宗教宽容度，且拥有较强的国家认同感，而非宗教认同感。69%的法国人对于美国具有正面看法，使得法国成为世界上最为亲美的国家之一。2010年1月，《国际生活》杂志连续第五年将法国评为“世界最宜居国家”。
近数十年内，法国的世界文化中心地位为美国所取代，因此法国为保护并提升其文化的地位出台许多措施，成为“文化例外”理念的主要倡导者。法国政府成功说服所有欧盟成员国拒绝将“文化及视听”加入1993年世界贸易组织的自由化名单；在联合国教科文组织2005年的一项投票中，法国主导的“文化例外”理念得到了压倒性的支持，198个国家投了支持票，只有美国与以色列反对。

### 美术
文艺复兴时期，法国美术受意大利与弗拉芒影响较深。让·富凯是中世纪法国最为著名的画家，据说是法国美术家中旅意第一人，直接为意大利文化复兴的艺术气氛所熏陶。文艺复兴时期的枫丹白露画派受到意大利旅法画家（如弗兰西斯科·普列马提乔和罗索·菲奥伦蒂诺）的直接启发。巴洛克时代最为著名的法国美术家尼古拉·普桑和克洛德·洛兰皆居住于意大利。
17世纪是法国绘画初具名声的时期，以古典主义独树一帜。1648年路易十四的首相让-巴普蒂斯特·柯尔贝尔创立王家绘画与雕塑学院，以保护法国的美术家。1666年他创立罗马法兰西学院，以与意大利美术家建立直接联系。
18世纪洛可可风格起源于法国，是一种具有旧巴洛克风格特点的新艺术。洛可可派的艺术家受法国宫廷支持，他们的代表人物有让-安托万·华托、弗朗索瓦·布歇以及让-奥诺雷·弗拉戈纳尔。法国大革命改变了法国艺术，新古典主义艺术（代表人物雅克-路易·大卫）和法兰西艺术院的学院艺术受到拿破仑欣赏。此时代法国成为美术创作的中心之一，19世纪上半叶，法国美术界掀起两大运动：一是泰奥多尔·热里科和欧仁·德拉克罗瓦的浪漫主义运动；二是卡米耶·柯罗、居斯塔夫·库尔贝和讓-弗朗索瓦·米勒的现实主义运动（最终发展为自然主义）。
19世纪下半叶，法国绘画的影响力进一步扩大，出现印象派与象征主义风格。该时期著名的印象派大师有卡米耶·毕沙罗、爱德华·马奈、埃德加·德加、克洛德·莫奈和皮埃尔-奥古斯特·雷诺阿。一些第二代印象派画家，如保罗·塞尚、保罗·高更、亨利·德图卢兹-洛特雷克和乔治·修拉，以及野兽派画家亨利·马蒂斯、安德烈·德兰和莫里斯·德弗拉曼克，都站在当时美术发展的最前沿。
20世纪，乔治·布拉克和定居巴黎的西班牙画家巴勃罗·毕加索开创立体主义。当时许多外国画家同样在巴黎（包括近郊）定居和作画，例如梵高、夏卡尔、莫迪利亚尼和康定斯基。
在法国博物馆中，雕塑和绘画是主要藏品，一些博物馆只收集雕塑和绘画作品。国有的卢浮宫博物馆收藏了大量18世纪前的艺术杰作，例如达芬奇的名作《蒙娜·丽莎》。1986年于旧火车站奥尔赛站落成的奥尔赛博物馆收藏有来自19世纪下半叶的艺术作品（主要是印象派和野兽派画作）。现代艺术作品则多收藏于蓬皮杜中心的法国国立现代艺术美术馆。此三家国有博物馆平均每年招待近1700万人。巴黎大皇宫美术馆也是国有博物馆，于2008年共招待有130万人。市立博物馆中，游览人数最多的是巴黎现代艺术博物馆，主要收藏当代作品，2008年招待有80万人。在巴黎之外，全部大城市都拥有一座收藏法国及欧洲画作的美术博物馆。这其中最为著名的有里昂美术馆、里尔美术宫、鲁昂美术馆、第戎美术馆、雷恩美术馆和格勒诺布尔美术馆。

### 建筑
中世纪时，封建贵族建有众多城堡，以彰显其权力。其中一些城堡得以留存至今，如希农城堡、昂热城堡和文森城堡等。此时期，法国建筑同西欧大部分地区一样，罗曼式风格盛行，例如图卢兹的欧洲最大罗曼式教堂——圣塞宁圣殿，以及勃艮第的克呂尼修道院遗址。哥特式建筑风格起源于12世纪的法国，风靡欧洲数百年。北法兰西拥有众多哥特式教堂，如葬有许多法国君主的圣但尼圣殿、沙特尔主教座堂和亚眠主教座堂。此外，兰斯主教座堂是众多法国国王的加冕地；教皇宫是14世纪天主教教廷的所在地。文艺复兴兴起后，一些意大利艺术家受邀至法国宫廷。卢瓦尔河流域建起许多法式城堡，如香波尔城堡、舍农索城堡和昂布瓦斯城堡。
中世纪末期，巴洛克建筑兴起，其在世俗领域要比在宗教领域成功。凡尔赛宫拥有许多巴洛克风格的特点，设计者朱尔·阿杜安-芒萨尔是巴洛克时代最为著名的法国建筑师之一，他还参与荣军院圆顶的设计。而一些当时尚不属于法国的地区存在一些令人印象深刻的巴洛克建筑，如南锡的斯坦尼斯拉斯广场。塞巴斯蒂安·勒普雷斯特雷·德沃邦设计许多防守坚固的要塞，成为一名影响力巨大的军事建筑家。他所设计的要塞和堡垒的布局（如菱堡设计）为后人沿用，在西欧、美国、俄国和土耳其都能找到他的设计的影子。
大革命结束后，第一共和以及之后的第一帝国时期，当权者偏好新古典主义。在大革命爆发前，法国的新古典主义建筑有先贤祠和图卢兹市政厅。第一帝国时期，又建造巴黎凯旋门和马德莱娜教堂。此类风格建筑，称为帝政风格。第二帝国时期，又兴起新的奢华建筑风格，如新巴洛克风格建筑巴黎歌剧院。新的都市生活要求严谨而齐整的城市规划，因而兴起巴黎改造。此外，哥特式风格于此时期出现复兴，代表建筑师为欧仁·维奥莱-勒-杜克。19世纪晚期，居斯塔夫·埃菲尔设计建造许多桥梁，成为当时世界最具影响力的桥梁设计师之一，例如埃菲尔桥和加拉比高架桥。他的另一个代表作是闻名于后世的埃菲尔铁塔，为世界建筑史上的技术杰作。
20世纪著名的法国建筑师有勒·柯布西耶，为功能主义建筑的泰斗。近年来，法国建筑的设计多为古代风格与现代风格的糅合，卢浮宫前新建的金字塔即是这个融合的典范。摩天大楼和大桥是现代建筑的代表，但因它们对于城市的整体布局和美感的破坏，因而被政府限制。1977年起，巴黎核心区域新建的建筑不得高于37米（121英尺）。巴黎的拉德芳斯是欧洲最大的商务区域，兴建有大量摩天大楼；著名的大桥有米約高架橋，是全世界结构高度最高的桥梁。当代著名的法国建筑师有让·努维尔、多米尼克·佩罗、克里斯蒂安·德波尔藏帕克和保罗·安德鲁等，其中克里斯蒂安·德波爾藏帕克和讓·努埃爾曾分別於1994年和2008年獲得建築界的最高榮譽普利兹克建筑奖。

### 文学
最早的法国文学可以追溯到中世纪时代，当时法国的语言还未统一，众多早期文学作品使用不同的语言；法语文学的语法和拼写亦未统一。当时的代表文学家有克雷蒂安·德特鲁亚和阿基坦公爵威廉九世（使用奥克语）。一些早期作品的作者未知，如《特里斯坦与伊索尔德》和《兰斯洛特圣杯》。法兰西史诗及武功歌是法国中世纪的一种文学形式，代表作品为《罗兰之歌》。1175年佩鲁·德圣克洛德所作的《列那狐故事》则讲述一只虚构的列那狐傳說的故事，亦为早期法国文学的范例作品。
16世纪法国文学的代表人物有拉伯雷和蒙田，二人的代表作分别为《巨人传》和《随笔集》，至今闻名于世。其中，蒙田的《随笔集》开创随笔文体的先河。诗歌界出现七星诗社运动，著名人物有龙萨和杜贝莱。17世纪，拉斐特夫人所作的《克莱芙王妃》开创心理小说先河；拉封丹写下数百篇寓言（其中包括著名的《蚂蚁和蚱蜢》），为当时最为著名的寓言家，他创作的寓言故事则成为如今法国儿童的必读书。戏剧方面，让·拉辛、高乃依和莫里哀被看作法国17世纪最伟大的三位剧作家。让·拉辛对于语言以及亚历山大体的运用使他颇具盛名，其代表作有《布里塔尼居斯》和《费德尔》；高乃依的代表作《熙德》一度震动宫廷；莫里哀则被看作是西方文学中最伟大的喜剧大师之一，主要作品有《愤世者》《吝啬鬼》《无病呻吟》《伪君子》《贵人迷》等。莫里哀对于世界文化的影响深远，法语亦因此被称作“莫里哀的语言”。
18世纪欧洲启蒙主义兴起，孟德斯鸠、伏尔泰和卢梭是三位重要的启蒙主义作家，哲学成就巨大（参见哲学一段）。狄德罗是《百科全书》的作者，为百科全书派的代表。《百科全书》以普及知识、反对愚民政策为目的，介绍18世纪艺术、科学、语言和哲学的方方面面。狄德罗的代表作还有《宿命论者雅克》《拉摩的侄儿》。夏尔·佩罗写有大量童话，代表作包括《穿靴子的猫》《灰姑娘》《睡美人》和《蓝胡子》。19世纪初，文学界兴起象征主义诗歌运动，代表人物有夏尔·波德莱尔、保罗·魏尔伦和斯特凡·马拉梅。
维克多·雨果是法国19世纪的卓越作家，成就巨大，是最著名的法國作家，他的剧作《克伦威尔》被视为浪漫主义运动的宣言；诗作《历代传奇》《沉思集》被视为诗歌杰作，其诗句常常被后人同莎士比亚、但丁和荷马的作品相比；小说《悲惨世界》被看作世上最伟大的小说作品之一，另一篇代表作《巴黎圣母院》亦广为人知。19世纪其他著名的法国作家有大仲马，代表作品有《三个火枪手》《基督山伯爵》；儒勒·凡尔纳，代表作《海底两万里》；埃米尔·左拉，代表作《盧貢-馬卡爾家族》；巴尔扎克，代表作《人间喜剧》；莫泊桑，代表作《羊脂球》；泰奥菲尔·戈蒂耶，代表作《莫班小姐》；司汤达，代表作《红与黑》《帕尔马修道院》；福樓拜，代表作《包法利夫人》。
20世纪法国的著名文学家有马塞尔·普鲁斯特、路易-费迪南·塞利纳、阿尔贝·加缪和让-保罗·萨特；圣埃克絮佩里所作的童话《小王子》大受欢迎。截至2014年，法国文学家获得过15次诺贝尔文学奖，为世界最多。最近一位法国得主是帕特里克·莫迪亚诺，于2014年获奖。让-保罗·萨特拒绝领奖，成为第一位拒绝领奖的诺贝尔奖得主。
龚古尔文学奖创办于1903年，是法国最重要的文学奖，每年11月颁奖。

### 哲学
人文主义的出现结束经院哲学在中世纪哲学界的支配地位。17世纪，法国一批著名哲学家的哲学理论催生近代哲学，勒内·笛卡尔、布莱兹·帕斯卡和尼古拉·马勒伯朗士是他们的杰出代表。笛卡尔的研究使得古罗马和古希腊时代结束后便居于沉沦的西方哲学重焕生机，他的专著《第一哲学沉思集》改变哲学思考的主要对象，并为随后的外国哲学家（例如斯宾诺莎、莱布尼茨、休谟、贝克莱和康德）提出许多经典的基本问题。
18世纪的法国哲学家们是启蒙时代所涌现出的杰出人物的代表。孟德斯鸠所著之《论法的精神》阐述权力分立的思想——这个思想被美国人应用在政治制度当中，为几乎所有的自由民主制国家所接受。让-雅克·卢梭所著之《社会契约论》公开地批评欧洲君权神授说，其主张之主权在民思想是现代民主制度的基石。伏尔泰是启蒙运动公认的领袖和导师，他对于公民自由（尤其是信仰自由和司法公正）的辩说体现启蒙的思想。
19世纪的法国哲学界着重研究大革命后的社会问题和病疾。维克托·库赞和奥古斯特·孔德是理性主义的代表，他们所提出的新的社会学说（如折衷主义和实证主义）为约瑟夫·德迈斯特、路易·德博纳尔德和德拉梅内等传统主义者所反对。德迈斯特和英国人埃德蒙·伯克被视为欧洲保守主义哲学的创始人之一。孔德则被看作社会学和实证主义的创始人。
在20世纪早期，曼恩·德比朗、亨利·贝格松和路易·拉韦尔是唯心主义唯心论哲学的代表，他们的思想也影响了一些英美哲学家，例如美国人皮尔士、詹姆士以及英国人怀特黑德。20世纪晚期，受德国现象学和存在主义的影响，后现代哲学在法国萌芽。让-弗朗索瓦·利奥塔、让·博德里亚、雅克·德里达、雅克·拉康、米歇尔·福柯和吉尔·德勒兹是法国后结构主义哲学家的代表。

### 音乐
法国音乐历史丰富而悠久。17世纪路易十四统治时期，是法国音乐的黄金时代，宫廷雇有众多杰出的音乐家。此时期著名的作曲家包括夏庞蒂埃、弗朗索瓦·库普兰、米歇尔-里夏尔·德拉朗德、让-巴普蒂斯特·吕利和马兰·马雷。18世纪让-菲利普·拉莫成为当时乐坛的领军人物，他在当时的歌剧界和界都有权威地位。
19世纪至20世纪早期的浪漫主义时期，法国音乐家在世界音乐史上扮演重要的角色。浪漫主义音乐强调对于自然的敬畏、对于历史和超自然的感情诉诸、对于不寻常的探索和对于民族认同的关注，拥有富于变化的旋律。当时著名的作曲家有柏辽兹，代表作《幻想交响曲》；比才，代表作《卡门》；，代表作《帕凡舞曲》和《安魂曲》；夏尔·古诺，代表作《圣母颂》和歌剧《浮士德》；雅克·奥芬巴赫，代表作是《霍夫曼的故事》，以及19世纪50年代至70年代的100多部轻歌剧；爱德华·拉罗，代表作《西班牙交响曲》和《D小调大提琴协奏曲》；儒勒·马斯内，代表作《玛侬》和《维特》；卡米尔·圣桑，代表作《動物狂歡節》《骷髏之舞》《參孫與大利拉》《引子与回旋随想曲》和《第三交响曲》。
20世纪亦是现代古典音乐兴起的时期，其中埃里克·薩蒂是20世纪早期巴黎前卫音乐的代表人物，代表作《裸体歌舞》。弗朗西斯·普朗克亦是一位成功的作曲家，代表作有《永动曲》《母鹿》《乡间协奏曲》《加尔默罗会修女的对话》和《荣耀经》。莫里斯·拉威爾和克洛德·德彪西是法国印象主义音乐的代表人物，其中德彪西是19世纪晚期至20世纪早期最有影响力的作曲家之一。德彪西的作品以其感观内涵和无调音乐著称，其非传统的音调旋律和半音音阶影响许多后继者。两位作曲家被认为开创新的音乐形式。拉威尔的代表作《水上游戏》《鏡》《库普兰之墓》和《夜之幽灵》广受欢迎。此外，他对于管弦乐编曲的出色掌控于《西班牙狂想曲》《达夫尼与克罗埃》和《博萊羅》可见一斑。20世纪中期，著名的当代古典音乐家有莫里斯·奥哈纳、皮埃尔·舍费尔和皮埃尔·布莱兹。
20世纪中期流行音乐和摇滚音乐兴起，影响到法国音乐界，出现香颂音乐。英语流行歌曲在国内受到欢迎，而香颂歌曲同样有着很高的知名度。著名的音乐人有艾迪特·皮雅芙、乔治·布拉桑、莱奥·费雷、夏尔·阿兹纳武尔和赛日·甘斯布。与英语国家相比，法国的摇滚音乐人相对较少，但一些著名的乐队如Noir Désir、Mano Negra、Niagara、Les Rita Mitsouko、凤凰、Superbus、Gojira仍在世界有着广泛知名度。许多法国歌手于国内外都有着较高人气，如黛莉達、米蕾耶·玛蒂厄、米莲·法莫和诺尔文·勒鲁瓦等女歌手；电子音乐的先驱让-米歇尔·雅尔、洛朗·加尼耶和鲍勃·桑克拉尔，以及之后的DJ马丁·佐尔法伊格和大卫·库塔。近年来，电子音乐二人组合傻朋克、Justice和Air亦拥有世界级人气，为现代电子音乐的传播做出较大贡献。
法国许多现有的音乐活动和机构皆致力于古典音乐和歌剧的演出，例如著名的国立巴黎歌剧团（主要演出场地是巴黎歌剧院和巴士底歌剧院），里昂国家歌剧团，巴黎的夏特雷劇院，图卢兹的市政厅剧院和波尔多大剧院。著名的音乐节有欧洲摇滚节和塞纳河摇滚节两个摇滚音乐节，以及源于法国、众多国家一同庆祝的世界音樂節，于1982年由法国政府设立。其它著名的音乐厅有分布于众多城市的顶点剧场，以及巴黎的奥林匹亚音乐厅、莫加多尔剧院和蒙马特爱丽舍剧场等。

### 电影
法国电影制作行业在世界上具有领军地位，截至2006年，法国制作的电影数目为欧洲最多。法国亦办有世界闻名的戛纳电影节，是为国际上最具影响力的电影节之一。现今法国电影市场被美国好莱坞支配，但法国仍然是美国影片收入占总收入份额最低的国家之一，为50%（相比之下德国为77%，日本为69%），此外本土电影占35%（相比之下，西班牙和英国仅为14%与8%）。根据2013年的统计，法国是世界第二大电影出口国，仅次于美国。
法国是电影的发源地，卢米埃兄弟对于电影的发明与发展有着重大的贡献。许多早期电影界的代表作品出于二人之手，多为情节简单的短片（如1895年的《火车进站》和《离开工厂》），在电影史上有着非凡的地位。电影发展初期，市场被高蒙电影公司、百代电影公司、乔治·梅里爱公司及卢米埃兄弟垄断，其中高蒙电影公司是世界上最古老的电影公司；梅里爱应用新潮的电影制作技术和叙述方法，其代表作为1902年的《月球旅行记》。
20世纪上半叶法国电影界盛行超现实主义、达达主义和诗意现实主义，出现印象派电影。20世纪上半叶的著名导演有雅克·费代尔、让·维果、乔治·梅里爱、阿贝尔·冈斯、热尔梅娜·迪拉克、让·爱泼斯坦、朱利安·迪维维耶、勒内·克莱尔和。其中，雅克·费代尔的《亚特兰蒂斯》、让·维果的《亚特兰大号》、勒内·克莱尔的《巴黎屋檐下》、让·雷诺阿的《大幻影》《游戏规则》以及马赛尔·卡尔内的《天堂的孩子们》都获得成功，在电影史上有着重要的地位。20世纪50年代，电影界掀起“新浪潮”，并持续数十年。安德烈·巴赞是著名的电影评论家，也是“新浪潮”以及现代电影理论奠基人之一，创办有杂志《电影手册》。新浪潮的代表导演有、與等，其中戈达尔的和特吕弗的《四百击》都是优秀的作品。1966年热拉尔·乌里导演的《虎口脱险》在法国获得最高票房纪录，并保持至1997年；1978年的《一笼傻鸟》获得3项奥斯卡奖提名。20世纪80年代起法国电影视觉风兴起，代表作有让-雅克·贝内的《巴黎野玫瑰》、吕克·贝松的《碧海藍天》和的《新桥恋人》。近年来法国电影趋向多元化。
法国亦是欧洲乃至世界电影家们的聚集处之一，因此许多法国电影与国外电影家有着千丝万缕的联系。许多法国导演在海外有着较高影响力，参与外国电影的摄制，如皮托夫的《猫女》、克里斯托夫·甘斯的、马修·卡索维茨的、路易·勒泰里耶的（系列）以及皮耶·莫瑞爾的（系列）等。相对应地，许多外国导演在法国电影界亦有着较高的地位，例如波兰的罗曼·波兰斯基、克日什托夫·基斯洛夫斯基和安德烈·左拉斯基，阿根廷的加斯帕尔·诺埃和埃德加多·科萨林斯基，俄罗斯的亚历山大·阿列克谢耶夫和阿纳托尔·利特瓦克，奥地利的迈克尔·哈内克以及格鲁吉亚的杰拉·巴布鲁阿尼和奥塔尔·伊奧塞里安尼。

### 时尚
法国自17世纪起就在世界时尚潮流方面有着较大的影响力，巴黎被视为世界四大时尚之都之一（巴黎、伦敦、米兰和纽约），是许多顶级时装店的总部所在地。时尚设计及时尚用品（如奢侈品和化妆品）制造是法国的重要行业。其中，高级服装定制起源于19世纪60年代，是专属的时装设计师为穿戴者量身定制时装的服务，现为法国受法律保护、且拥有法定行业质量标准的行业。
法国与时尚的联系源于路易十四统治时期，当时法国的奢侈品行业在王室控制下蒸蒸日上，法国宫廷也便自然站在欧洲时尚的最前沿，成为欧洲时尚潮流的主宰。1860年至1960年的100年间，法国出现众多奢侈品及时装品牌，包括香奈儿、迪奥和纪梵希，得以巩固其在时尚款式方面的主导地位。此外，法国的香水产业世界领先，众多香水制造商汇聚于小镇格拉斯。
20世纪60年代，法国服装定制行业遭受青年人的批评，1966年，伊夫·圣洛朗开创成衣生产线，将法国时装行业推向大规模生产时代。20世纪70年代至80年代，凭借对于营销和生产的专注，出现众多新兴时装设计师，如桑丽卡·里基耶、蒂埃里·米格莱尔、克洛德·蒙塔纳、让-保罗·高缇耶和克里斯蒂安·拉克鲁瓦。20世纪90年代，跨国奢侈品行业巨头兴起（例如酩悦·轩尼诗－路易·威登集团），掀起收购与合并潮。

### 媒体
法国最为畅销的报纸包括《巴黎人报》《世界报》和《费加罗报》。其中《费加罗报》拥有国内数一数二的发行量，以及大约30万份的日销量。此外，体育报纸《队报》亦广受欢迎。近年来，免费报纸在法国大获成功，例如《都市日报》和《二十分钟报》，分别拥有多于65万的发行量。地方报纸往往拥有更大的销量，《西法兰西报》拥有75万的日销量，为全国最多。法国全国上下共有400多种不同种类的周刊发行。法国最具影响力的新闻杂志周刊有左派的《新观察家》、中间派的《快报》和右派的《观点》（拥有多于40万的发行量）。而女性杂志往往拥有较大的发行量，例如《美丽佳人》和《ELLE》，其中《ELLE》拥有多种外语版本。其它影响力较大的周刊包括具有调查研究性及讽刺性的《鸭鸣报》《查理周刊》和《巴黎競賽》。与众多其他工业化国家相同，近数十年来印刷媒体面临不景气和衰落的局面。2008年，法国政府发起行动，以帮助印刷媒体进行部门改革和实现经济独立，但在2009年，政府不得不给予相关媒体60万欧元的额外补助，以帮助其度过环球金融危机。
1974年，在经历数年的广播电视集中垄断后，法国广播电视局分为数个国有媒体主体，包括3个电视频道和四个国有广播电台。1981年政府允许广播自由，结束政府在广播界的垄断。在随后的二十年内，随着一些商业频道的建立，电视媒体从而被部分私有化，大多为有线及卫星电视。2005年法国电视实现数字化。现有的四个国有电视频道由法国电视台进行运作，而法国广播电台则负责五个国有广播电台的运作。法国国内收视率较高的电视台有法国电视一台（1987年实现私有化）、法国电视二台和法國電視三台；RTL、Europe 1和France Inter则是较为著名的广播电台。国际性电视台及广播台方面，法国国际广播电台用多种语言向全世界进行广播；法國電視國際五台则是全球性的法语电视网；法国24负责提供国际新闻时事，有英语、法语和阿拉伯语三个语言版本。

### 饮食
法国是世界著名的饮食文化大国，法国菜在全世界广为流传，是世界上最受欢迎的菜系之一。法国葡萄酒是法国菜中的主要饮品，包括香槟酒、波尔多酒、勃艮第酒和薄酒莱酒等。奶酪是法国菜的主要食品之一，种类有多于400种，例如卡芒贝尔奶酪、罗克福奶酪和布利奶酪。法国菜的一些基本配方因地区而异，例如北方偏好黄油，而南方偏好橄榄油。而且，法国的许多地区都有自己的标志性菜肴，东北部的美食以海产为最佳；西部地区的诺曼底羊肉独具风格，此地生产的牛奶和苹果能分别制成乳制品和白兰地；中部地区的美食以里昂闻名，当地农产品丰富，有知名的伯黑斯鸡、墨冯山区的干火腿；西南部的卡酥来砂锅、阿尔萨斯的阿尔萨斯酸菜、洛林的法式咸派、勃艮第的红酒炖牛肉和普罗旺斯的橄榄酱各具特色。
法国人就餐讲究礼仪，一般第一道菜是开胃浓汤（soupe），然后是冷盘（hors-d'œuvre），接着才是主菜（plat de résistance），最后是甜点（dessert），面包随时取用。冷盘菜肴有罗勒三文鱼肉酱、龙虾汤、鹅肝、法式洋葱汤或法式三明治等。主菜有火上锅或牛排炸薯条等。甜点有法式千层酥、马卡龙、法式泡芙、法式炖蛋、慕斯、可丽饼或列日咖啡等。其它具有特色的食品还有青蛙腿、炖鸡（coq au vin）、法国蜗牛和油封鸭等；主食主要是面包，具有法国特色的面包有牛角面包和法式长棍面包。法国人在餐前喝利口酒，餐中水产和禽类菜配干白葡萄酒，肉类菜配干红葡萄酒。法国人的就餐礼仪已经成为西方宴会的经典模式。
著名的出版物《米其林指南》以星级评定的方式对餐厅及旅馆进行评鉴，星级的上调和下调可以显著地影响餐厅的商业前途。截至2006年，《米其林指南》已向法国餐厅发放有620颗星，在当时要多于其他所有国家（自2010年起有被日本赶超之势）。
法国亦是一大啤酒生产国，主要的啤酒产地有阿尔萨斯、北部-加来海峡和洛林，其中阿尔萨斯为主要产地，占全国产量的60%。
- 法国葡萄酒
- 法式洋葱汤
- 法式奶酪
- 法式炖蛋
- 法式咸派
- 马卡龙

### 体育
法国流行的体育运动有足球、柔道、网球和橄榄球。法国主办了1938年和1998年的世界杯足球赛、2007年世界杯橄榄球赛以及2016年欧洲杯足球赛。圣但尼的法兰西体育场是法国最大的体育场，也是1998年世界杯足球赛、2007年橄榄球世界杯和2016年欧洲杯足球赛的决赛场馆。1903年起，法国每年都会举办，它是世界最为著名的公路。除此之外，勒芒24小时耐力赛（原型賽車与房車耐力賽）也颇负盛名。网球方面，法国主办有法国网球公开赛（大满贯赛事之一）和巴黎大师赛。法国踢腿术和击剑则是源自法国的武术。
现代奥林匹克运动会与法国渊源深厚。顾拜旦男爵是现代奥运会的奠基人，他于19世纪末主导举办现代奥运会。1896年雅典奥运会闭幕后，巴黎成为1900年夏季奥运会的主办地。巴黎是国际奥林匹克委员会（现位于瑞士洛桑）的第一个总部。除1900年外，法国还举办了1924年巴黎夏奥会、1924年霞慕尼冬奥会、1968年格勒诺布尔冬奥会、1992年阿尔贝维尔冬奥会和2024年夏季奧運會。
法国国家足球队和法国国家橄榄球队都有着“蓝衣军团”（Les Bleus）的昵称，源于其比赛服上取自法国国旗的蓝色。足球是法国最为流行的运动。法国拥有超过1,800,000名注册球员以及超过18,000家注册俱乐部。法国国家足球队是世界上最为成功的足球国家队之一，于1998年本土世界杯和2018年俄罗斯世界杯二次夺得冠军，2006年和2022年夺得亚军。同时，1984年和2000年的欧洲杯足球赛冠军亦归属于法国。法国足球甲级联赛是法国足球的顶级俱乐部联赛。法国亦培养出一些世界顶级的足球运动员，是三届世界足球先生得主，是三届金球奖得主，是前世界杯足球赛进球纪录保持者（13球），雷蒙·科帕是首位获得法国荣誉军团勋章的足球运动员，而蒂埃里·亨利则是法国国家足球队的进球纪录保持者。
联合式橄榄球在巴黎和法国西南部最为流行。法国国家橄榄球队从未缺席过世界杯橄榄球赛赛事，同时也是六国锦标赛的成员之一。法国国家橄榄球队是16届六国锦标赛冠军，夺得过8次大满贯，在橄榄球世界杯中6次打进半决赛、3次打入决赛。Top 14是法国橄榄球的顶级俱乐部赛事。联盟式橄榄球在法国南部城市佩皮尼昂和图卢兹颇为流行。加泰罗尼亚龙是欧洲的顶级联盟式橄榄球赛事超级联赛的成员。法国精英锦标赛是法国的联盟式橄榄球俱乐部职业赛事。
近数十年，法国培养了许多世界级篮球运动员，其中托尼·帕克最为著名。法国国家男子篮球队是2013年欧洲篮球锦标赛冠军。法国篮球队在1948年和2000年夏季奥林匹克运动会篮球比赛中摘得两枚银牌。

### 公共假日
| 日期     | 中文名称                 | 法文名称        | 说明                   |
| 1月1日   | 元旦                     | Jour de l'An    |                        |
| -        | 復活節                   | Pâques          | 星期日，具體日期不固定 |
| -        | 復活節翌日               | Lundi de Pâques | 星期一，具體日期不固定 |
| 5月1日   | 勞動節                   | Fête du Travail |                        |
| 5月8日   | 第二次世界大戰勝利紀念日 | Victoire 1945   |                        |
| -        | 耶穌升天節               | Ascension       | 星期四，具體日期不固定 |
| 10月3日  | 聖靈降臨節               | Pentecôte       | 星期日，具體日期不固定 |
| 7月14日  | 國慶日                   | Fête Nationale  | 國慶日                 |
| 8月15日  | 聖母升天節               | Assomption      |                        |
| 11月1日  | 诸圣节                   | Toussaint       |                        |
| 11月11日 | 第一次世界大戰休戰紀念日 | Armistice 1918  | 「1918停火日」         |
| 12月25日 | 圣诞节                   | Noël            |                        |

## 延伸阅读
[在维基数据编辑]
 《清史稿/卷155》，出自趙爾巽《清史稿》

## 引文
1. ↑  目前法國憲法並未確立國徽[1]，但刀斧手的束棒極常用於代表共和法國，儘管其不具任何官方地位，但其仍然用於外交及領事場合，以及法國總統和愛麗舍宮的標誌。[2]。
2. ↑  1719年8月9日《两广总督杨琳奏报续到洋船有法兰西行医外科一名安泰请求进京效力委员护送折》：“本年五月十二日到有法兰西洋舡一只，内有法兰西行医外科一名安泰。”

### 书目
- Bradbury, Jim. . Bloomsbury Academic. 2007. ISBN 9781852855284.
- Doughty, Robert A. . Harvard University Press. 2008. ISBN 9780674034310.
- Flori, Jean; Tucker, Spencer. . Tucker, Spencer C.  (编). . ABC-CLIO: 999. 2019. ISBN 9781440853524.
- Jean Carpentier (dir.), François Lebrun (dir.), Alain Tranoy, Élisabeth Carpentier et Jean-Marie Mayeur (préface de Jacques Le Goff), Histoire de France, Points Seuil, coll. " Histoire ", Paris, 2000 (1re éd. 1987), p. 17 ISBN 2-02-010879-8
- 杜比. . 由吕一民、沈坚、黄艳红翻译. 商务印书馆. 2010. ISBN 9787100069045.
- （中文）朱利安·杰克逊. . 广东人民出版社. 2022. ISBN 978-7218154053.
- （中文）罗伯特·福尔奇克. . 民主与建设出版社. 2020. ISBN 978-7513929158.

## 外部連結
- 爱丽舍宫：法国總統官邸官方網站 （页面存档备份，存于）
- 法国總理辦公室官方網站
- 法国國民議會
- 法国文化與交流部 （页面存档备份，存于）
- 法国天气[永久]
- 法國電話簿官方網站 （页面存档备份，存于）
- 英语在法国 （页面存档备份，存于）
- 法国法律網 （页面存档备份，存于），建立于1948年，用以發布法国政府的法律、法規、議會辯論等的正式文件，同時有書面和網路兩個版本；從2004年開始網路版本與書面版本具有相同的法律效力。
- 維基媒體的法国地圖集  （英文）
- OpenStreetMap上有關法国的地理